# Thomas, die kleine Lokomotive

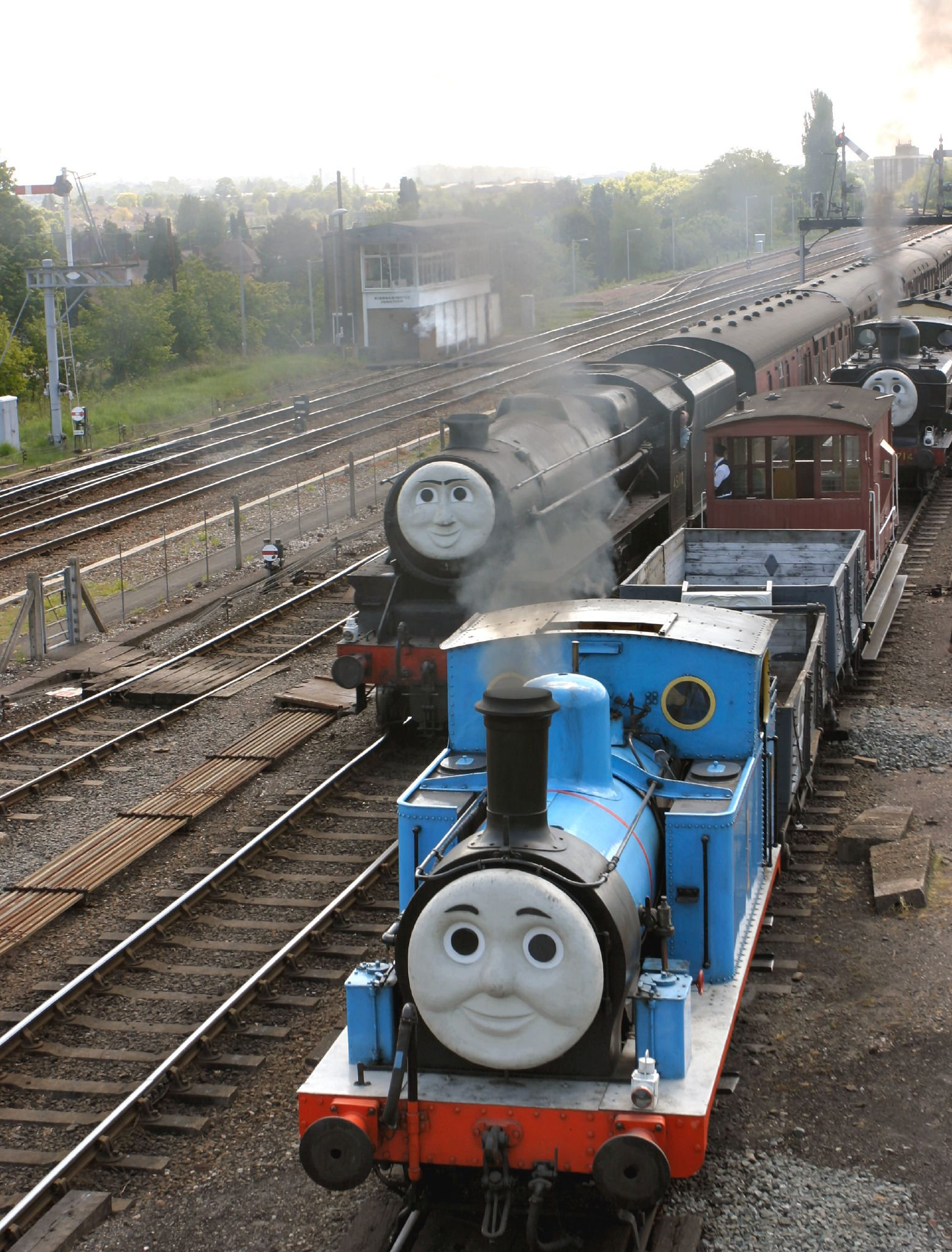
Thomas-Event auf einer britischen Museumsbahn

Thomas, die kleine Lokomotive & seine Freunde (Originaltitel: Thomas the Tank Engine & Friends) ist eine britische Fernsehserie von Britt Allcroft, die auf den Railway-Series-Büchern vom Reverend Wilbert Awdry basiert. Sie handelt von der blauen Tenderlokomotive Thomas und anderen Lokomotiven auf der fiktiven Insel Sodor.
Die Fernsehadaption erfolgte 1984 unter dem Titel Thomas, die kleine Lokomotive & seine Freunde (Thomas the Tank Engine & Friends). Der Titel wurde 2003 zu Thomas & seine Freunde (Thomas & Friends) gekürzt und hatte von 2018 bis 2021 die Tagline Große Welt! Große Abenteuer! (Big World! Big Adventures!).
2021 wurde die Serie von einem 2D-animierten Cartoon mit der Tagline Alle Maschinen los! (All Engines Go!) abgelöst, welcher der Zeitlinie der vorherigen 24 Staffeln nicht mehr folgt.

## Entwicklung

### 1945–1972: Railway Series als Vorlage der Fernsehserie
1943 verfasste Wilbert Awdry für seinen kranken zweijährigen Sohn Christopher die ersten Geschichten, die er 1945 als ersten Band der Railway Series veröffentlichte, und schrieb bis 1972 fast jährlich neue. Während die ersten paar Bücher primär als Gutenachtgeschichten für Kinder dienten, rückten Abläufe und Geschichte der Eisenbahn mit der Zeit immer weiter in den Vordergrund. Awdrys Ziel war es, die Geschichten möglichst realistisch und nicht zu kindisch darzustellen, da er „nicht direkt für Kinder schrieb, sondern für die unglücklichen Leute […], die diese Geschichten immer und immer wieder vorlesen mussten“. Nach dem sechsundzwanzigsten Buch führte Awdrys Sohn Christopher die Reihe fort, die er 2011 mit dem zweiundvierzigsten Buch Thomas and his Friends abschloss.

### 1953/1977: Erste Versuche einer Fernsehadaption
Im Jahr 1953 plante die British Broadcasting Corporation (BBC) die Fernsehadaption von zwei Geschichten aus The Three Railway Engines, die während der BBC Children’s Hour am 14. und 28. Juni 1953 ausgestrahlt werden sollten. Es wurden 00-Spur-Modelle von Hornby benutzt, die die Lokomotiven und Waggons darstellten, und Modellbauer P. R. Wickham bearbeitete diese, damit sie aussahen wie auf den Railway-Series-Illustrationen von C. Reginald Dalby. Erzählerin war Julia Lang.
Die Adaption wurde live von den Lime Grove Studios aus gesendet. Während der Ausstrahlung von The Sad Story Of Henry entgleiste allerdings eine der Lokomotiven und eine Hand war zu sehen, die sie wieder aufgleiste. Awdry sah sich die Übertragung an und beschwerte sich über die unsanfte Operation der Modelle. Darüber hinaus beschrieb er die Entgleisung als einen „elementaren Fehler“ („elementary mistake“). Wegen dieser und auch anderer Beschwerden wurde die zweite Geschichte abgebrochen und die Live-Übertragung nie aufgezeichnet.
Im Jahr 1973 plante Komponist Andrew Lloyd Webber eine 2D-animierte Musical-Serie basierend auf den Büchern, die er als Kind gelesen hatte. Lloyd Webber traf sich öfter mit Awdry und den Herausgebern der Bücher und nach einigen Komplikationen stellte er 1976 eine Pilot-Episode fertig. Allerdings verlor er bis dahin das Interesse an dem Plan, da die Nachfrage in Amerika nicht vorhanden war und Lloyd Webber zu der Zeit mit seinem Musical Evita bereits genug Erfolg hatte. Nichtsdestotrotz gründete er 1977 sein Unternehmen, das er Really Useful Group nannte, was eine Anspielung an die in den Büchern benutze Phrase „Really Useful Engine“ ist. Weiterhin griff er die Pläne für die geplante Musical-Serie wieder auf und machte daraus bis 1984 das Musical Starlight Express.

### 1979: Live-Action-Animation als Format für Fernsehserie
Bei einem Interview 1979 mit Awdry auf der Bluebell Railway schlug die Fernsehproduzentin Britt Allcroft, die zuvor seine Bücher gelesen hatte, erneut vor, aus den Geschichten über Thomas und seine Freunde eine Fernsehserie zu machen. Mehrere Formate, wie Stop-Motion, Zeichentrick und Computeranimation, wurden zwei Jahre lang erprobt, von denen sich eine Live-Action-Animation mit fahrenden Modellen durchsetzte. Der Produktionsstab bestand unter anderem aus dem Regisseur David Mitton, dem Produzenten Robert D. Cardona, den Komponisten Mike O’Donnell und Junior Campbell sowie Ringo Starr, der in den ersten zwei Staffeln als Erzähler fungierte. Unter den Modellbauern waren unter anderem Tim Staffell, David Payne und John Lee.
Als Pilotfilm wurde die Geschichte Down the Mine aus dem Buch Gordon the Big Engine verfilmt und im April 1983 dem Fernsehsender ITV vorgestellt. Der Film war ein Erfolg, woraufhin die erste Staffel produziert werden konnte.
Die erste Staffel wurde schließlich im Oktober 1984 auf ITV ausgestrahlt und adaptierte die ersten acht Railway-Series-Bücher recht treu und in der nahezu gleichen Reihenfolge. Allerdings wurden hin und wieder zwei kurze Geschichten in einer Episode adaptiert und andere wurden übersprungen. Nur das Staffelfinale Die Weihnachtsfeier (Thomas’ Christmas Party) wurde von Allcroft und Mitton selber verfasst.
Für die zweite Staffel 1986 wurden auch Geschichten von Christopher Awdry verwendet. Die Verträge ließen eigene Geschichten nicht zu, weshalb Allcroft Christopher Awdry um bestimmte Geschichten im nächsten Railway-Series-Buch bat. More About Thomas The Tank Engine wurde extra für die TV-Serie geschrieben und die Geschichten handelten etwa von dem Hubschrauber Harold, dem Bus Bertie und Terence, dem Raupenschlepper, da Allcroft diese Figuren in mehr Episoden haben wollte. Christopher war mit dem Buch sehr unzufrieden und die erste Geschichte, Drip Tank, wurde nicht einmal verfilmt.
Mit der zweiten Staffel wurden die Railway-Series-Geschichten nicht mehr in der originalen Reihenfolge verfilmt. Stattdessen fokussierte man sich etwa auf neue Figuren und düstere Geschichten. So handelten manche Folgen davon, dass Maschinen verschrottet werden sollten (Nicht verschrotten, bitte und Hilfe für die Zwillinge) oder sollten einfach durch Musik und visuelle Wahrnehmung gruselig sein (Der Geisterzug). Zu den vielen neuen Figuren gehörten Duck, Donald, Douglas, Bill, Ben, Diesel, BoCo, Daisy und Trevor.
Ein Problem bei der anderen Reihenfolge war das Verursachen eines größeren Kontinuitätsfehlers: In der Episode Percy nimmt ein Bad (Percy Takes A Plunge) erwähnt Percy die Ereignisse der Geschichte Percy’s Promise aus Percy the Small Engine, aber diese Geschichte wurde erst in der dritten Staffel verfilmt.

### 1989: Thomas in den USA
1989 entwickelten Allcroft und Rick Siggelkow den Ableger Shining Time Station, um Thomas in die Vereinigten Staaten zu bringen. In dieser Serie ging es um das Personal vom fiktiven Bahnhof von Shining Time Station, darunter Mr. Conductor, eine 20 cm große Person, die sich mittels Gold Dust teleportieren kann. Mr. Conductor brachte den Kindern in der Serie Lektionen bei und zeigte ihnen dabei Episoden von Thomas. Mr. Conductor wurde erst von Ringo Starr, ab der dritten Staffel von George Carlin gespielt.
Die Dialogbücher der Thomas-Episoden wurden wegen der amerikanischen Terminologie umgeschrieben (so hießen etwa die Güterwagen Foolish Freight Cars statt Troublesome Trucks und der Schaffner ist ein Conductor statt ein Guard) und viele der Episodentitel wurden geändert. Ringo Starr erzählte dafür 25 Episoden der ersten Staffel und 17 aus der zweiten Staffel neu. Später erzählte George Carlin die gesamten Staffeln noch einmal und blieb auch der Erzähler für die amerikanischen Versionen der Staffeln 3 und 4.

### TUGS: Die geplante Schwesterserie
Ebenfalls um 1989 erschien eine von David Mitton und Robert D. Cardona entwickelte Fernsehserie namens TUGS (Schlepper), die vom Konzept und der Produktion her der Serie um Thomas stark ähnelte. Im Mittelpunkt stehen hier Schlepperboote des fiktiven amerikanischen Hafens Bigg City Port. Die Modelle der Boote wurden über das Wasser gezogen, da die Motoren zu schwer waren, die „Köpfe“ und die Augen ließen sich drehen bzw. bewegen. Im Gegensatz zu Thomas waren die Episoden von TUGS etwa 20 Minuten lang, die Figuren hatten individuelle Synchronsprecher und die Inhalte richteten sich an ein älteres Publikum. Nach 13 Episoden innerhalb von drei Monaten wurde die Serie eingestellt. Einige Modelle wurden allerdings später in Thomas verwendet, manche von ihnen auch später in der animierten Serie.
Mitton war sehr stolz auf sein Werk und meinte, TUGS habe seine Seele. Nachdem TUGS nicht fortgesetzt worden war, kehrte Mitton zur Britt Allcroft Company zurück, um wieder an Thomas zu arbeiten.

### 1992: Der bleibende Erfolg von Thomas
Die dritte Staffel von Thomas erschien erst 1992, sechs Jahre nach der zweiten. Ab dieser Staffel schrieben Allcroft und Mitton auch eigene Geschichten und zogen ebenfalls Geschichten des Autors Andrew Brenner aus Zeitschriften hinzu, ohne dass dieser davon in Kenntnis gesetzt wurde. Brenner sollte 2012 selber als Head Writer an der Serie arbeiten.
Das vorherige Produktionsunternehmen Clearwater Features Ltd. wurde 1990 aufgelöst, und der Produzent Robert D. Cardona zog nach dem Misserfolg von TUGS nach Kanada, um dort später an einer ähnlichen Serie, Theodore Tugboat, zu arbeiten. Allcroft übernahm nun die Produzentenrolle und gab ihrem Ehemann, Angus Wright, die Rolle des ausführenden Produzenten.
Der Thomas-Schöpfer Awdry selbst war mit der Umsetzung seiner Geschichten sehr zufrieden, kritisierte jedoch teilweise den mangelnden Realismus, wie in der Folge Henrys Wald, in der Bäume zu nahe an den Gleisen stehen würden. Ein Lokführer lasse seine Lokomotive zudem nicht einfach auf der Strecke herumfahren, ohne den Fahrdienstleiter zu informieren. Auch verlief später die Folge Rusty hilft (Rusty to the Rescue) nicht wie die Originalgeschichte, die sich an der Geschichte des echten Stepneys orientierte.
Nach den ersten zwei Staffeln wurde Ringo Starr als Erzähler durch Michael Angelis ausgetauscht, welcher der Serie bis zur 16. Staffel in seiner Rolle blieb. Für die amerikanische Version sprach weiterhin George Carlin.
Staffel 3 war außerdem die erste Staffel, in der Mike O’Donell und Junior Campbell neben der Musik auch einen Song komponierten: Thomas, We Love You (auch bekannt als Thomas’ Anthem). Er wurde von einem Kinderchor gesungen und die Melodie basiert auf Thomas’ Theme, welches in den Episoden spielte.
Obwohl Thomas die Titelfigur der Serie ist, wurden erst mit der dritten Staffel mehr Episoden mit ihm als Protagonist produziert. Dies wurde ebenso von Awdry kritisiert, da Thomas eigentlich auf seiner Nebenstrecke arbeiten sollte, aber in einigen Geschichten auch etwa auf der Hauptstrecke fährt, nur um vorkommen zu können. Auch weil viele Geschichten sehr frei adaptiert wurden, sah Awdry die TV-Serie ab Staffel 3 nicht mehr als sein Werk an.

### 1995: Schmalspurloks und Logikprobleme
Die vierte Staffel von 1995 stellte mehr neue Figuren vor als jede andere Staffel vor oder nach ihr. Unter anderem thematisierte sie die Schmalspurloks der Skarloey Railway, die die ersten 15 Episoden für sich beanspruchten. Dafür wurden nahezu alle Bücher über die Schmalspurloks zu der Zeit auf einmal verfilmt. Im Gegensatz zur literarischen Vorlage sind die Loks zur besseren Unterscheidung verschieden bemalt und nicht alle in Rot mit blauen Streifen. Dies sorgte für ein kleines Problem in der Episode Keine Lust auf Arbeit (Trucks!), in der die Lokomotive Peter Sam von den Güterwagen mit Sir Handel verwechselt wurde, obwohl sie in der Adaption andere Farben haben und dadurch leicht zu unterscheiden sind.
Weiterhin wollte Allcroft die in den Büchern männliche Diesellok Rusty geschlechtsneutral gestalten, weshalb die Dialoge so geändert wurden, dass Rusty nie mit geschlechtsspezifischen Pronomen angesprochen wird. Dies wurde in späteren Staffeln jedoch wieder verworfen.
Ein weiterer großer Unterschied zur Vorlage liegt in der Figur Smudger. In der Geschichte Granpuff aus Duke the Lost Engine wird eine unachtsame amerikanische Lok namens Stanley (im Buch nur mit No. 2 angesprochen) am Ende in einen Generator umgewandelt. In der Adaption wurde Stanley durch Smudger ersetzt, der das Modell von Rheneas benutzte, welches grün angemalt ist. Das machte Smudger technisch gesehen zur ersten Figur der Fernsehserie, der nicht direkt aus den Büchern stammt.
Die letzte Schmalspur-Episode der Staffel ist Rusty hilft (Rusty to the Rescue), zu der keine Buchvorlage vorhanden ist. Rusty rettet in dieser Folge Stepney, die Glockenblumenlokomotive. Stepney ist eine echte Lok und sein Auftritt im Buch Stepney the „Bluebell“ Engine basiert auf der Geschichte dieser echten Lok. Aber in Rusty hilft wird Stepney am Ende auf die Glockenblumen-Nebenstrecke geschickt und arbeitet dort. Diese Nebenstrecke scheint sich auf Sodor zu befinden, da Rusty dort auch arbeitet, aber die folgenden Stepney-Geschichten behaupten dann, dass er die Eisenbahn des dicken Kontrolleurs nur besucht, und am Ende verlässt er sie wieder. Stepneys Auftritte in späteren Staffeln behaupten ebenfalls eindeutig, dass er für Strecken auf Sodor arbeitet.
Nach den Schmalspur- und Stepney-Episoden besteht der Rest der Staffel aus drei Geschichten von Christopher Awdry, der hundertsten Episode der Serie Ein ganz spezieller Brief (Thomas and the Special Letter) und weiteren vier Wilbert-Awdry-Geschichten, die allerdings völlig aus der Kontinuität gerissen wurden. So schließt etwa Farbtöpfe und Königinnen (Paint Pots and Queens) an das Ende von In der Mine aus Staffel 1 an, obwohl Figuren wie Duck und Donald auftauchen, die erst in der zweiten Staffel eingeführt wurden.

### 1997: Nach Awdrys Tod
Nach dem Tod Awdrys nach der Sendung der vierten Staffel im Jahr 1997 entschied sich die Produktion, ganz eigene Episoden ohne Vorlage zu schreiben. Allcroft und Mitton besaßen nun das volle Urheberrecht und hatten für die fünfte Staffel die Möglichkeit, ausschließlich eigene Geschichten zu schreiben und neue Figuren einzufügen, die nicht aus den Büchern stammten. Um diese Episoden nach wie vor realistisch zu halten, wurde David Maidment, ehemaliger Manager der London Midland Region of British Railways, als Berater hinzugezogen. Ähnlich wie Awdry selber basieren viele der Episoden der fünften Staffel auf Ereignissen, die Maidment selber erlebte oder auf echten berüchtigten Eisenbahnereignissen.
Staffel 5 ist bekannt für ihre Episoden mit düsterem Ton oder vielen Unfällen und Explosionen.
Für die Schmalspurloks wurden für diese Staffel neue Modelle gebaut: Die Crew hatte in der vierten Staffel Schwierigkeiten mit den kleinen Spur-0-Modellen, also wurden neue größere Modelle gebaut, welche noch immer auf Spur-0-Gleisen fuhren, aber vom Maßstab her viel größer waren. Deshalb wurden die alten kleineren Modelle nur noch in Szenen verwendet, in denen die Schmalspurloks mit den Normalspurloks interagieren mussten. Das Budget reichte allerdings nicht für den Nachbau von allen Schmalspurloks, weshalb Duke und Sir Handel in dieser Staffel nicht auftauchten. Auch sollte eine neue Schmalspurlok, Bertram, vorgestellt werden und er war als Tenderlok geplant, allerdings musste man Teile recyclen, weshalb für Bertram Dukes Kleinspurmodell umbemalt wurde und das Gesicht von Smudger benutzte.
Während Michael Angelis der Erzähler für die britische Version blieb, wurde George Carlin für die amerikanische Version von Alec Baldwin abgelöst.

### 2000: Flop durch Kinofilm
Ein weiterer Grund dafür, sich von der Railway Series zu distanzieren, war die Tatsache, dass Allcroft einen Real-Kinofilm mit Thomas plante. Allcroft konzentrierte sich auf die Arbeit mit den Schauspielern, während David Mitton sich weiter um die Modelle und Sets kümmerte. Die fünfte Staffel diente bereits als Showcase für die eigene Arbeit. Das Filmen von Staffel 5 und dem Kinofilm dauerte auch länger als bei den vorherigen Staffeln.
2000 folgte unter der Regie Allcrofts der Real-Kinofilm Thomas, die fantastische Lokomotive. In den Hauptrollen war neben Peter Fonda und Mara Wilson auch Alec Baldwin zu sehen, der schon als Erzähler für die amerikanischen Fassungen der fünften und sechsten Staffel fungierte.
Der Film entwickelte sich aus der britischen Vorlage und dem amerikanischen Ableger Shining Time Station. Der Film über die Suche nach der verschollenen Lokomotive Lady, mit der Thomas, seine Freunde und Herr Schaffner die machtgierige Diesellok Diesel 10 besiegen wollen, wurde jedoch zum Misserfolg. Dafür verantwortlich gemacht wird die von Shining Time Station ausgehende Magie gegenüber seinem realistischeren Pendant aus Großbritannien. Zudem kamen Verständnisprobleme aufgrund der Unbekanntheit von Shining Time Station in anderen Ländern auf. Darüber hinaus wurde das Drehbuch kurzfristig komplett abgeändert. Unter anderem wurde der ursprüngliche Bösewicht P.T. Boomer, der von Doug Lennox übernommen werden sollte, als zu gruselig angesehen und durch Diesel 10 ausgetauscht, der erst eine kleinere Rolle übernehmen sollte.

### Übernahme durch Gullane Entertainment
Nach dem Kinofilm trat Allcroft von ihrer Stelle als Vorsitzende ihres Unternehmens zurück, und es wurde in Gullane Entertainment umbenannt. Ab jetzt sollte jedes Jahr eine neue Staffel von Thomas erscheinen, weshalb mit Beginn der sechsten Staffel erstmals ein Team an Autoren für die Entwicklung der Episoden eingesetzt wurde, unterstützt durch David Mitton mit Ideen für Konzepte.
Während dieser Staffel plante der Produzent Phil Fehrle außerdem einen Ableger. Zwei der Episoden in der sechsten Staffel, Jack Jumps In und A Friend In Need, sollten die neuen Figuren Miss Jenny Packard und ihre Baumaschinen vorstellen. Stephen Asquith führte Regie für diese Episoden, die Modelle und Sets eines größeren Maßstabes benutzten. Jack & the Pack wurde zur Hälfte gefilmt, als dann die Übernahme durch HiT Entertainment erfolgte.

### 2002: Übernahme durch HiT Entertainment
HiT Entertainment zeigte während der Post-Production des Kinofilms im Februar 2000 zum ersten Mal Interesse an Thomas und bot zunächst etwa 220 Millionen britische Pfund, später 356 Millionen, aber Allcroft lehnte dankend ab. Nach dem Misserfolg des Filmes konnte HiT Gullane davon überzeugen, dass sie Thomas durch weitere Expansion an amerikanische und europäische Sender und Verkauf von Merchandise wieder Erfolg verschaffen konnten. Am 8. Juli 2002 wurde bekannt gegeben, dass HiT die Marke für 139 Millionen Pfund vollständig abgekauft hatte.
Dies geschah während der Produktion der siebten Staffel und obwohl sie zum größten Teil von Gullane produziert wurde, hatte HiT noch Einfluss auf die Produktion. Die Autoren hatten noch mehr Freiheit und David Mitton schrieb nur noch ein Story-Konzept (für die Episode Toby’s Windmill). In den Vereinigten Staaten erschien die Staffel viel später als im Vereinigten Königreich und die US-Version unterschied sich in einigen Punkten sehr von der britischen: Alec Baldwin stieg als Erzähler aus und für die ersten DVDs übernahm der britische Erzähler Michael Angelis die Erzählung, bis später Michael Brandon einsprang. Brandons Episoden wurden dann allerdings erst parallel mit der achten Staffel veröffentlicht und enthielten schon neue Musik durch den die Komponisten Mike O’Donnell und Junior Campbell ablösenden Komponist Robert Hartshorne und den Songtexter Ed Welch. Die britischen Versionen bekamen weiterhin die Originalmusik von O’Donell und Campbell, die US-Versionen neue Musik von Hartshorne und Welch (mit Ausnahme der frühen Episoden mit Erzählung von Angelis).
Staffel 7 war die letzte Staffel, die mit 35-mm-Film gefilmt wurde, die letzte mit fünf Minuten langen Episoden und die letzte Staffel, an dessen Produktion unter anderem Britt Allcroft, David Mitton, Mike O’Donell und Junior Campbell beteiligt waren.

### DieNeue Serie
HiT Entertainment machte die Fernsehserie über Thomas und seine Freunde schließlich primär zu einer lehrreichen Kinderserie.
Veränderungen am Produktionsstab ab der achten Staffel waren etwa Stephen Asquith als Regisseur (er war bereits Regisseur für die Jack-&-the-Pack-Episoden) und Simon Spencer als Produzent. Weiterhin blieben Hartshorne und Welch als Komponisten und gaben den Figuren unter anderem neue Themes. Außerdem komponierte Welch den Lokomotiven-Appell (Engine Roll Call), den neuen Themesong, welcher bis zur 21. Staffel verwendet wurde.
Die Episoden wurden im Zuge der Übernahme von fünf auf acht Minuten verlängert und viele Figuren wie etwa Duck, Oliver, Terence, die Schmalspurloks oder Donald und Douglas traten nicht mehr auf. Stattdessen wurde nun das Dampf-Team (Steam Team) etabliert, bestehend aus den Lokomotiven Nummer 1 bis 7 (Thomas, Edward, Henry, Gordon, James, Percy und Toby) sowie der in der vorherigen Staffel vorgestellten Emily. Ursprünglich war die Nummer 8, Duck, vorgesehen, wurde aber durch Emily ersetzt, um auch eine weibliche Hauptrolle zu haben.

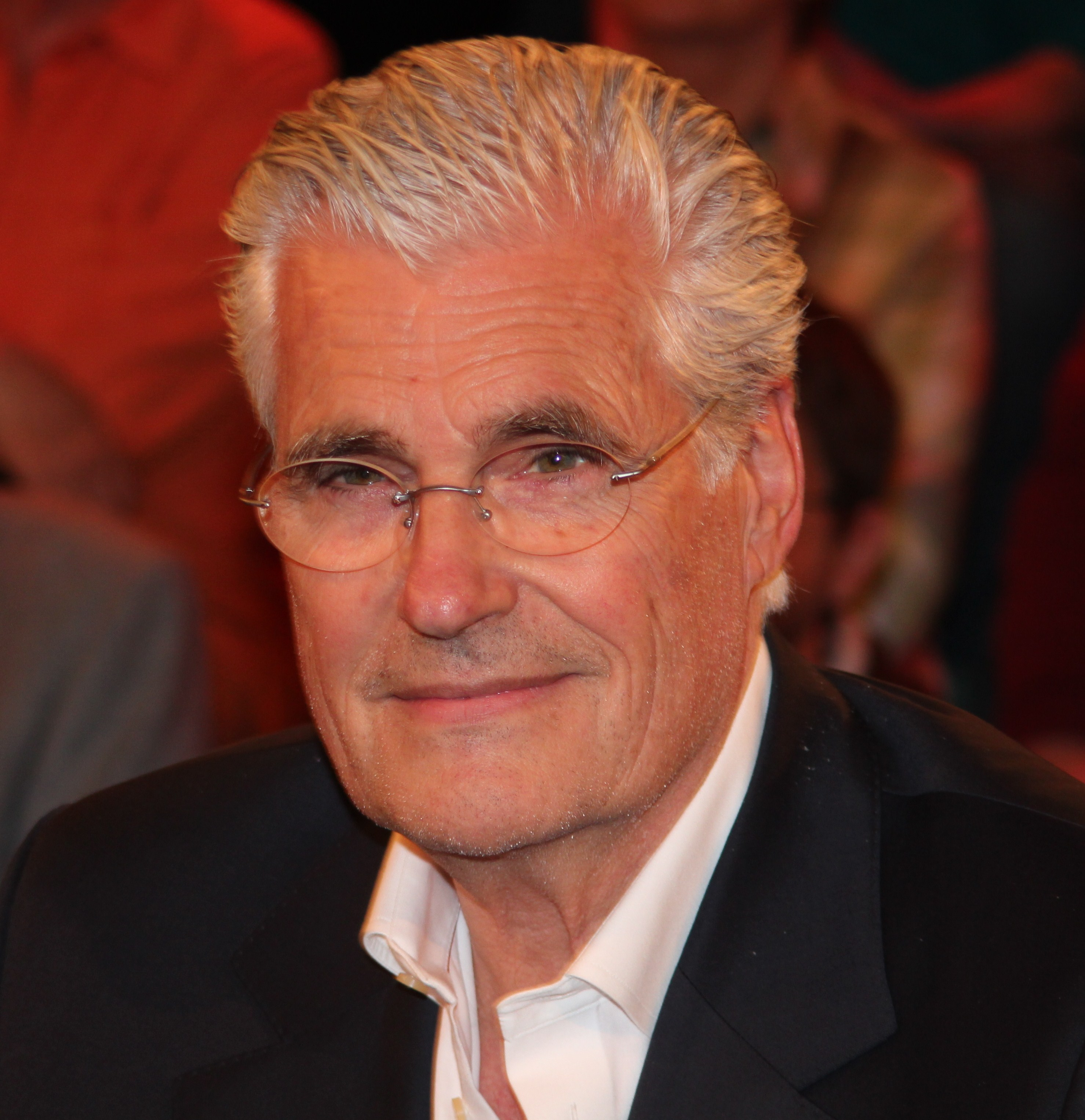
Sky du Mont war der deutsche Erzähler von Thomas von 2005 bis 2017

Die achte Staffel wurde auch erstmals seit der fünften Staffel ins Deutsche übertragen; Erzähler war Sky du Mont.
Zum 60-jährigen Jubiläum der Franchise erschien 2005 in Großbritannien das einstündige Special Alle Loks im Einsatz! (Calling all Engines!), das 2007 auch in Deutschland erschien. Alle Loks im Einsatz! erzählte eine simple Geschichte vom Bau des Flughafens in Sodor und der Zusammenarbeit von Dampf- und Dieselloks, die allerdings an einigen Stellen durch Songs und interaktive Lernsegmente unterbrochen wurde. Weiterhin tauchten Diesel 10 und Lady aus Thomas die fantastische Lokomotive wieder auf. Lady erschien nur in einem Traum, während Diesel 10 in der Wirklichkeit existierte.
2005 erschien auch Staffel 9, die sich weiterhin auf das Dampf-Team fokussierte, allerdings waren etwa die Schmalspurloks zurück und auch Bill und Ben hatten Cameo-Auftritte. Es gab außerdem viele neue Figuren, die allerdings teilweise nur in einer Episode auftraten. In dieser Staffel etablierte sich in vielen Episoden die von Fans getaufte Three Strikes Formula: Dass die Handlung einer Geschichte daraus besteht, dass eine Figur dreimal denselben Fehler begeht und ihn erst beim dritten Mal realisiert.

### Charakter-Darstellungen in derNeuen Serie
Für die von den Fans als Neue Serie (New Series; Staffel 8–12) genannten Ära wurde den Drehbuchautoren eine „Bible“ zur Verfügung gestellt, nach der sie sich zu richten hatten. Unter anderem stehen in dieser Rollenbeschreibungen der Figuren, die jedoch teilweise stark dem in den vorherigen Staffeln Etablierten widersprechen.
Generell werden die Dampfloks als „Kinder auf einem Spielplatz“ („children on a playground“) betitelt. So verhalten sich Skarloey und Rheneas, eigentlich alte Lokomotiven, viel kindlicher und werden in Der furchtlose Freddy (Fearless Freddie) sogar als junge Loks bezeichnet. Anders hingegen Sir Handel, der in der vierten Staffel sehr vorlaut war und etwa in Keine Lust auf Arbeit krank gespielt hat, um seiner Arbeit zu entgehen, seit der zehnten Staffel aber als die älteste und weiseste Schmalspurlok fungiert. Weiterhin wird behauptet, Henry ziehe keine Personenwagen und bräuchte immer noch Spezialkohle.
Außerdem hatten die Lokführer und Heizer keine großen Rollen mehr.

### Die letzten Modell-Produktionen
Die zehnte Staffel erschien 2006 und hatte 28 Episoden, zwei mehr als üblich.

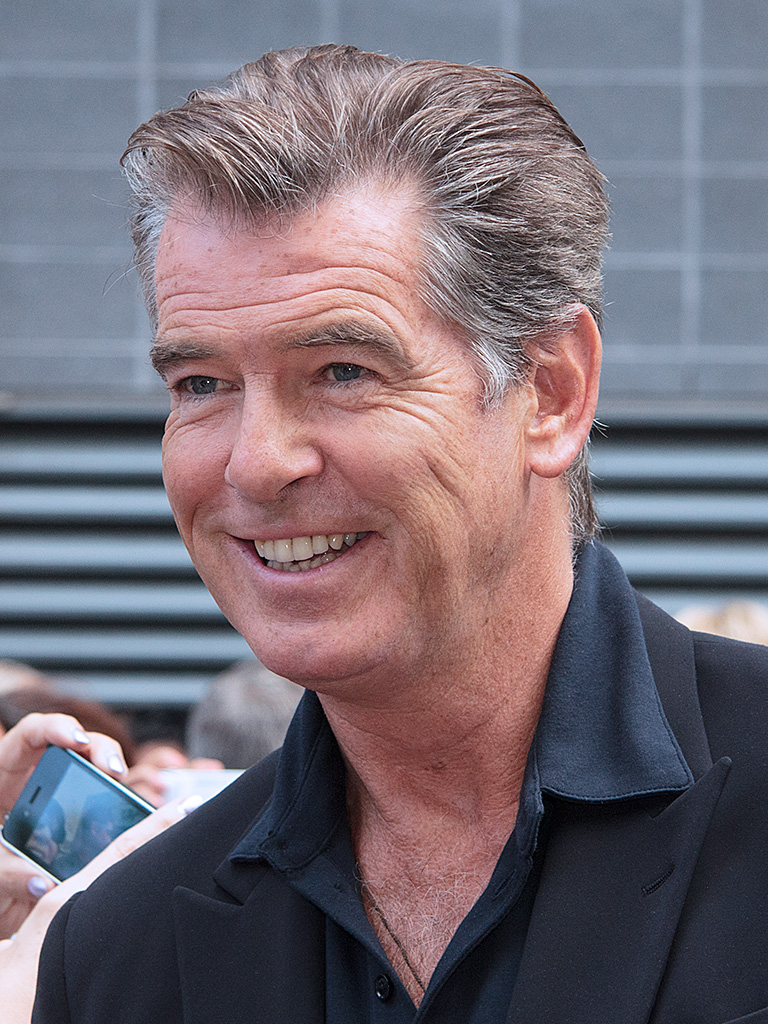
Pierce Brosnan erzählte die englischen Versionen von Die große Entdeckung

Ein Jahr später folgte die elfte Staffel, die als erste in High Definition gefilmt wurde. Außerdem kehrten einige Figuren nach langer Abwesenheit zurück, darunter Elizabeth, der Dampflaster, Donald und Douglas, die schottischen Zwillinge sowie Neville, Molly und Murdoch, die kleine Cameo-Auftritte bekamen. Ursprünglich erschienen nur 20 Episoden, bis die letzten sechs zunächst als DVD-Exklusive auf der DVD Die Abenteuer der Loks (Engines and Escapades) erschienen.
Nach der elften Staffel erschien das zweite einstündige Special Die große Entdeckung, geschrieben von Sharon Miller und im Englischen erzählt von Pierce Brosnan. Sehr viele alte Modelle wurden wieder vor die Kamera gesetzt und tauchten ein letztes Mal in der Serie auf. Zu dem Zeitpunkt war Die große Entdeckung HiT Entertainments meistverkaufte DVD und dies war die letzte Produktion, die komplett mit Modellen gefilmt wurde.

### 2008: Animation als neues Format
Für die zwölfte Staffel animierte das kanadische Animationsstudio Nitrogen Studios (heute: Cinesite Studios Vancouver) Menschen, Tiere und die Gesichter der Lokomotiven. Die klassischen Ton-Gesichter wurden nur noch in Hintergrundszenen verwendet. Während die Figuren im Englischen nach wie vor vom Erzähler gesprochen wurden, stellte Christian Stark seine Stimme für alle Figuren für die deutsche Fassung zur Verfügung.
Die Produktionskosten lagen bei 8.120,79 Pfund pro Stunde mit etwa fünf Drehtagen pro Episode. Wie bei den vorherigen Produktionen wurden wieder einige alte Modelle zum ersten Mal seit langer Zeit vor die Kamera gesetzt, darunter Duck, Oliver, Toad und Stepney, die alle seit der siebten Staffel abwesend waren.
Staffel 12 war Sharon Millers erste Staffel als Head Writer. Diese Position behielt sie bis zur sechzehnten Staffel, weshalb diese Ära unter Fans als die „Miller-Ära“ („Miller era“) bekannt ist, aber auch als die „Nitrogen-Ära“ („Nitrogen era“, nach Nitrogen Studios).
Mit der neuen Technik sollte auch das Special Der Held der Schienen (Hero of the Rails) umgesetzt werden. Man entschied sich jedoch während der Planung für eine komplette CGI-Animation. Nitrogen Studios übernahmen unter der Regie von Greg Tiernan die Animation und sowohl in der deutschen als auch in den beiden englischen Versionen wurde eine feste Stimmenbesetzung eingeführt. Thomas selber wurde im Deutschen nach wie vor von Christian Stark gesprochen, im Britischen übernahm Ben Small die Rolle, der gleichzeitig auch Toby sprach. Der amerikanische Sprecher von Thomas und Percy wurde Martin T. Sherman, der eigentlich für Henry vorgesprochen hatte.
Der Held der Schienen handelt davon, dass Thomas bei einem Wettrennen gegen Spencer die Kontrolle verliert und sich in einem verlassenen Wald verirrt, wo er auf Hiro trifft, der vermeintlich ersten Lokomotive von Sodor. Da die Loks davon ausgehen, dass Sir Topham Hatt Hiro verschrotten würde, wollen sie ihn mit Hilfe von Victor aus der neuen Lokwerkstatt (Sodor Steamworks) heimlich reparieren.
In der englischen Version behauptet Hiro, eine der ersten Loks auf Sodor gewesen zu sein („I was one of the first steam engines to arrive on Sodor“). In der deutschen Version meint er, die allererste gewesen zu sein („Wenn ich mich recht erinnere, war ich die allererste Dampflok auf Sodor“), aber in allen Fassungen wird im Verlauf des Filmes von allen Figuren davon ausgegangen, dass er tatsächlich die erste Lok war. Historisch ist dies nicht sehr akkurat, da Hiros Baureihe, die JNR-Klasse D51, erst seit etwa 1936 gebaut wurde, während Loks wie Thomas und Edward, zumindest nach Railway-Series-Kontinuität, bereits seit 1915 auf Sodor arbeiten.
Der Held der Schienen war der erste Film, der eine durchgehende Handlung erzählte, die nicht etwa durch Songs unterbrochen wurde, und der DVD-Verkauf war so erfolgreich, dass er sogar Die große Entdeckung übertraf. Es folgte mit Staffel 13 die erste komplett animierte Staffel der Serie.
Staffel 13 erschien 2010 und knüpfte zum Teil an die Ereignisse von Held der Schienen an, insbesondere die Folgen, die sich um Hiro drehen. Ähnlich wie in Staffel 8 kamen nur sehr wenige Figuren in der Staffel vor, da die Modelle noch nicht als CGI-Modelle vorlagen. Besonders auffällig war aber die Tatsache, dass Thomas zum ersten Mal in jeder Episode der Staffel eine Sprechrolle hatte und in 13 von 20 Episoden die Hauptrolle spielt. Die anderen sieben Episoden drehten sich um die anderen Mitglieder des Dampfteams (außer Edward) und eine um Hiro.
Greg Tiernan führte weiterhin die Regie, seine Frau Nicole Stinn war Produzentin und Robert Hartshorne löste Ed Welch ab und komponierte nun neben der Musik in den Episoden auch noch die neuen Songs.
Mit Sharon Miller als Head Writer wurde nun die „Three Strikes Formula“ für alle Episoden verwendet, dazu viele Reime. Bereits etablierte Kontinuität wurde abgesehen von den Held-der-Schienen-Elementen auch nicht wirklich beachtet: So handelt die Folge Der frühe Vogel (The Early Bird) davon, dass Thomas nicht weiß, wie man den Postzug zieht, obwohl er diesen Job bereits etwa in Der Postzug (Thomas, Percy and the Post Train) aus Staffel 3 oder Percy sieht ein Raumschiff (Thomas and the Spaceship) aus Staffel 11 getan hat. Weiterhin stellt die Episode Der Doppelgänger (Double Trouble) Sir Topham Hatts Zwillingsbruder Sir Lowham Hatt vor, der weder vor noch nach der Episode je wieder thematisiert wurde.
Es folgten 2010 der Film Rettungseinsatz Nebelinsel (Misty Island Rescue), Staffel 14, der Film Dampfloks gegen Dieselloks (Day of the Diesels) und Staffel 15 im Jahr 2012.

### 2012: Der Übergang zur neuen Ära
Staffel 16 erschien im Frühjahr 2012 und obwohl sie den vorherigen Staffeln noch sehr ähnelte, wurde in der Staffel kein einziges Mal gereimt. Ähnlich wie mit Staffel 15 und Dampfloks gegen Dieselloks wurde die Staffel wieder vor dem Film veröffentlicht, obwohl sie hinterher spielt, aber im September 2012 erschien dann Das Geheimnis um den Blauen Berg (Blue Mountain Mystery).
Das Geheimnis um den Blauen Berg war die offizielle Rückkehr der Schmalspurloks der Skarloey Railway. Das Animationsteam von Nitrogen Studios besuchte dafür die Talyllyn Railway, um die Basen der Schmalspurloks genau zu untersuchen und zu messen, weshalb die CGI-Modelle der Schmalspurloks viel detaillierter und akkurater waren.
Der Film wurde nach wie vor von Miller geschrieben, allerdings war Andrew Brenner der Skript-Editor. Ein Meilenstein im Film war die Szene, in der Thomas die anderen Loks fragt, was das Schlimmste sei, was eine Lok tun könne. Denn in dieser Szene erwähnen die Loks die Ereignisse aus den klassischen Folgen Ein Schal für Percy, Die traurige Geschichte von Henry und In der Mine; die Szenen wurden in CGI nachgestellt. Dieser Trend wurde in den folgenden Staffeln fortgeführt. Weiterhin versteckte Regisseur Greg Tiernan in der Dieselwerkstatt das verschrottete Modell einer deutschen DR-Baureihe 80, auch bekannt als Märklin-Lok, da in der ersten Staffel das Märklin-Modell einer solchen Lokomotive im Hintergrund verwendet wurde, worauf dieses Easter Egg anspielen soll.
Die deutsche Version des Filmes hatte außerdem ein paar Gastsprecher, darunter Henning Nöhren als Luke, Konstantin Graudus als Owen und Martin Brücker als Paxton.
Das Geheimnis um den Blauen Berg war die letzte Produktion, die von Sharon Miller geschrieben wurde, da Andrew Brenner nun der neue Head Writer wurde. Miller blieb jedoch der Synchronregisseur. Auch war dies die letzte Produktion, die von Nitrogen Studios animiert und in den englischen Versionen von Michael Angelis und Michael Brandon erzählt wurde.

### Kauf durch Mattel undBrenner-Ära
2012 wurde HiT Entertainment von Mattel für 680 Millionen US-Dollar aufgekauft und die Fernsehserie erneut verändert. Andrew Brenner, dessen Magazin-Geschichten in den 1990ern bereits verfilmt wurden, war nun Head Writer, Ian McCue der Produzent, Mark Moraghan der neue Erzähler für beide englische Versionen und Arc Productions (heute: Jam Filled Toronto) übernahm nun die Animation.
Die erste veröffentlichte Produktion unter Mattels Führung war das 2013er-Special König der Schienen (King of the Railway), geschrieben von Brenner. Auffällig am neuen Schreibstil war, dass nun die Persönlichkeiten der Figuren wieder im Fokus standen und die Reime, Alliterationen und sich wiederholende Elemente komplett entfernt wurden. Außerdem bezogen sich einige der Handlungselemente von König der Schienen auf die von Awdry etablierte fiktive Geschichte von Sodor, aber auch reale Historie spielte eine Rolle: Die Figur Stephen basiert auf der echten Stephenson’s Rocket und erzählt die Geschichte dieser echten Lok. Darüber hinaus kehrte mit Jack, dem Bagger, die erste Modell-exklusiv-Figur zurück, und Thomas, James und Percy wurden als gemeinsame Hauptfiguren etabliert.
Staffel 17 erschien ebenfalls 2013 und die Episoden hatten nun wieder einen ähnlichen Schreibstil wie die Awdry-Geschichten. Realismus in Bezug auf eisenbahntechnische Abläufe spielte wieder eine wichtige Rolle; es gab sehr viele Anspielungen an klassische Episoden oder die Produktionsgeschichte; alte Figuren wie Duck, Harvey, Bill und Ben kehrten zurück, während unbeliebte Figuren und Konzepte wie die Nebelinsel und die Holzfällerloks aus der Serie entfernt wurden. Sogar einige Fans waren an der Produktion beteiligt: Sam Wilkinson wurde der Bahnberater und erstellte eine neue Karte für Sodor, an der sich die nächsten Staffeln orientierten und Sodor-Island-Forums-Nutzer Sean O’Connor designte den Flachwagen in der Episode Die Thomas-Methode sowie die neuen Signale und Weichen vor dem großen Bahnhof von Knapford gemeinsam mit Simon Martin. Außerdem war Staffel 17 die erste Staffel seit der elften mit 26 Episoden statt nur 20.
Mit dem 2014 erschienenen Film Die Geschichte der mutigen Loks (Tale of the Brave) und der achtzehnten Staffel wurden die Trends fortgeführt. Ein anderer Trend, den Die Geschichte der mutigen Loks startete, war das Engagieren von prominenten Gastsprechern für die englischen Versionen. In der Geschichte der mutigen Loks sprachen Olivia Colman und Clive Mantle die Rollen von Marion und Gator, für spätere Filme folgten Eddie Redmayne, John Hurt, Tina Desai, Hugh Bonneville und Peter André.
An Staffel 18 fällt weiterhin die Spielreihenfolge der Episoden auf: In den vorherigen Staffeln waren die Episoden eher unabhängig voneinander und die Reihenfolge der Episoden war nur dann wichtig, wenn etwa neue Figuren vorgestellt wurden. Staffel 18 spielt jedoch direkt nach den Ereignissen von Die Geschichte der mutigen Loks und so fokussieren sich viele Episoden auf die neuen Elemente des Filmes. Die Episode Toad’s Bright Idea spielt sogar während den Ereignissen des Filmes.

### 2015: Serienjubiläum
2015 war das 70-jährige Jubiläum des Franchise und zur Feier dessen erschien zunächst das Special The Adventure Begins, in dem die Geschichten der ersten beiden Railway-Series-Bücher bzw. der ersten sieben Episoden der Fernsehserie neu erzählt wurden. Bei der Adaption wurde sich mehr an der Railway Series als an Staffel 1 orientiert: So war James am Anfang des Filmes noch schwarz lackiert wie in der Railway Series, während er in der TV-Serie von Anfang an rot war. Auch Thomas selbst war am Anfang des Filmes noch grün und trug die Nummer LB&SCR 70, bevor er blau mit der Nummer 1 bemalt wurde. Peter Hartshorne komponierte die Musik des Filmes alleine und benutzte dafür viel Originalmusik von Mike O’Donell und Junior Campbell wieder, die dafür im Abspann genannt wurden. Robert Hartshorne sang mit einem Kinderchor die klassischen Songs Really Useful Engine und Troublesome Trucks neu ein.
Vor der Produktion von The Adventure Begins nahm Thomas’ amerikanischer Sprecher Martin Sherman aufgrund der schlechten Vergütung Abschied von der Serie. Er wurde durch Joseph May ersetzt. Um auch dem britischen Thomas eine neue Stimme zu ermöglichen, wurde Ben Small von John Hasler abgelöst.
Wie in vielen anderen Ländern wurde The Adventure Begins nicht in Deutschland vermarktet.
Das zweite Special zum Jubiläum, Sodors Legende vom verlorenen Schatz (Sodor’s Legend of the Lost Treasure), basiert zwar nicht auf einer Railway-Series-Geschichte, enthält aber viele Anspielungen auf diese. So wurde die Arlesdale Railway, die bisher nur in den Büchern zu finden war, in der Serie vorgestellt und die Handlung basiert auf Anekdoten aus Awdrys fiktivem Geschichtsbuch über Sodor. Zudem wurden viele alte Figuren wie Donald, Douglas, Oliver, Daisy, Alfie, Max und Monty wieder eingeführt. Sogar ein CGI-Modell von Wilbert Awdry selbst wurde erstellt und in einigen Szenen versteckt. Außerdem erhielten die Hartshornes die Möglichkeit, die Musik des Filmes mit einem Live-Orchester aufzunehmen. Der Film nahm etwa 677.381 Pfund an der britischen Kinokasse ein.
Weiterhin startete 2015 auf dem offiziellen YouTube-Kanal das Thomas Creator Collective, eine Fan-Serie, die von Mattel benutzt wurde, um Merchandise zu bewerben. Viele der Beteiligten waren neben Eric De Cordova von Mattel sehr bekannte Gesichter in der Community, primär auf YouTube, Twitter oder im Thomas-Wiki. Darunter war etwa Trent Stanley von DieselD199 oder Matt Michaud von Enterprisingengine93. Das TCC brachte bis 2019 insgesamt 71 Episoden sowie 19 Musikvideos heraus, bis es eingestellt wurde.

### Produktions- und Spielreihenfolge
Ab The Adventure Begins wurde ein neuer Animationsstil benutzt, bei dem die Farben heller und die Schatten realistischer waren. Staffel 19, die später – 2015 – erschien, behielt diese neue Animationsart. Allerdings wurde dieser Film relativ spontan in den Zeitplan von Arc Productions eingeschoben, was Produktionsschwierigkeiten für die nächsten Filme und Staffeln als Folgen hatte: Ab Staffel 19 war die Spielreihenfolge der Specials und Staffeln nicht mehr ganz klar, denn obwohl Staffel 19 nach Sodors Legende vom verlorenen Schatz veröffentlicht wurde, spielt sie vorher. Dass Episoden wie Der langsame Stephen oder No Help At All Musik aus dem Film wiederverwenden, deutet ebenfalls darauf hin, dass die Staffel nach dem Film produziert wurde. Abgesehen davon tauchen die neuen Elemente des Filmes weder in der Staffel auf noch werden die der Staffel im Film thematisiert.
Die vollständige Veröffentlichung der Staffel 19 nahm vergleichsweise lange Zeit in Anspruch. Sie erschien erstmals im September 2015, aber die letzten Episoden wurden im Vereinigten Königreich erst Anfang 2017 ausgestrahlt.
Während die Staffeln 17 und 18 noch das Intro benutzten, welches Nitrogen Studios animiert hatte, erhielt Staffel 19 hatte ein neues Intro, bei dem Szenen aus Produktionen zusammengeschnitten wurden, die von Arc animiert wurden. Auch bekam der Lokomotiven-Appell einen Remix und wurde neu eingesungen.
2016 erschien das Special Das große Rennen (The Great Race), wieder vor Staffel 20, obwohl es danach spielt. Das große Rennen handelte von dem Großen Eisenbahnwettbewerb (Great Railway Show), bei dem Lokomotiven aus aller Welt in Wettkämpfen gegeneinander antreten. Das Konzept basierte auf den Olympischen Spielen und das Special wurde auch in dem Jahr veröffentlicht, in dem besagte Spiele in Rio stattfanden. Nachdem der Song Kleine Loks sind nicht zu unterschätzen (Never Overlook A Little Engine) aus dem vorherigen Film von den Lokomotiven statt eines Off-Sängers gesungen wurde, war Das große Rennen das erste volle Musical. Der Film stellte dreizehn neue internationale Figuren vor, darunter Ashima aus Indien, die als Hauptfiguren diente, Flying Scotsman, eine berühmte echte Lokomotive und Gordons Bruder (da sie von derselben Baureihe sind), aber auch mit Frieda eine deutsche Lokomotive.
Mit Das große Rennen war eine riesige Marketing-Kampagne verbunden. Der offizielle YouTube-Kanal lud neben Trailern wöchentlich neue Videos hoch, in denen die einzelnen Teilnehmer des Wettbewerbes vorgestellt wurden, und in den Medien wurde viel über den Multikulturalismus und die vielen weiblichen Figuren berichtet.

### 2016: Verspätete Jubiläums-Feier
Staffel 20 erschien im September 2016. Wie die zehnte Staffel hatte Staffel 20 28 Episoden statt 26 und sie handelten zum großen Teil von den neuen und zurückgebrachten Figuren aus den Filmen von 2015. Vor allem waren die Episoden über die Miniaturloks Rex, Mike und Bert ein Meilenstein, weil diese Geschichten Adaptionen ihrer Railway-Series-Geschichten waren. Tit for Tat, Mike’s Whistle und Useful Railway basieren auf den gleichnamigen Geschichten aus dem Buch Small Railway Engines und sind somit die ersten Railway-Series-Adaptionen seit der vierten Staffel.
Die große neue Figur in der Staffel war Hugo, der Schienenzeppelin. Er tauchte in zwei Episoden auf und basiert auf der echten deutschen Maschine. Sein Lokführer bekam außerdem den Namen Franz, was eine Anspielung an den Designer des Schienenzeppelins Franz Kruckenberg ist.

### Die sinkende Popularität der Serie
Obwohl insbesondere die zwanzigste Staffel sehr positiv von Fans aufgenommen wurde, verlor die Serie im Laufe der Zeit immer mehr an Erfolg und Mattel erreichte seit etwa 2014 zunehmend weniger Profit. Allerdings war dies eher an der zunehmenden Unbekanntheit bei Mattels Zielgruppe, den Kindern, zurückzuführen, da die Serie etwa eher selten im Fernsehen lief und zum Beispiel in den USA von PBS auf das kostenpflichtige Nick Jr. verschoben wurde. Auch DVDs wurden verhältnismäßig selten veröffentlicht, sodass der Großteil der neuen Episoden nur durch zum großen Teil illegale Veröffentlichungen im Internet zugänglich war. Darüber hinaus wurde viel weniger Merchandise verkauft, was neben der geringen Bekanntheit auch an der zunehmend sinkenden Qualität der Spielzeuge lag. Mattel hatte ursprünglich vor, die Serie nach der zwanzigsten Staffel nicht mehr fortzuführen, allerdings hatten die Produzenten Ian McCue und Micaela Winter stattdessen die Idee für ein Reboot, dessen Produktion Mitte 2016 begann.

### 2017: Auf großer Reise und „Bouncing“
Im Oktober 2016 wurde das 2017er-Special Auf großer Reise (Journey Beyond Sodor) zum ersten Mal angekündigt. Der erste Trailer wurde am 11. Mai 2017 auf den offiziellen YouTube-Kanälen veröffentlicht und löste eine Kontroverse aus: Im Trailer ist zu sehen, dass die Lokomotiven nun dazu in der Lage sind, ihre Karosserien hin- und herzubewegen, wie etwa die Fahrzeuge aus Bob der Baumeister oder Chuggington. Dieses Umherschwanken wird unter Fans als „Bouncing“ bezeichnet.
Der Film erschien schließlich im August und besaß noch viel mehr kontroverse Inhalte: Einige der Sets in den Szenen, die in England spielten, waren unfertig, was darauf zurückzuführen ist, dass das Animationsstudio im August 2016 bankrottging und erst von Jam Filled Entertainment aufgekauft werden musste, wodurch Produktionszeit verloren ging. Neben dem Bouncing wurden der Animation weitere Cartoon-Elemente hinzugefügt.
Auf großer Reise blieb umstritten. Um diese Zeit kursierten die Gerüchte umher über ein Spin-off namens Big World! Big Adventures! und dass Edward und Henry aus dem Dampf-Team geworfen werden würden, um durch weibliche Figuren ersetzt zu werden. Diese Gerüchte bewahrheiteten sich schließlich, jedoch sollte Big World! Big Adventures! ein Reboot der Hauptserie sein und kein Spin-off.
Zuvor erschien die einundzwanzigste Staffel im September als die letzte Staffel der TV-Serie vor dem Reboot. Allerdings gab es einige Vorausdeutungen auf die Veränderungen: So war das „Bouncing“ in einigen Episoden vorhanden und die Handlung der Episoden The Fastest Red Engine On Sodor und A Shed For Edward endete damit, dass Edward aus dem Lokschuppen von Tidmouth auszog. Außerdem wurden acht der geplanten 26 Episoden gestrichen, um den Zeitplan wieder geradezubiegen, der durch The Adventure Begins durcheinandergebracht worden war. Die Episoden Oliver’s Fear of Fireworks, Confusion Without Delay, Thomas’ Animal Ark, Chucklesome Trucks und The Unfriendly Elephant wurden, teilweise stark bearbeitet, auf die folgenden Staffeln verschoben. Damit ist Staffel 21 mit 18 Episoden die kürzeste Staffel der TV-Serie.

### 2018: Große Welt! Große Abenteuer!
Nach Auf großer Reise wurde Große Welt! Große Abenteuer! veröffentlicht, was fortan der Name der Serie ab der 22. Staffel war. Die Produzenten Ian McCue und Micaela Winter und die damalige Mattel-Vorsitzende Kate Schlomann waren für dieses erneute Reboot verantwortlich, um die Marke Thomas & Friends auf dem Markt relevant zu halten. Eine Anregung soll ein Kind gewesen sein, welches der Meinung war, dass „Thomas zwar ein Zug ist, aber nie wirklich irgendwo hinfährt“ („Thomas is a train but he never really goes anywhere.“). In späteren Stellungnahmen argumentierten die Produzenten unter anderem, dass Thomas in den ersten Geschichten davon geredet hatte, dass er die Welt sehen wollte. Insgesamt ging es darum, Thomas ähnlicher zu anderen Vorschulserien zu gestalten.
Große Welt! Große Abenteuer! Der Film (Big World! Big Adventures! The Movie) kam im Juli 2018 in britische Kinos, in deutsche Kinos nach mehreren Verzögerungen erst im Januar 2020, nach der Erstausstrahlung von Staffel 23. Im Film motiviert ein australischer Rennwagen namens Ace Thomas dazu, die erste Lokomotive zu werden, die die Welt bereist, woraufhin Thomas den dicken Kontrolleur und den Kran Carly austrickst und auf ein Schiff nach Dakar in West-Afrika verladen wird. Während seiner Reise durch den Kontinent trifft er in Kenia auf Nia, die ihm helfen möchte und ihn auf seiner weiteren Reise begleitet. Von Tansania aus fährt Thomas nach Rio de Janeiro, durch den Regenwald nach San Francisco, von dort aus nach China und fährt dann gemeinsam mit Nia wieder nach Sodor in Europa zurück, während der dicke Kontrolleur weiter nach ihm sucht.
Während dieser Reise trifft Thomas wieder auf Carlos und Yong Bao, die bereits in Das große Rennen gesehen wurden.
Staffel 22 spielt nach dem Film und behält das Konzept, dass Thomas die Welt bereist und dabei mit den Zuschauern interagiert. So ist er nun selbst der Erzähler und erzählt die Geschichten aus seiner Sicht. Dabei spielt die Hälfte der Episoden auf Sodor und die andere Hälfte in Indien, China und Australien. Die Episoden behielten ihre elf Minuten Gesamtlänge, jedoch wurden nur noch sieben Minuten in die Geschichte investiert, während der Rest für Lieder und Lernsegmente benutzt wurde. Die Animation ist nun viel heller, die Schatten weniger komplex, generell ist sie mehr wie ein Cartoon gestaltet und jede einzelne Episode enthält eine Fantasie-Sequenz.
Edward und Henry wurden im Dampf-Team durch Nia und Rebecca ersetzt, damit die Geschlechter der Hauptfiguren relativ gleich aufgeteilt sind, da es zuvor mit der Lokomotive Emily nur eine einzige weibliche Lokomotive gab. Im Titellied wurden nun Rebecca und Nia aufgenommen, die Edward und Henrys Stellen einnahmen, und wegen ihrer Bemalungen heißt es statt „Rot und grün und braun und blau“ nun „Gelb, grün, rot, orange und blau“.
Die Vereinten Nationen waren ebenfalls an der Entwicklung der neuen Serie beteiligt und viele der Episoden thematisierten etwa Gleichberechtigung der Geschlechter, das Recht auf Bildung oder Umweltschutz.

### 2019: Staffel 23 und seine neuen Designs
Eine weitere Staffel mit dem neuen Konzept folgte im September 2019. Eine große Auffälligkeit war, dass es nun keine einstündigen Specials mehr gab. Stattdessen hatte Staffel 23 20 reguläre Episoden und drei Episoden mit doppelter Länge.
Wie man schon in einigen Werbevideos und Promobildern sehen konnte, wurden die Designs der Hauptfiguren für diese Staffel verändert: Thomas, Gordon, James, Percy und Emily, aber auch die Busse Bertie und Bulgy wurden für diese Staffel überholt: So sind die Dampflokomotiven überall mit Nieten, Geländern und anderen Details ausgestattet, um das Design an alle neu eingeführten Figuren, darunter Nia und Rebecca, die sehr detailliert gestaltet waren, anzugleichen.
Staffel 23 spielte erneut zur Hälfte auf Sodor und zur anderen Hälfte in anderen Ländern. Neben Indien, Australien und China besucht Thomas hier zusätzlich noch Brasilien und Italien.
Andrew Brenner war noch als Autor von Große Welt! Große Abenteuer! Der Film sowie zwei Episoden aus Staffel 22 beteiligt. Für den Großteil von Staffel 23 wurde er noch als Head Writer genannt, im August 2018 verließ er die Produktion und seit der Doppelfolge Schnelle Hilfe vom Dampflok-Team (Steam Team to the Rescue) übernimmt der ehemalige Regisseur David Stoten seinen Posten.

### 2020: Die nächste Jubiläumsfeier mit Prinz Harry

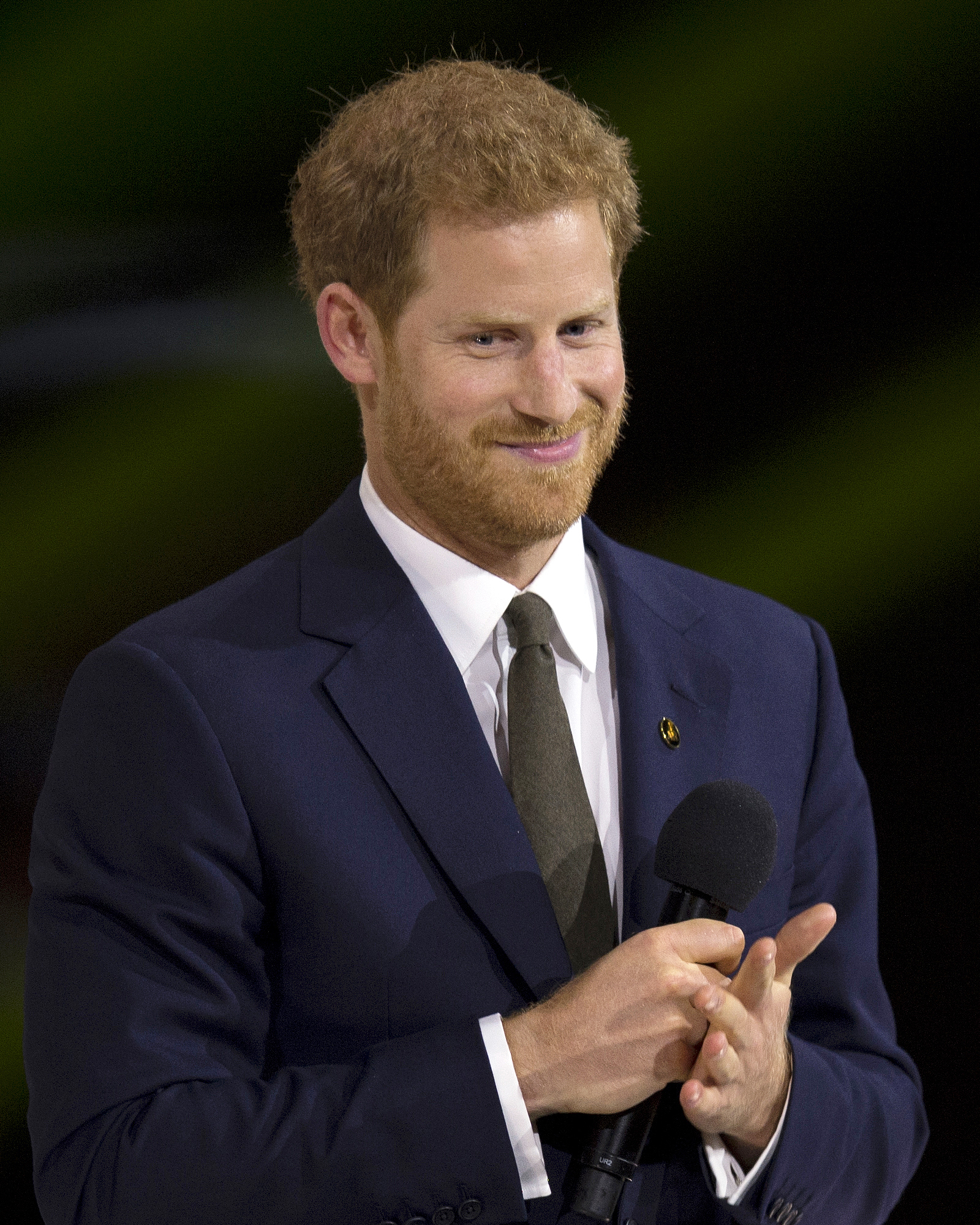
Prinz Harry beteiligte sich an der Vermarktung von The Royal Engine

Zur Feier des 75-jährigen Jubiläums erschien die Doppelepisode Thomas and the Royal Engine, geschrieben von Michael White. White trat dem Team in Staffel 22 bei und ist selber lebenslanger Thomas-Fan, weshalb er in seine Episoden gerne Anspielungen an klassische Episoden macht, ähnlich wie Andrew Brenner. In Thomas and the Royal Engine wurden Sir Topham Hatt und Thomas von der Königin eingeladen, um eine besondere Auszeichnung zu erhalten. An der Vermarktung des Filmes war Prinz Harry beteiligt, der selber als Kind Fan von Thomas war. Die Episode begann mit einer kleinen Einführung von Harry, der kurz die Geschichte der Railway Series zusammenfasst und dann von dem Jubiläum spricht, bevor er den Anfang der Geschichte erzählt. In der Episode selbst befinden sich erneut obskure Anspielungen wie etwa an die Railway-Series-exklusive Geschichte Gordon Goes Foreign, die Ortsnamen Crewe und Doncaster werden im Zusammenhang mit Henrys Neubau und Gordons Herstellung erwähnt und Thomas sagt den Satz „Little Engines Can Do Big Things“ aus Thomas, die fantastische Lokomotive, womit zum ersten Mal in der Serie an diesen Film angespielt wurde.
Der Rest von Staffel 24 ging in zwei Richtungen: Die eine Richtung entfernte sich wieder von dem Weltreise-Konzept und nur noch fünf Episoden spielten in anderen Ländern, eine in jedem bisher gezeigtem Land. Auch gab es einige Episoden, die keine Fantasiesequenz besaßen. Die andere Richtung befasste sich jedoch mit den anderen Doppelepisoden Marvelous Machinery. In diesen Episoden ging es um sehr futuristische Maschinen wie fliegende Autos, große Roboter und eine gehende Brücke.
Am 20. Januar 2021 fand im Vereinigten Königreich die Ausstrahlung der letzten Episode der Original-Serie, Thomas’ Animal Friends, statt.

### 2021: Alle Maschinen los!
2021 wurde die Serie ein weiteres Mal erneuert, drastischer denn je. Hierfür ging Mattel eine Kooperation mit Corus Entertainment ein. Die Serie wird von nun an von Nelvana Enterprises in 2D animiert, wodurch sich der visuelle Stil stark verändert. Die Lokomotiven in der neuen Serie, die den vorherigen Staffeln nicht mehr folgt, sind unter anderem durch die 2D-Animation dazu in der Lage, sich zu verformen oder von den Schienen zu springen, sich zu drehen oder ihre Räder wie Hände zu benutzen.
Der Haupt-Cast besteht nun aus Thomas, Percy, Nia, Diesel und dem neuen Charakter Kana, die nun alle als Kinder beschrieben sind. Gordon dient als Vaterfigur und Charaktere wie James, Emily, Cranky oder Annie und Clarabel tauchen gelegentlich als Nebenfiguren auf.
Die neue Serie All Engines Go! wurde oft fälschlicherweise als fünfundzwanzigste Staffel bezeichnet, da S25 laut Produzent Rick Suvalle der Arbeitstitel war, bevor der finale Titel erfunden wurde. Nachdem die ersten Episoden im August 2021 erstmals in Mexiko ausgestrahlt wurden, fand die US-amerikanische Erstausstrahlung am 13. September 2021 auf Cartoon Networks Cartoonito statt. Im Vereinigten Königreich wurde am 17. September das erste Special veröffentlicht und die Serie ab dem 8. November im Programmblock Milkshake! von Channel 5 gesendet.
Ende Januar 2022 wurden die ersten deutschen Lieder der Serie auf YouTube veröffentlicht und damit auch der deutsche Titel Alle Maschinen los! offiziell bestätigt. Die Erstausstrahlung in Deutschland fand am 28. Mai 2022 auf Boomerang statt.

### 2025: 80-jähriges Jubiläum
Zur Feier des 80-jährigen Jubiläums der Railway Series wurde am 9. Mai 2025 der zuvor unveröffentlichte Test-Pilotfilm Down the Mine auf YouTube veröffentlicht. Die Filmrollen wurden zuvor in Mattels Archiven gefunden, restauriert und neu zusammengeschnitten. Die originale Erzählspur von Ringo Starr wurde wiederverwendet und Original-Komponist Mike O’Donnell wurde angeheuert, um neue Musik zu komponieren.
Einige Requisiten und Modelle aus der Modellserie sowie von Mitarbeitenden des Franchise signierte Merchandise-Artikel wurden vom Propstore versteigert, um die Erlöse an die National Autistic Society zu spenden.
Die Talyllyn Railway veranstaltete das „Railway Series Weekend“, wo Notizen von Awdry und Modelle aus der Serie ausgestellt und die Lokomotiven wie ihre Pendants aus den Büchern verkleidet wurden. Ein Podcast mit Tom Denham startete am 12. Mai 2025, in dem Produktionsmitglieder von Thomas interviewt werden. Für die erste Episode waren Mitglieder der Familie Awdry zu Gast. Mit Sodor Sings Together wurde das Reboot von Alle Maschinen los! beendet.
Darüber hinaus ist ein weiterer Kinofilm über Thomas und seine Freunde in Arbeit, der von Mattel und 2Dux produziert wird. Regie wird Marc Forster führen, das Skript stammt von Alyssa Hill und Jesse Wigutow. Der Four-Quadrant Movie soll Live-Action und Animation miteinander vereinen. Ein Erscheinungsdatum ist noch nicht bekannt, jedoch ist der Film mit Stand März 2025 weiterhin in Produktion.

## Produktion

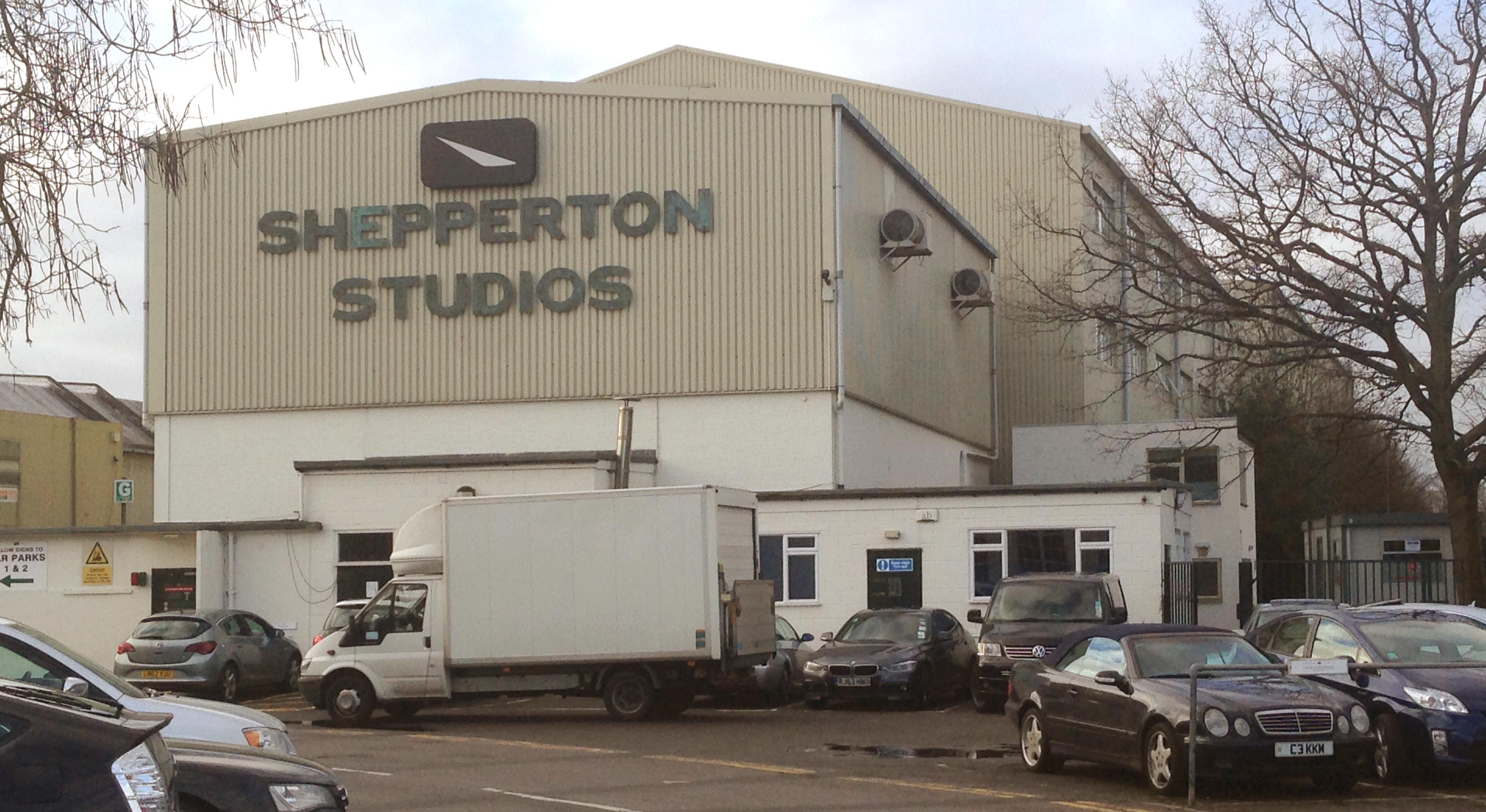
Shepperton Studios in Surrey, England

Die Staffeln 2 bis 12 wurden in den Shepperton Studios am Stadtrand von London produziert. Die Modelle der Loks wurden im Maßstab 1:32 gefertigt und basieren auf den Gehäusen der bekannten Märklin-Modelleisenbahnen der Spur 1. Das Studio hatte 1993 Ausmaße eines Flugzeughangars.
Unter den Gehäusen der Lokomotiven befand sich ein Mechanismus, der die Augen der Masken über Fernsteuerung bewegbar machte, außerdem eine Pumpe, die bei Bedarf Dampf abgab. Für jede der Figuren wurden Gesichter aus Knetmasse angefertigt, die später auf Silikonbasis und mit verschiedenen Emotionsausdrücken vervielfältigt wurden. Für Thomas waren mehr als vierzig Gesichtsausdrücke vorgesehen, während andere Lokomotiven nur fünf oder sechs Charakterzüge aufgesetzt wurden. Zu der Zeit waren dafür drei Vollzeit- und zwei Teilzeitmodellbauer unter der Führung eines Art Directors tätig. Die Umgebung Sodors und verschiedene Lokomotiven in Statistenrollen stammten aus der Märklin-Standardausstattung. Für die Waggons verwendete man während der Produktion der ersten fünf Staffeln Baukästen des Modelleisenbahn-Herstellers Tenmille Products; ab Staffel 6 wurden diese größtenteils durch Replikate aus Gießharz ersetzt, die aber teilweise weiterhin Bauteile von Tenmille (z. B. Drehgestelle) nutzten.
Die Gehäuse der ersten Modelle wurden aus Plastik hergestellt, ab der dritten Staffel wurde zunehmend Messing verwendet. Ab Thomas, die fantastische Lokomotive wurden auch mehrere neue Messing-Modelle für die Hauptcharaktere gebaut, weil es aufgrund eines engen Drehzeitplans kaum Zeit für Notfallreparaturen oder Verspätungen gab. Ab diesem Zeitpunkt wurden die Plastikmodelle nur noch etwa für Unfälle oder temporäre neue Bemalungen eingesetzt. Von Toby wurden während der Produktion von Staffel 12 ebenfalls zwei neue Modelle gefertigt, wobei bei diesen jedoch nicht klar ist, welches Material verwendet wurde.
Die ersten sieben Staffeln wurden mit speziellen 35-mm-Kameras gefilmt. Dieses sogenannte Clearwater Periscope lens system wurde speziell von David Mitton und Terence Permane designt. Mit diesen schuf man relativ echte Umgebungen und realistische Tiefenwirkung konnte nachgeahmt werden. Darüber hinaus konnte man die kleinen Modelle auf Augenhöhe filmen. Die ersten Staffeln ab 1984 entstanden ausschließlich mit diesem Verfahren. Mitte der 2000er Jahre hielt die Computertechnik Einzug. Anfangs wurden Dampfelemente, fliegendes Laub oder verschiedene Niederschläge integriert. Seit HiT Entertainment die Serie 2003 übernahm, baute man die Verwendung digitaler Technik in Form von hochauflösenden Digitalkameras und CGI-Elementen stetig aus. Die starren Knetmasken mit den Kulleraugen wichen in der zwölften Staffel computergenerierten Gesichtern.
Nach erfolgreichen Testaufnahmen beauftragte HiT Entertainment 2007 das kanadische Animationsstudio Nitrogen Studios (später Cinesite Studios Vancouver) mit der Weiterführung der Serie in komplettem Animationsformat. Die CGI-Modelle wurden in der Software Maya handskulpturiert. Die Macher orientierten sich an den physischen Modellen, die auch eine Zeit lang in den Nitrogen Studios ausgestellt waren. Diese wurden nicht eingescannt und jedes einzelne CGI-Modell wurde mehrfach überprüft, bevor es bei HiT eingereicht wurde. Nitrogen Studios übernahmen die Animation der CGI-Elemente in der zwölften Staffel sowie der kompletten CGI-Staffeln 13 bis 16.
2013 wurden Nitrogen Studios zur siebzehnten Staffel von Arc Productions, die bis zur zwanzigsten Staffel die Serie weiter animierten, abgelöst. Der Bankrott des Unternehmens führte am 1. August 2016 zu der Übernahme durch Jam Filled Entertainment, welche Arc Productions am 22. August in Jam Filled Toronto umbenannte. Bis zur vierundzwanzigsten Staffel übernahmen sie die Animation.
Die 2D-Animation von Alle Maschinen los! wird von Nelvana Enterprises übernommen.

### Erhaltung der Modelle

#### Ausstellungen
Die meisten Modelle befinden sich in Mattels Lagern und werden gelegentlich ausgestellt. So befindet sich zum Beispiel Skarloeys Großspurmodell auf der Talyllyn Railway zu dessen Awdry-Extravaganza-Events.
Viele Modelle, Sets und weitere Props aus der Modellserie sind heute ausgestellt, unter anderem in der Discover Thomas & Friends Exhibition des Thomas Land im Drayton Manor Theme Park. Die Ausstellung hat den Ruf, sehr schlecht mit den Modellen umzugehen: So sind an allen Modellen Teile abgebrochen, die Räder so stark geölt, dass sie schwarz gefärbt sind, und das Sonnenlicht bleicht die Lackierungen aus. Das Modell von Toby wurde 2011 sogar gestohlen. Im Oktober 2023 wurde eine neue Exhibition gebaut, wo vorwiegend Replikate fahren und die Originalmodelle lediglich stehen.
Weitere Modelle befinden sich im Hara Model Railway Museum in Japan, darunter das Dampf-Team (außer Emily), Donald, Douglas, Oliver, Bill, Ben, Mavis und die großen Modelle einiger Schmalspurloks. Letztere wurden auf die Spur-1-Gleise platziert, allerdings stehen ihre Räder zwischen den Schienen, da sie auf Spur 0 laufen, und fahren dementsprechend nicht.

#### Privatbesitzer
Die Betreiber des Twitter-Accounts ThomasTankMerch haben weiterhin einige Modelle aufgekauft und restauriert, darunter die Plastik-Modelle von James, Edward und Percy, das Großspurmodell von Trevor, die kleinen Modelle von Skarloey, Sir Handel, Duke und Rusty, ein großes Styrol-/Harz-Modell von Duncan sowie einiges an Rollmaterial.
Die kleinen Modelle von Rheneas und Duncan sowie einige Gesichtsmasken und Namens- und Bahnhofsschilder gehören TomsProps von Twitter.
Bei der Propstore Auction 2025 wurden 200 Lots an Requisiten versteigert und viele landeten in den Händen von Fans. Billy ging an Twitter-User Neil Leighton, Big Mac und Rocky an den japanischen Modellbauladen Medical Art, Colin an YouTuber SodorProductions, Patrick an YouTuber The Unlucky Tug und deutsche Fans konnten das große Modell für Nahaufnahmen von Murdochs Tenders sowie einige menschliche Figuren, darunter Alice, für sich beanspruchen.

## Figuren
Teilweise unterscheiden sich die Rollen der Figuren in der TV-Serie von denen in der Railway Series.

### Hauptfiguren

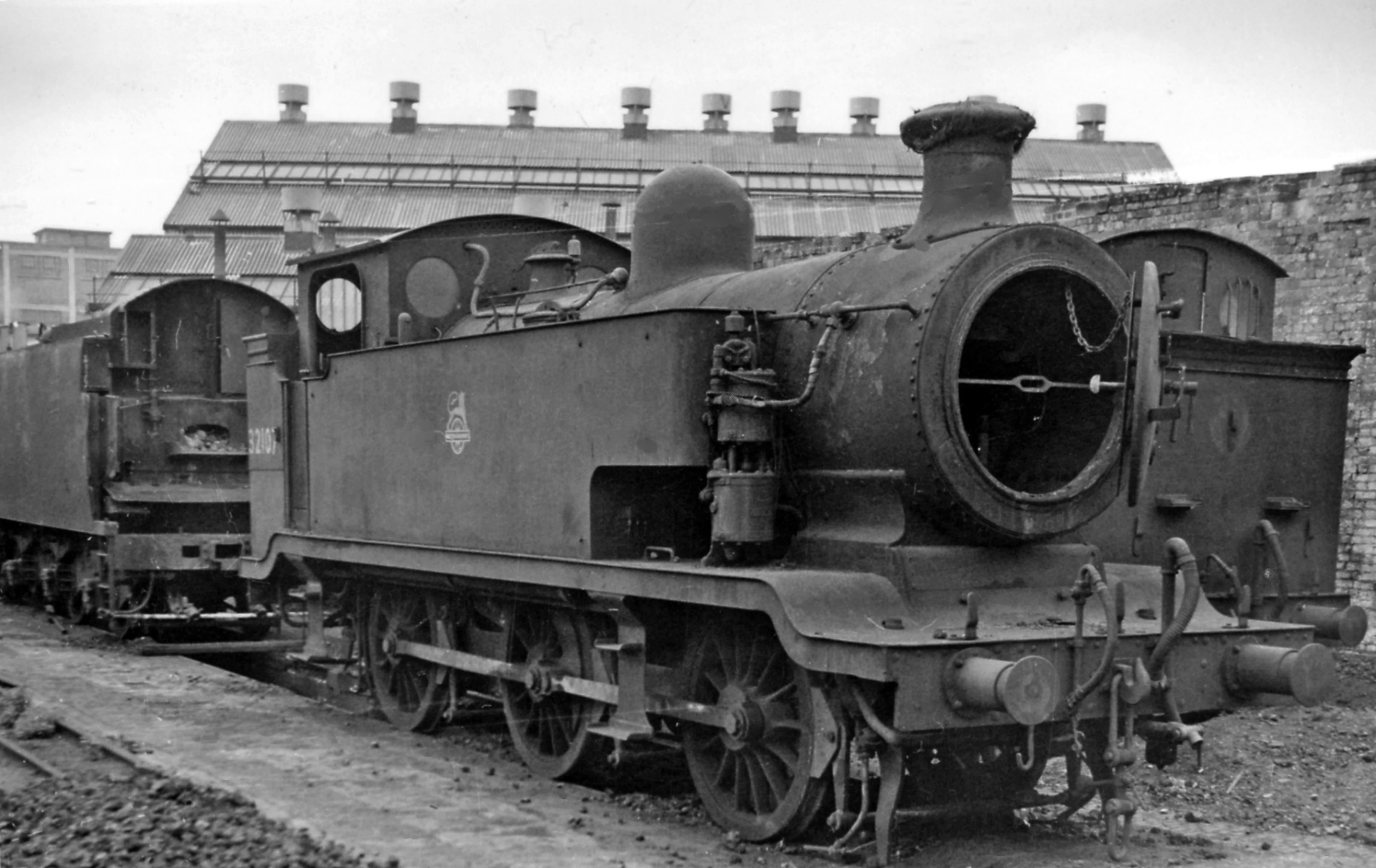
Eine Billinton E2, das Vorbild für Thomas

#### Thomas, die Tenderlok
Thomas (Nummer NWR 1; vorher LB&SCR 70) ist eine kleine hellblaue Tenderlokomotive, die zunächst als Rangierlokomotive eingesetzt wird. Erst, nachdem er sich mehrfach bewährt und unter anderem James nach einem Unfall rettet, darf Thomas eine eigene kleine Nebenstrecke befahren. Hierzu werden ihm die alten Personenwagen Annie und Clarabel zugeteilt. Seit der siebzehnten Staffel zieht er außerdem Regionalzüge auf der Hauptstrecke. Auch wenn er mit der Zeit reifer wird, ist er immer noch gerne frech zu den größeren Lokomotiven. Er geizt nicht mit lockeren Sprüchen der Verwunderung wie „Zunder und Asche!“ (in der klassischen Serie „Schlacke und Asche!“) oder „Ach du schnaufender Schornstein!“.
Er basiert auf der Klasse E2 der London, Brighton and South Coast Railway, ist allerdings insgesamt etwas kompakter.

#### Edward, die blaue Lok
Edward (Nummer NWR 2) ist eine ältere blaue mittelgroße Lokomotive, die stets gut gelaunt ist. Er war die erste Figur, die von Awdry erfunden wurde. Gegenüber den kleinen Lokomotiven ist Edward immer sehr hilfsbereit, passt jedoch auf, dass die anderen ihre Arbeit ordentlich machen. Er befährt die Nebenstrecke, die zum Hafen von Brendam führt und zieht dort sowohl Güter- als auch Personenzüge. Er zog in der 21. Staffel aus dem Lokschuppen in Tidmouth und damit aus dem Dampf-Team aus und nach Wellsworth auf seine Nebenstrecke.
Edward basiert auf der K2 der Furness Railway. Der Bahnhof von Wellsworth, wo Edwards Nebenstrecke beginnt, wird auch als Edwards Bahnhof bezeichnet.

#### Henry, die grüne Lok
Henry (Nummer NWR 3) ist eine große grüne Lokomotive mit spitzer Nase, die unter anderem Bäume und den Wald mag. Wenn Gordon ausfällt oder andere Aufträge hat, übernimmt Henry gelegentlich die Express-Personenzüge. Damit ist er eine der stärkeren und schnelleren Loks auf Sodor. Zu seiner Anfangszeit auf Sodor war er sehr stolz auf seine Farbe und wollte sie nicht durch den Regen gefährden lassen. Er blieb daher in einem Eisenbahntunnel stehen und ließ sich durch nichts bewegen, dort herauszukommen. Manche Versionen der Geschichte stellen ihn eingebildet dar, in anderen fürchtet er sich vor dem Regen. Man mauerte ihn in allen Versionen letztlich im Tunnel ein. Erst als er zur Vernunft gekommen war, durfte er wieder einen Zug ziehen. Seither scheint er geläutert. Ebenso heißt dieser Tunnel bei den Loks nun Henrys Tunnel. Trotz seiner Größe hatte Henry eine zu kleine Feuerbüchse und Kohle schlechter Qualität machte ihn schlaff und depressiv. Teurere Spezialkohle aus Wales ließ den gutmütigen Henry seinerzeit wieder auf Hochtouren laufen. Während einer unfallbedingten Überholung wurde ihm eine größere Feuerbüchse eingebaut und seither ist seine Stimmung deutlich besser.
Vor dieser Überholung war Henrys Baureihe ein fiktiver Hybrid aus der LNER-Klasse A1 und der GNR-Klasse C1, wurde danach aber zu der einer LMS Stanier 5MT geändert, damit er auf einer realen Lokomotive basierte. Ursprünglich war er in Tidmouth stationiert, steht aber seit Staffel 22 in Vicarstown und damit viel näher am Festland, da er öfter Schwertransporte dorthin bringt.

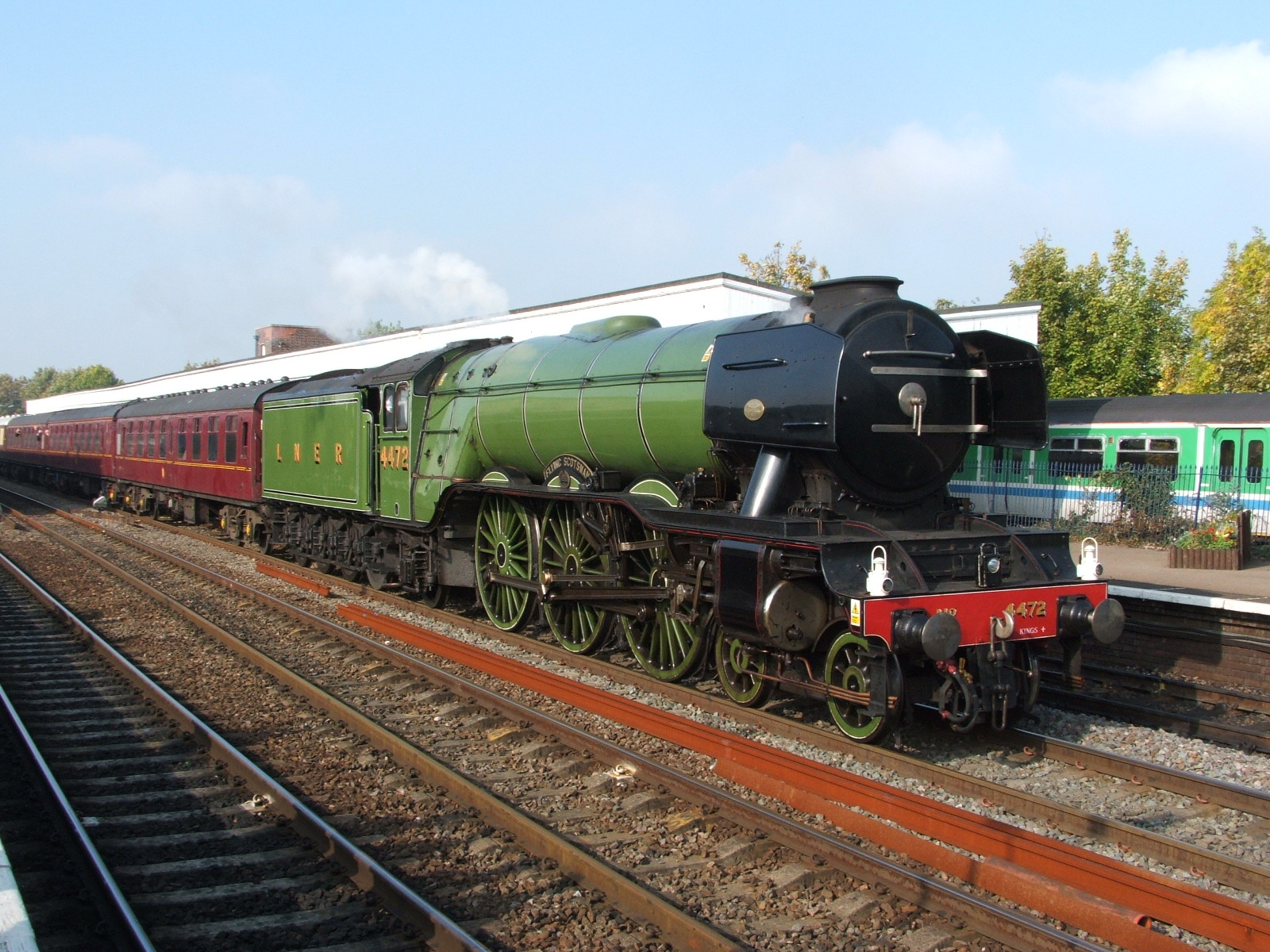
Flying Scotsman von der A1/A3-Baureihe

#### Gordon, die große Lok
Gordon (Nummer NWR 4) ist eine große, blaue Schnellzuglokomotive und neigt zum Prahlen. Er ist die schnellste Lokomotive Sodors und der einzige, der priorisiert den Expresszug zieht. Er ist sehr stolz, zuweilen an der Grenze zur Arroganz, aber trotzdem hilfsbereit. Muss er einmal eine Arbeit annehmen, die unter seinem Niveau ist, beschämt ihn das stark. „Oh, wie demütigend!“, meint er dann dazu. Nachdem sowohl Gordon als auch Thomas in beschämende Unfälle verwickelt waren, weil sie sich selbst überschätzten, schlossen beide Loks ein Bündnis, sich in solchen Situationen immer gegenseitig zu helfen.
Gebaut wurde er als eine Gresley A1/3 Pacific und ist damit der letzte überlebende Bruder von Flying Scotsman. In der Railway Series sind die Brüder sehr stolz aufeinander, in der TV-Serie ist Gordon eifersüchtig auf den Status seines Bruders und wird von diesem ständig aufgezogen. Ein Berg, den Gordon einmal mit einem Güterzug nicht überwinden konnte, heißt deswegen Gordons Berg.

#### James, die rote Lok
James (Nummer NWR 5) ist ein wenig eingebildet und eitel, u. a. wegen seiner markanten roten Lackierung. Er setzt oft seinen eigenen Kopf durch und versucht, Dinge zu tun, zu denen er nicht in der Lage ist. Das führt nicht selten zu großem Ärger. In manchen Versionen war er bei seiner Ankunft auf Sodor komplett schwarz gestrichen und bekam erst nach einem Unfall diese rote neue Lackierung. Vom dicken Kontrolleur, der ihn als Güter- und Rangierlok eingestellt hat, bekommt er – nachdem er einige erste Aufträge auch durch Entgleisen vermasselt hatte – die Drohung, dass man ihn blau streichen werde, benehme er sich in Zukunft nicht besser. Dennoch erhält er noch dann und wann Hausarrest, wenn er sich daneben benimmt. Seither versucht James, sich an die Regeln zu halten und darf manchmal sogar Gordons Schnellzug ziehen.
James ist eine experimentelle Lok, eine Baureihe 28 der Lancashire and Yorkshire Railway mit verlängertem Umlauf und zusätzlichen Vorderrädern.

#### Percy, die kleine Lok
Percy (Nummer NWR 6) ist die mental jüngste Lokomotive des Dampf-Teams. Die kleine grüne Satteltank-Lok kam zum dicken Kontrolleur, als die großen Loks streikten, weil sie ihre Züge selbst zusammenstellen und rangieren mussten. Thomas hatte da gerade eine eigene Nebenstrecke erhalten und niemand erledigte stattdessen diese Arbeit. Der dicke Kontrolleur wählte letztlich Percy als Verstärkung für den Rangierbetrieb aus, der sich immer freut, wenn er nützlich sein kann. Mit Freude zieht er die Waggons über die Insel, am liebsten die Postwagen. Percy ist Thomas’ bester Freund.
Percy basiert auf Satteltank-Tenderloks der Great Western Railway.

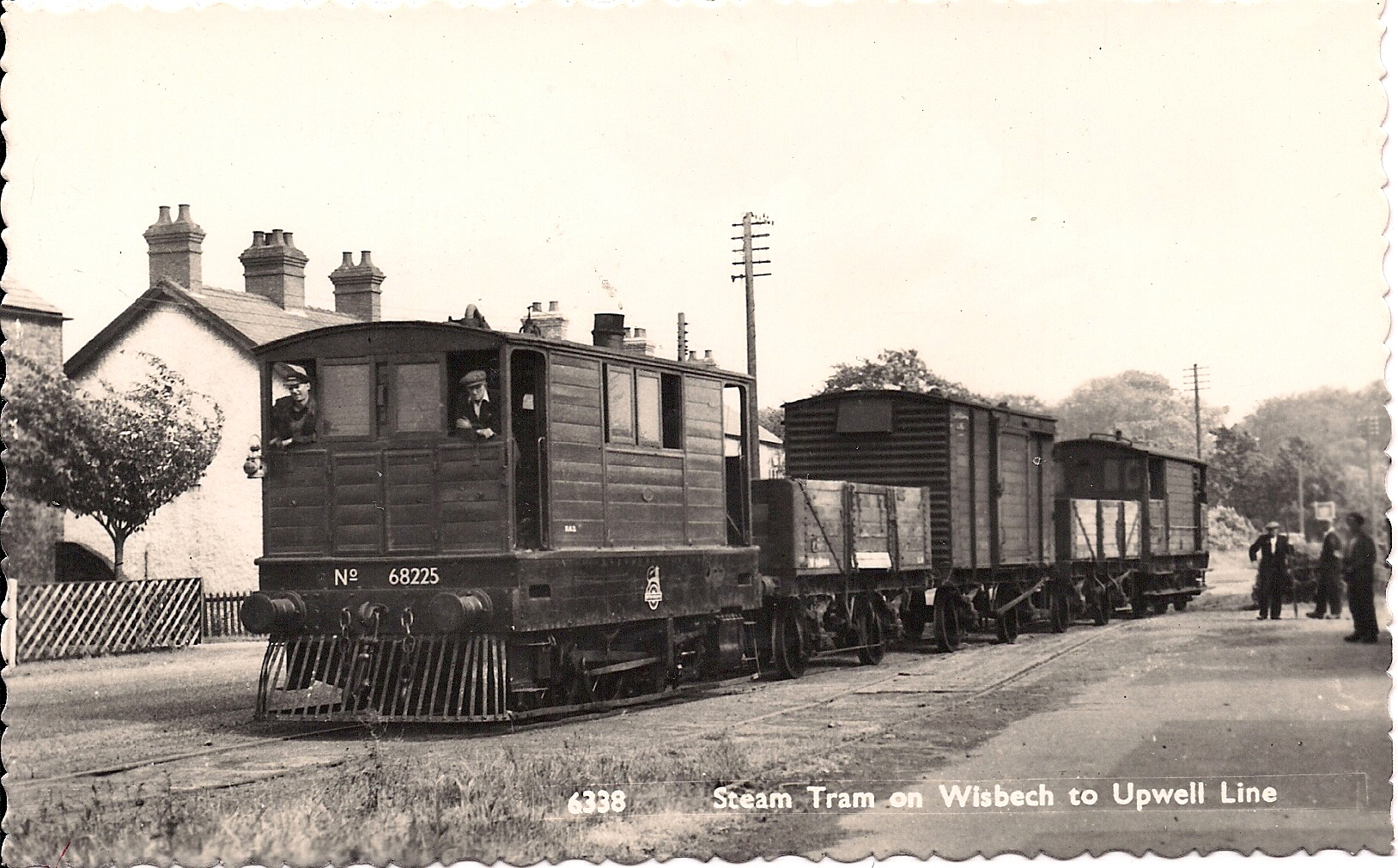
Eine Postkarte von der Wisbech and Upwell Tramway, der Vorlage von Tobys alter Eisenbahn

#### Toby, die Straßenbahn
Toby (Nummer NWR 7) ist die ziemlich rechteckige Lok einer Dampfstraßenbahn, die mit ihrem Waggon Henrietta zusammenarbeitet. Nachdem seine Nebenstrecke bei Arlesdale im Nordwesten von Sodor (Ostanglien in England in der Railway Series) stillgelegt werden sollte, drohte Toby die Verschrottung. Doch der gerade dort Urlaub machende dicke Kontrolleur ist von der Straßenbahn begeistert und übernimmt ihn in seine Eisenbahngesellschaft, nachdem Thomas von der Polizei verboten wurde, die Steinbruch-Strecke zu befahren, da er weder Schienenräumer noch Seitenschutz besitzt. Aus Dankbarkeit arbeitet Toby besonders fleißig. Seine Räder sind seitlich durch graue Platten geschützt, ebenso hat er vorne einen grauen Prallschutz („Schienenräumer“). Sein mittelbrauner Holzaufbau verkleidet eine alte Dampfmaschine. Auf der Mitte jeder Seite trägt er die gelbe, rot umrandete Nummer 7. Auf dem hellen Dach ist der kleine schwarze Schornstein zu sehen, aus dem es kräftig raucht, sowie ein schwarzer Kondensator zu erahnen.
Toby basiert auf der GER C53 Dampfstraßenbahn, von der LNER als J70 klassifiziert. In der deutschen Version wird er seit der vierten Staffel fälschlicherweise als Triebwagen bezeichnet, obwohl er eine Straßenbahn ist.

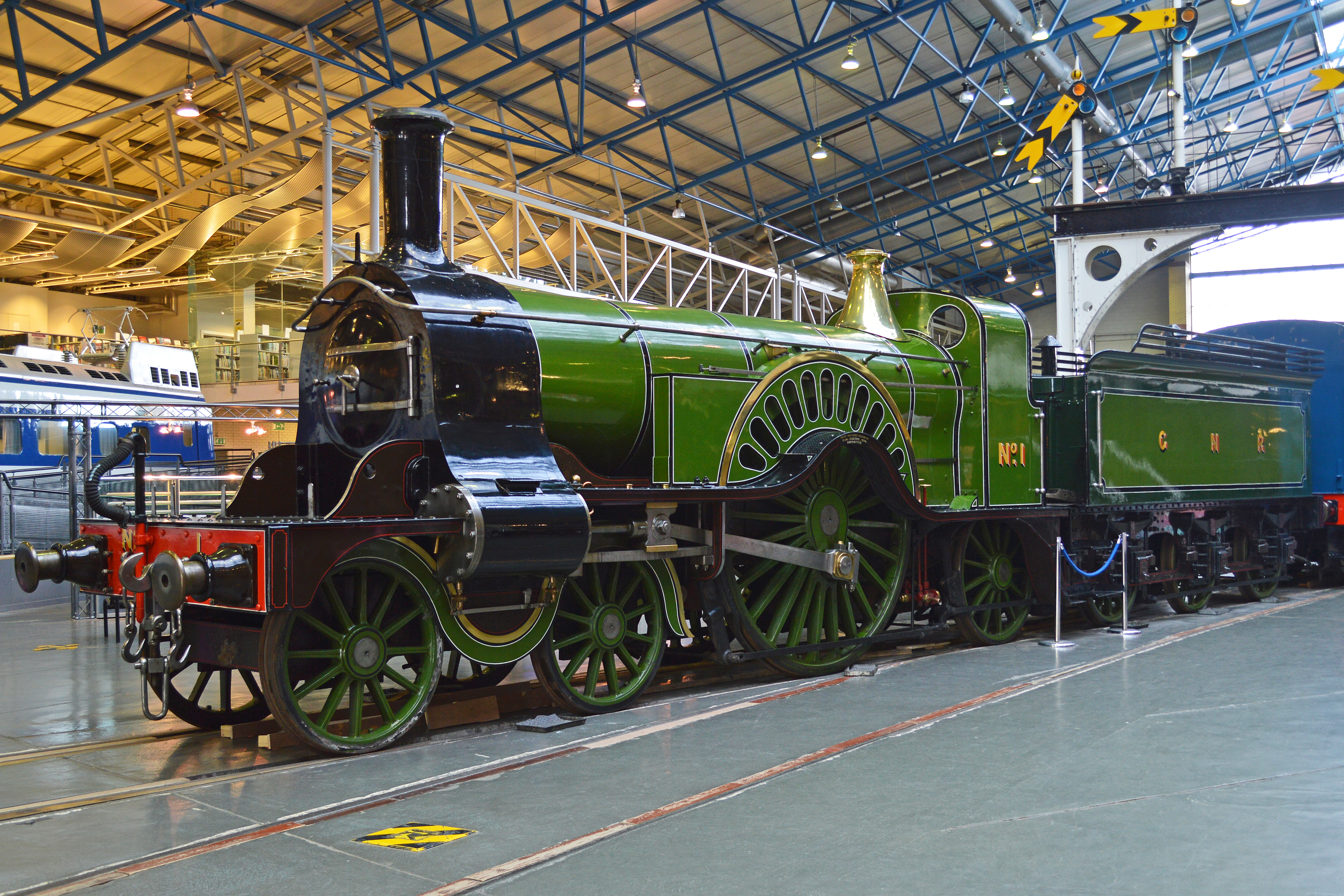
Die GNR Stirling Single, Emilys Basis

#### Emily
Emily (Nummer NWR 12) ist eine smaragdgrüne hilfsbereite Lokomotive alter Bauart mit einem wegen Messingbeschlägen eleganten Aussehen. Kennzeichnend ist ihr mittleres Rad, das übergroß ist. Vorne hat sie ein zweiachsiges Laufgestell, und nach dem Treibrad folgt eine einzige Laufachse (Achsfolge 2-A-1). Sie bekam ihre dreiachsigen Personenwagen vom dicken Kontrolleur geschenkt, nachdem sie einst Oliver und Thomas vor einem Unfall rettete. In Staffel 24 wurde sie zur offiziellen Sicherheitslok und erhielt die Nummer 12.
Sie basiert auf der Stirling Single der Great Northern Railway.

#### Nia
Nia (Nummer EAR/NWR 18) ist eine orangefarbene Tenderlok aus Kenia, die Thomas während seiner Weltreise kennenlernte und ihn wieder zurück nach Sodor begleitete, da ihr alter Schuppen abgerissen wurde. Sie hat seither Edwards Platz im Lokschuppen und im Dampf-Team eingenommen. Sie hat die Nummer 18 (nach dem Jahr ihrer Einführung (2018)) und basiert auf der KUR ED1 class, wurde aber von Meterspur auf Normalspur umgestuft.

#### Rebecca
Rebecca (Nummer NWR 22) ist eine große gelbe Schlepptenderlok, die Gordon seit Staffel 22 mit dem Schnellzug hilft. Außerdem nahm sie Henrys Platz im Lokschuppen und Dampf-Team ein. Sie trägt die Nummer 22 und basiert auf der West Country/Battle of Britain class der Southern Railway.

#### Sir Topham Hatt
Der Direktor der Eisenbahn wird sowohl von den Lokomotiven als auch vom Erzähler fast immer der dicke Kontrolleur genannt. Er ist der Vorgesetzte aller Lokomotiven der Nord-West-Eisenbahn. Er hat eine rundliche, untersetzte Figur. Wenn er zu seinen Lokomotiven spricht, macht er dies entweder vom Bahnsteig aus oder steigt auf einen Hocker oder einen anderen Gegenstand. Er fährt ein blaues Auto, das keine eigene Persönlichkeit hat und trägt einen schwarzen Frack, einen Zylinder, mittelblaue Hosen, weißes Oberhemd, gelbe Weste, schwarze Schuhe und eine schwarze Krawatte. An körperlichen Tätigkeiten nimmt er nie teil. Sein höchstes Lob, dem alle Lokomotiven nacheifern, ist, wenn er sie als „wirklich nützlich“ bezeichnet.
Auch privat ist er immer elegant gekleidet: Er trägt ein blaues Jackett, grüngraue Hose, grüngraue Weste, weißes Oberhemd, eine diagonal gestreifte Krawatte in Gelb und Rot, ein Einstecktuch in derselben Farbkombination sowie einen hellen Hut. Sir Topham Hatt ist verheiratet mit Jane Lady Hatt, die aber nur selten in Erscheinung tritt. Sie hat braunes, kurzes Haar und trägt einen blauen Rock, eine weiße Bluse und darüber eine hellblaue Jacke. Beide haben zwei Enkel: einen Jungen, Stephen, und ein etwas jüngeres Mädchen, Bridget. Sie können sich zudem einen Butler leisten (als „Diener“ übersetzt).
Im Verlauf der Railway Series gab es drei Sir Topham Hatts: Sir Topham Hatt I (1880–1956), Direktor von 1915 bis 1954; Sir Charles Topham Hatt II (1914–1997), Direktor von 1954 bis 1984 und Sir Stephen Topham Hatt III (* 1941), Direktor seit 1984. Da die TV-Serie weniger detailliert ist, was die Historie betrifft, gab es dort immer nur einen dicken Kontrolleur: Sir Bertram Topham Hatt.

#### Mr. Percival
Mr. Peregrine Percival ist der Leiter der Schmalspurbahnen in Sodors Bergen. Er wurde in der TV-Serie vom dicken Kontrolleur eingesetzt, als die Linien expandierten. Er wird auch als „dünner Kontrolleur“ angesprochen, seine Autorität ist unbestritten. Mit seiner Frau und fünf Kindern lebt er nahe dem Eisenbahndepot in den Bergen.

#### Mr. Duncan
Mr. Fergus Duncan wird der kleine Kontrolleur genannt, weil er der Direktor der Miniatureisenbahn von Arlesdale ist. Tatsächlich ist er aber ziemlich groß. Anders als die anderen Eisenbahndirektoren trägt er keinen Anzug, sondern einfach eine braune Jacke über einer gelben Weste und einem weißen Hemd.

### Nebenfiguren
Gelegentlich treten bei fast allen Haupt-Lokomotiven die Lokomotivführer, Heizer, Stationsvorsteher, Signalsteller, Inspektoren und Gepäckträger auf. Sie haben meist mäßigenden Charakter, wenn die Loks, die teils eher etwas kindhaftere Figuren verkörpern, wieder über die Stränge zu schlagen drohen. Doch wenn die Loks ihren Willen durchsetzen wollen, können weder Lokführer noch Heizer etwas dagegen tun. Obwohl sie wiederkehrende Figuren sind, tragen Lokführer und Heizer nur selten eigene Namen. Die menschlichen Hauptrollen sind seltener und werden nicht immer mit Namen benannt. Die Lokomotivführer spielten in den ersten acht Staffeln Rollen, wenn auch im Verlauf weniger, und waren zwischen Staffel 9 und 15 eigentlich gar nicht vorhanden. Erst seit Staffel 16 werden sie hin und wieder eingesetzt und sprechen sogar manchmal. Nur wenige Lokführer sind benannt, darunter Bob (Thomas’ Lokführer), Charlie (Edwards Lokführer) oder Franz (Hugos Lokführer). Es gibt noch Personen wie die Bauern McColl, Trotter und Finney oder den Pfarrer Charles Laxey. Fahrgäste oder andere Bahnarbeiter wie Stationsvorsteher und Rangierer werden nur selten benannt, wenn es in der Episode um diese Person geht.
Außer den aufgeführten Hauptrollen gibt es zahlreiche andere Darsteller, die wie die Loks einen Namen haben, aber nicht regelmäßig in den Geschichten vorkommen.

#### Dampflokomotiven

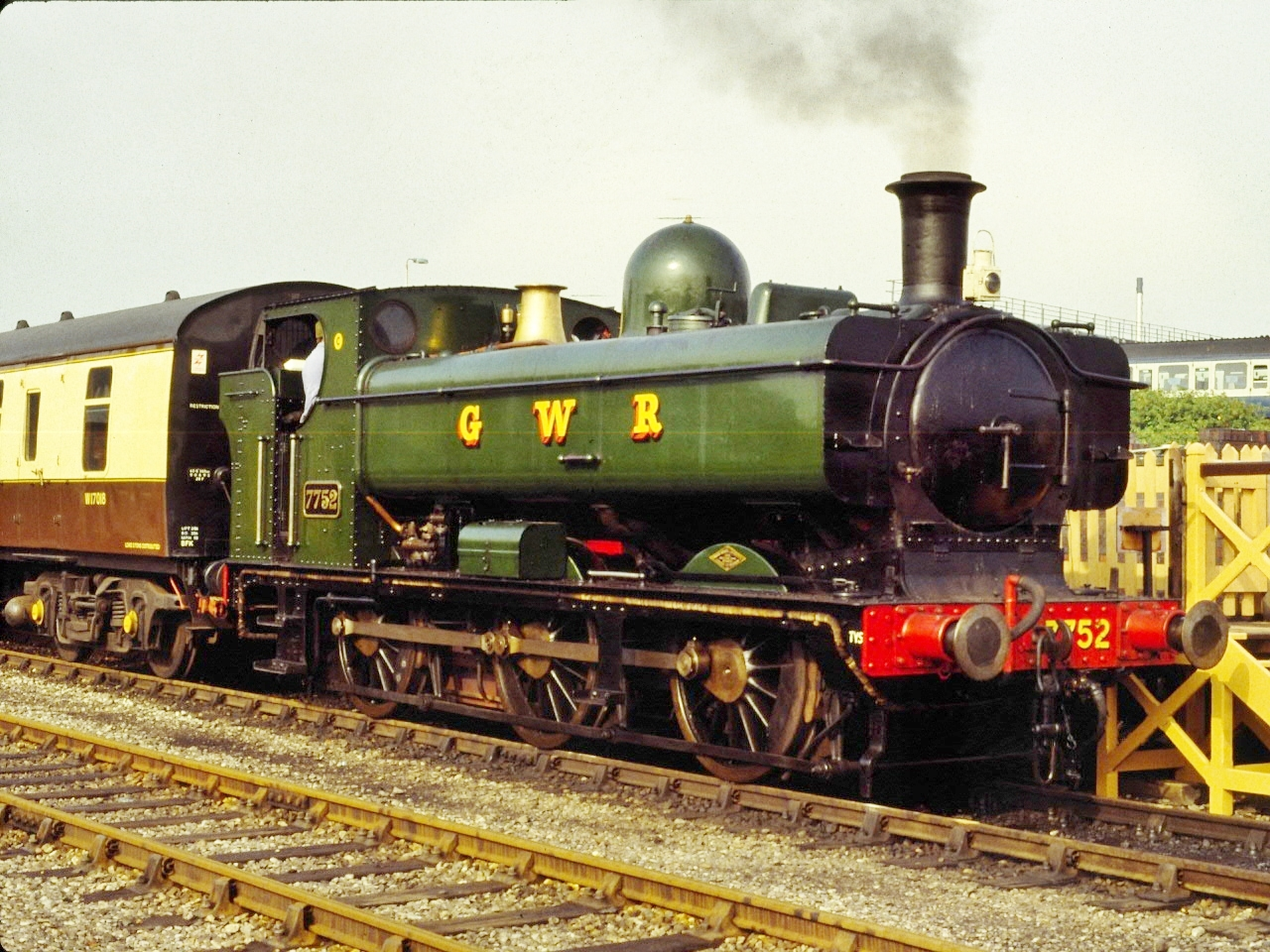
Ein Great Western Pannier Tank von Ducks Baureihe

- Ein Great Western Pannier Tank von Ducks BaureiheDuck (Farbe: grün, Achsen: 3, Loknummer: 8 in der TV-Serie, GWR/BR 5741 in der Railway Series) ist eine Rangierlok, deren Aufschrift G. W. R. (Great Western Railway) lautet. In Wirklichkeit heißt er Montague, aber Duck ist ihm lieber. Als Thomas einmal ausfällt, wird Duck für ihn eingesetzt und erntet aufgrund seiner Sanftheit viel Entgegenkommen bei Waggons und Lokomotiven. Thomas’ Eifersucht darüber währt aber nur kurz. Duck ist sehr Stolz auf seine Herkunft und kann endlos darüber reden. Er war außerdem die erste Dampflok von Sodor, die negative Erfahrungen mit Diesellokomotiven machte. Duck ist eine GWR 57xx Pannier-Tank-Tenderlok.
  - Er wurde in der zweiten Staffel vorgestellt und hatte bis zur siebten regelmäßige Auftritte. Danach verschwand er aus der Serie und tauchte erst wieder in drei Episoden der zwölften Staffel auf. Von der siebzehnten bis zur vierundzwanzigsten Staffel tauchte er wieder unregelmäßig auf.
- Donald und Douglas (Farbe: schwarz, Achsen: 6 (davon drei am Tender), Loknummern: NWR 9 und 10, vorher BR 57646 und 57647 und LMS 17646 und 17647) sind Zwillingsbrüder aus Schottland. Ursprünglich sollte nur eine der beiden Loks auf Sodor ihren Dienst aufnehmen. Bald darauf hielt ein strenger Winter Einzug, und die Loks wurden als Schienenräumer und zur Beseitigung von Schneewehen unentbehrlich. Dabei retteten sie sogar den verschütteten Thomas. Zu anderen Jahreszeiten arbeiten sie als nützliche Rangierloks. Sie haben überdurchschnittlich große Schlepptender. Donald ist hin und wieder mit Duck zu sehen und die beiden ärgern sich gerne gegenseitig. Douglas ist gut mit Oliver befreundet, den er vor der Verschrottung rettete und nach Sodor brachte. Die beiden entsprechen Lokomotiven der Klasse 812 der Caledonian Railway.
  - Sie wurden in der zweiten Staffel vorgestellt und hatten regelmäßige Auftritte bis zur siebten Staffel. In der achten Staffel wurden sie lediglich erwähnt und die eine Szene, die mit ihnen gefilmt wurde, wurde gelöscht. In der elften und der zwölften Staffel hatten sie wieder je einen Nebenauftritt und kehrten 2015 in Sodors Legende vom verlorenen Schatz in der animierten Serie zurück. In den Staffel 20 und 21 hatten sie je eine Neben- und eine Hauptrolle, seit ihrem Cameo-Auftritt in Große Welt! Große Abenteuer! Der Film waren sie nicht mehr zu sehen.
- Oliver (Farbe: grün, Achsen: 3, Loknummer: NWR 11 in der TV-Serie, GWR/BR 1436 in der Railway Series) ist eine grüne kleine Great-Western-Dampflok der 14xx Auto Tank-Klasse und arbeitet mit Duck zusammen auf dessen Nebenstrecke. Sein Bremswagen heißt Toad. Oliver ist ein GWR 14xx Auto-Tank und seine Nummer wurde von einer echten Lokomotive getragen.
  - Oliver wurde in Staffel 3 vorgestellt und hatte regelmäßige Auftritte bis zur siebten Staffel, danach verschwand er bis zur zwölften Staffel, in der er zwei Nebenrollen bekam. In Staffel 18 war er wieder in der animierten Serie, blieb allerdings eine Nebenfigur. Nachdem er nach Staffel 20 erneut abwesend war, hatte er einen letzten Cameo-Auftritt in der Episode The Great Little Railway Show in Staffel 24.
- Bill und Ben (Farbe: orangegelb, Achsen: 2, Loknummern SCC 1 und SCC 2) sind zwei freche Zwillingsbrüder und gehören (in der Railway Series) zu einer anderen Bahngesellschaft. Sie arbeiten im Kaolinwerk (in der animierten Serie fälschlicherweise als Tongrube bezeichnet). An ihren Seiten steht „S.C.C.“ (Sodor China Clay Company) und vorne auf dem Kessel „Brendam Bay“. In der Railway Series tragen sie zusätzlich ihre Nummern über ihren Gesichtern, was für die TV-Serie nur geplant war.[161] Sie basieren auf Alfred und Judy von der Bodmin and Wenford Railway.
  - Die Zwillinge wurden in Staffel 2 eingeführt und hatten größere Rollen in den Staffeln 3, 5, 6 und 7, kleinere in Staffel 4 und 9 bis 12. In Staffel 17 kamen sie zurück und hatten bis Staffel 19 wieder mehrere Hauptrollen sowie wieder in Staffel 22.
- Charlie (Farbe: lila, Nummer NWR 14) ist die Lieblingslok des Kontrolleurs vom Festland. Er eifert mit Thomas um den Titel der lustigsten und spaßigsten Lok. Auf der Seite des Führerhauses steht eine eckige weiße 14. Wie auch Billy basiert er auf der Manning Wardle L Baureihe 0-6-0ST.
  - Charlie wurde in der dreizehnten Staffel vorgestellt und hatte bis zur achtzehnten Staffel immer wieder Haupt- und Nebenrollen. Von der neunzehnten bis zur zweiundzwanzigsten Staffel war er primär im Hintergrund zu sehen und ist seither nicht mehr aufgetaucht.

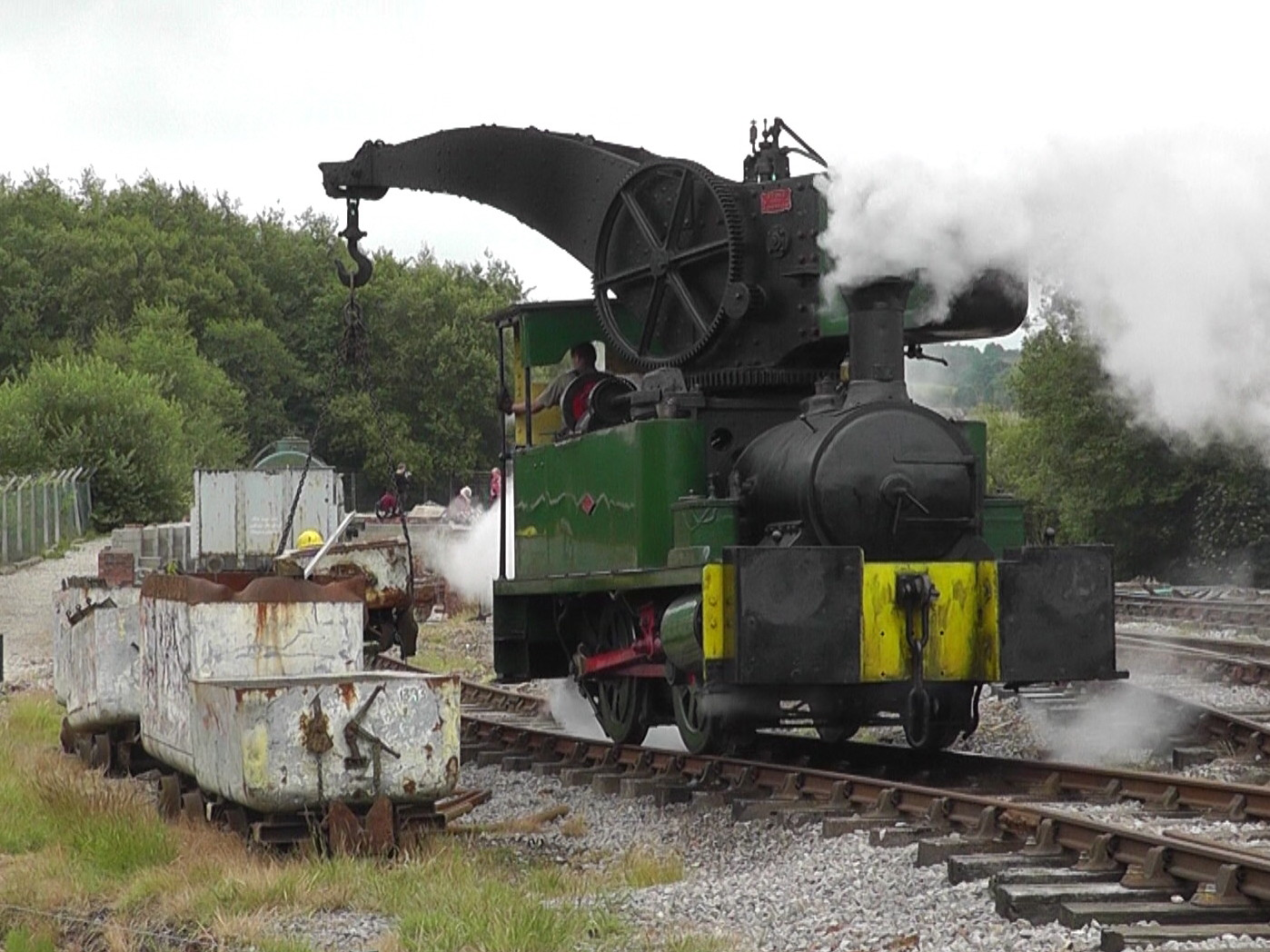
Dubsy, die echte Dübs Crane Engine

- Dubsy, die echte Dübs Crane EngineHarvey (NWR 27), eine schüchterne rote Arbeitslok mit Schwenkarm. Wird eingesetzt, wenn es zu leichten Räumungsarbeiten oder Unfällen kommt. Er basiert auf der schottischen Dübs Crane Tank Lokomotive No. 4101.
  - Harvey tauchte zuerst in Staffel 6 auf und hatte bis zur zwölften Staffel immer wieder kleinere Rollen. Als er in Staffel 17 zurückkehrte, bekam er bis zur vierundzwanzigsten Staffeln wieder Neben-, aber auch Hauptrollen.
- Rosie (NWR 37) ist eine kleine weibliche Dampflok, die früher in rosa und lila Farben bemalt war. Seit Staffel 21 ist sie kirschrot und trägt die Nummer 37 sowie die Buchstaben NWR (North Western Railway) auf ihren Seiten. Sie himmelt den Titelhelden an und geht ihm zuweilen auf den Wecker. Auch sie hat wie Daisy Sommersprossen im Gesicht. Als eine SR USA Class war sie die erste Lok in der TV-Serie, die auf einem amerikanischen Design basierte.
  - Rosie wurde in Staffel 10 vorgestellt und hatte neben einer Hauptrolle in Staffel 12 nur Nebenrollen bis Staffel 16, danach war sie nur noch im Hintergrund zu sehen. In Staffel 21, als sie ihre neue Bemalung bekam, hatte sie wieder zwei größere Rollen, fiel daraufhin aber wieder in den Hintergrund zurück.
- Murdoch ist eine der größten und kräftigsten Loks auf Sodor. Der imposante beigefarbene Riese ist anfangs ein wenig introvertiert, nähert sich aber immer mehr seinen neuen Freunden auf Sodor an. Er ist eine BR-Standardklasse 9F.
  - Er wurde in der siebten Staffel eingeführt und hatte kleinere Rollen in den Staffeln 8, 11 und 12. In Staffel 12 hatte er zusätzlich noch eine größere Rolle in der Episode Ausgezeichnete Emily.
- Arthur ist eine rotbraune Lok und transportiert am Hafen Waggons mit Seefisch. Er ist ein London, Midland and Scottish Railway Ivatt Class 2MT Tank und hat auch noch die Initialen LMS auf seinem Wassertank.
  - Arthur wurde in Staffel 7 vorgestellt und tauchte darauf in Staffel 8, 11, 12 sowie dem Film Die große Entdeckung auf.
- Spencer, eine silberne, aerodynamisch verkleidete Schnellzugdampflokomotive, die aber nicht auf Sodor zuhause ist, sondern einem Herzog gehört, ist schneller als Gordon. Die Sodorloks mögen ihn nicht besonders, weil er arrogant und sehr von sich eingenommen ist. Als besonderes Kennzeichen liegt sein Gesicht windabweisend schräg am Kessel, das Kinn voran. Er hat einen vierachsigen Schlepptender in Lokfarbe. Vorne hat Spencer ein Drehgestell mit kleinen Rädern, gefolgt von drei Treibrädern und einer Nachlaufachse (Achsfolge 2-C-1). Seine Konstruktion basiert auf der LNER-Klasse A4, der offiziell schnellsten Baureihe an Dampflokomotiven der Welt, die 1938 in England eingeführt wurde.
  - Spencer wurde in der siebten Staffel eingeführt und tauchte vereinzelt in den Staffeln acht, zehn, elf und 13 bis 22 auf.
- Molly ist eine weitere weibliche Nebenfigur und schillernd gelb. Die große Dampflok ist gutmütig und sehr kräftig. Ihr Kennzeichen sind zwei besonders große Treibräder pro Seite. Sie ist eine GER D56.
  - Sie hatte kleinere Rollen in den Staffeln neun, zehn und elf.

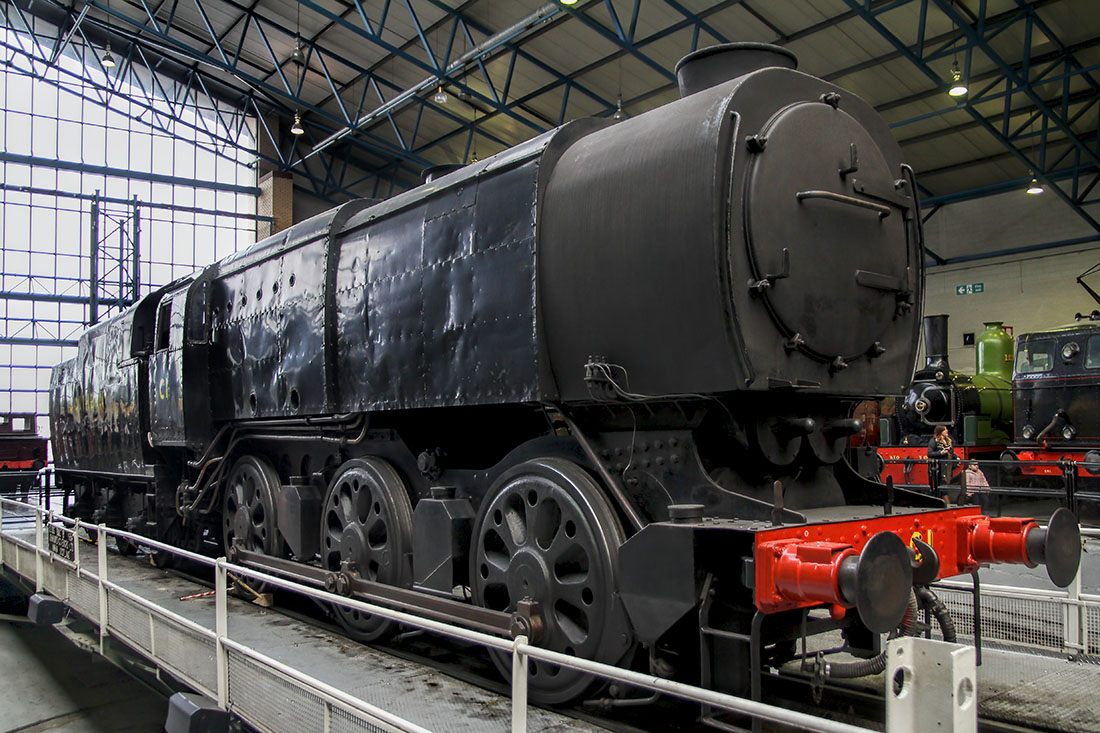
Vorbild von Neville im National Railway Museum von York

- Vorbild von Neville im National Railway Museum von YorkNeville (BR 33010) ist eine der Q1-Klasse der Southern Railway nachempfundene Figur. Er trägt sogar die Nummer einer echten Lokomotive seiner Baureihe. Diese hat wegen der fehlenden Laufbleche und des eckigen Dampfkessels ein etwas eigenartiges, aber modern wirkendes Aussehen.
  - Neville hatte eine Hauptrolle in seiner Einführung in der neunten Staffel, einen Cameo-Auftritt in der elften Staffel und eine weitere Sprechrolle in der zwölften Staffel.
- Billy, eine orangefarbene Dampflok, ist neu und ordnet sich anfangs schwer den Anweisungen anderer Loks unter. Erst als er liegenbleibt und Thomas ihn rettet, wird er einsichtig und leistet zufriedenstellend seinen Dienst. Auf seinem Kessel steht ein Schriftzug mit seinem Namen. Seine Zähne stehen weiter auseinander als bei anderen Gesichtern. Er basiert auf der Manning Wardle L Baureihe 0-6-0ST. Er hat einen Tender in hell- und dunkelblau.
  - Billy tauchte nur in einer Episode der elften Staffel auf, war aber für Staffel 13 geplant, wo seine Rolle durch Charlie ersetzt wurde, der die gleiche Basis teilt.
- Mief (NWR 66), eine rostige, etwas dreckige dunkelgrüne Dampflok mit einer großen Brille und eigentümlichem Pfeifgeräusch, wird als Rangierlok besonders beim Transport von Müll und stinkenden Substanzen eingesetzt. Dennoch ist Mief eine tüchtige und verlässliche Lok. Der dicke Kontrolleur bezeichnet sie als „clever und einfallsreich“. Die Originalbezeichnung, welche auch auf Merchandiseprodukten aufgedruckt ist, lautet Whiff. Er basiert auf Aerolite, der Nummer 66 von der North Eastern Railway.
  - Mief hatte Rollen in Staffel elf, zwölf, 14 bis 20 und in Staffel 22.
- Stanley, eine weiße Rangierlokomotive, wurde auf Sodor gebracht, um Thomas zu vertreten, da dieser vorübergehend neue Aufgaben in Great Waterton übernommen hatte. Er ist größer und kräftiger als Thomas und wird von allen Dampfloks gemocht. Sein Design ist ein Hybrid aus einer Hudswell Clarke0-6-0ST/ und der itson No. 5459.
  - Nach der zwölften Staffel wurde Stanley primär im Hintergrund gezeigt mit nur vereinzelten Sprechrollen.

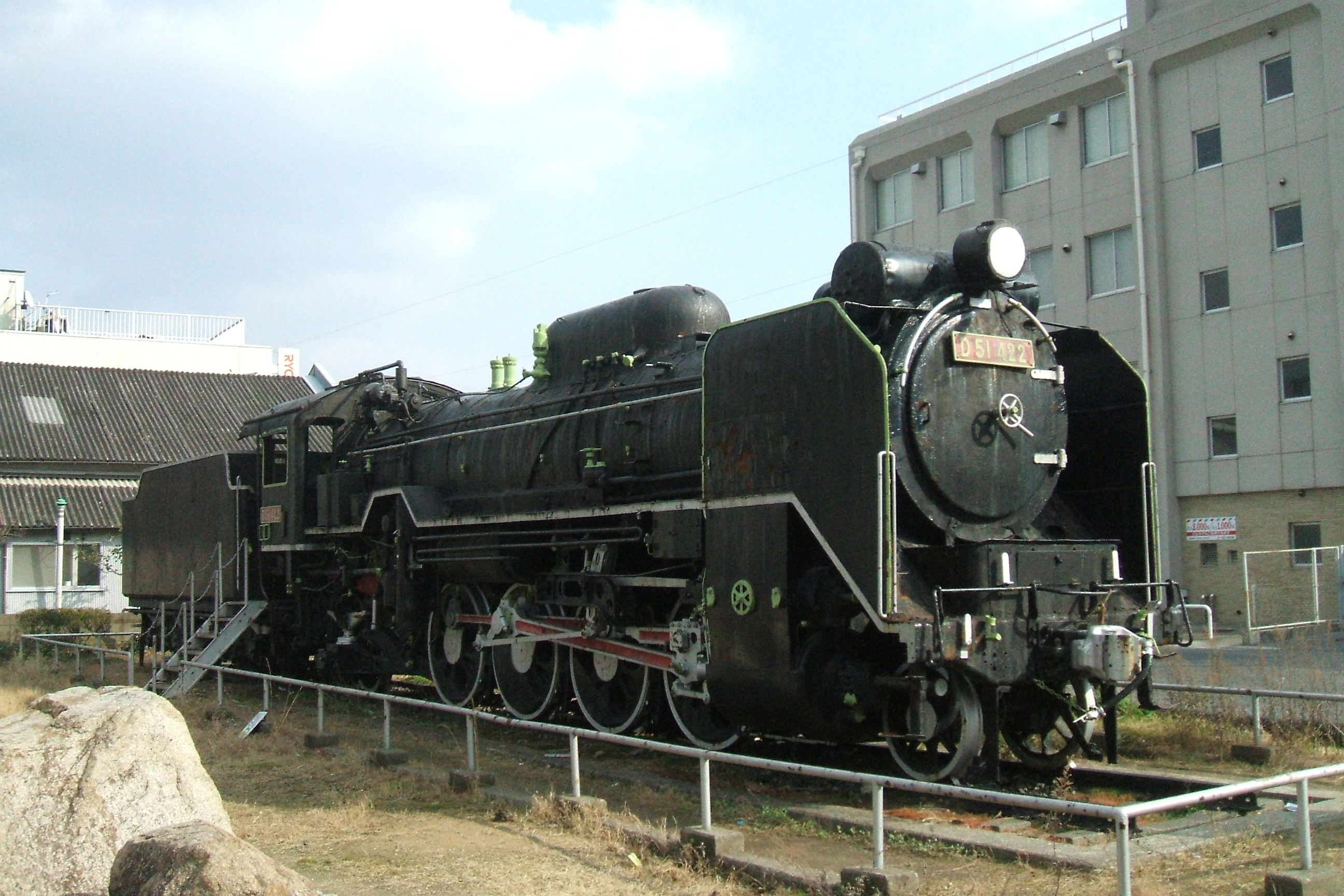
Hiros Vorbild, die JNR D51

- Hiros Vorbild, die JNR D51Hiro (Farbe: schwarz, Nummer 51) stammt ursprünglich aus Japan. Er wurde vor langer Zeit mit dem Schiff nach Sodor gebracht und gilt (je nach Canon) als die erste Dampflok der Insel. Er trug und trägt wieder den Titel „Held der Schienen“ (später mit „Herr der Schienen“ und „Meister der Eisenbahn“ übersetzt; Englisch: Master of the Railway). Er basiert auf der japanischen JNR D51-Klasse.
  - Er hatte Rollen in den Staffel 13 bis 20 und dann wieder eine letzte in Staffel 24.
- Bash und Dash sind kleine Holzfäller-Loks von der Nebelinsel. Sie werden noch mit Holz anstelle von Kohlen geheizt und brauchen eine Menge Schmieröl. Ursprünglich auf dem Festland beheimatet, wurden sie von der Eisenbahn verwiesen, weil sie nicht ernsthaft genug arbeiteten. Bash hat einen bräunlich-orangen Kessel, sein Führerhaus ist bläulich. Dash’ Farben sind umgekehrt angeordnet; sein Kessel ist bläulich, sein Führerhaus orange-bräunlich. Er und auch sein Bruder sind sehr stark modifizierte Bear Harbor Lumber Company’s Lokomotiven.[162]
- Ferdinand ist eine große Waldbahnlokomotive von der Nebelinsel, fährt wie Bash und Dash noch mit Holz statt Kohlen und braucht eine Menge Schmieröl. Ursprünglich auf Sodor beheimatet, wurde er noch vor der Zeit des dicken Kontrolleurs von der Insel verwiesen, weil er nicht ernsthaft genug arbeitete. Der vordere Teil seines Kessels ist schwarz, der hintere dunkelblau. Das Führerhaus ist hellblau. Das Vorbild ist eine Climax-Lokomotive mit der für diese Bauart typische geneigte Anordnung der Dampfzylinder, die auf einer Blindwelle arbeiten.
  - Die Holzfällerloks tauchten von Staffel 14 bis 16 regelmäßig auf, danach wurden sie aus der Serie entfernt.
- Porter, eine amerikanische und sehr selbstbewusste Hafenlok, die Salty im Hafen von Brendam vertreten sollte. Salty dachte zunächst, dass Porter ihn ersetzten sollte, aber sie arbeiten inzwischen gemeinsam im Hafen. Er ist eine H.K. Porter 0-6-0ST.
  - Er tauchte von Staffel 17 bis 24 in kleineren Rollen auf.
- Samson (Nummer 15), eine sehr stolze Tenderlok vom Festland. Er ist grün, trägt die Nummer 15 und hat ein offenes Führerhaus. Er schämt sich sehr, wenn er mal etwas falsch macht. Seit Staffel 20 wird er stets von seinem Bremswagen Bradford begleitet. Samson ist eine Neilson 0-4-0 von der High Harrington Ironworks der Furness Railway.
  - Samson hatte meist größere Rollen in Staffel 18, 20 und 22.
- Ryan (Nummer GNR 1014), eine violette Tenderlok von der N2-Klasse der GNR. Weil seine Bauklasse größer und neuer ist als Thomas, machte er ihn eifersüchtig, versteht sich nun aber gut mit ihm. Er kümmert sich auf der Nebenstrecke nach Harwick um den Güterverkehr.
  - Ryan hatte Rollen in Staffel 20 und 21 und Cameos in Staffel 23 und 24.
- Lexi, eine Versuchslok vom Festland. Sie hat ihren Führerstand vorne und experimentiert viel mit ihrer Stimme. Sie basiert auf der Nr. 21 von der North Pacific Coast Railroad (NPCRR), die The Freak genannt wurde.

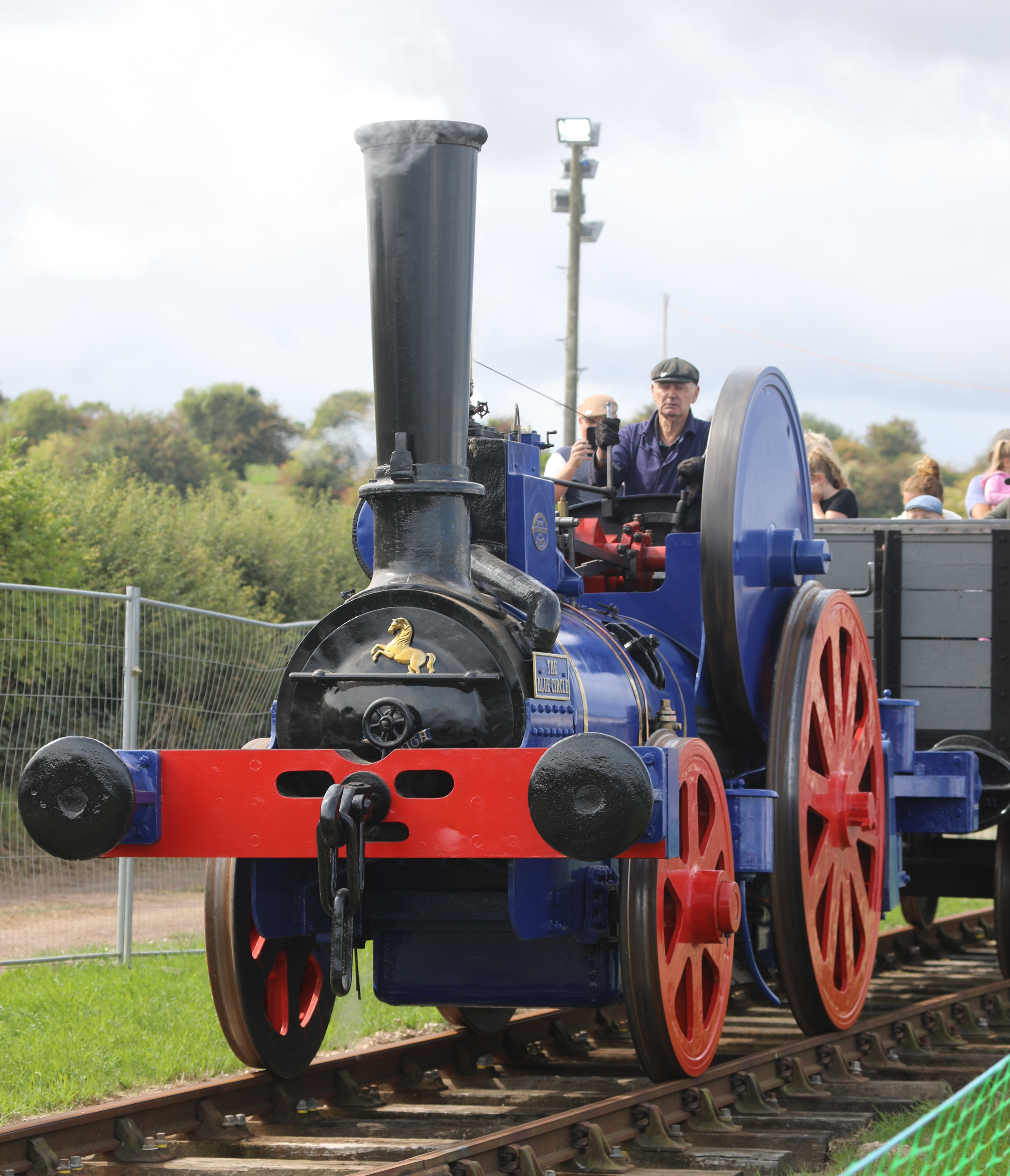
The Blue Circle, eines der Vorbilder für Theo

- The Blue Circle, eines der Vorbilder für TheoTheo, eine kleine schüchterne Lok mit vielen Zahnrädern, die nicht richtig ineinander eingreifen. Er lispelt leicht und zeigt Symptome von Autismus.[163] Sein Design ist ein Hybrid-Design von verschiedenen Zahnrad-Lokomotiven, wie der Coalbrookdale Locomotive oder der Blue Circle.
- Merlin (Nummer 783), eine silberne Schlepptenderlok der King Arthur-Klasse. Er ist davon überzeugt, dass er sich unsichtbar machen kann, da er so gebaut wurde, dass seine drei Schornsteine seinen Dampf so verteilen sollten, dass man ihn nicht mehr sehen kann. Er ist von der King Arthur Class der Southern Railway.
  - Anders als die anderen Versuchsloks, die nur in Auf großer Reise auftraten, hatte Merlin noch einen Auftritt in einer Episode in Staffel 22.
- Hurricane (Nummer 20), eine große experimentelle Tenderlok mit zehn Antriebsrädern, die mit Frankie im Stahlwerk arbeitet. Nachdem Thomas bei seinem letzten Fluchtversuch gedroht hatte, wegen vergossenem Flüssigmetall zu schmelzen, schob Hurricane ihn aus der Gefahrenzone. Dadurch schmolzen allerdings seine eigenen Räder, woraufhin die Versuchsloks freiwillig im Stahlwerk aushalfen. Er basiert auf der Decapod, der GER Class A55, einer Tenderlok mit zehn Antriebsrädern. Bei Hurricane sind allerdings die Kupplungsstangen der hinteren beiden Achsen nicht mit dem Rest verbunden, damit Hurricane leichter um die scharfen Kurven im Stahlwerk kommt.
- Sonny (Nummer 1842), eine Minenlok, die vorher den Dieben Baz und Bernie gehörte. Er wurde vom dicken Kontrolleur aufgenommen, aber wegen seiner Vergangenheit waren manche Lokomotiven noch immer skeptisch und bezeichneten ihn als Dieb, bevor sich Sonny durch die Rettung von Diesel beweisen konnte. Er basiert auf den Haydock Foundry Well Tanks.
  - Er wurde in der letzten Staffel der Original-TV-Serie eingeführt und ist damit die letzte bekannte Lokomotive, die der NWR beitrat.

#### Diesellokomotiven

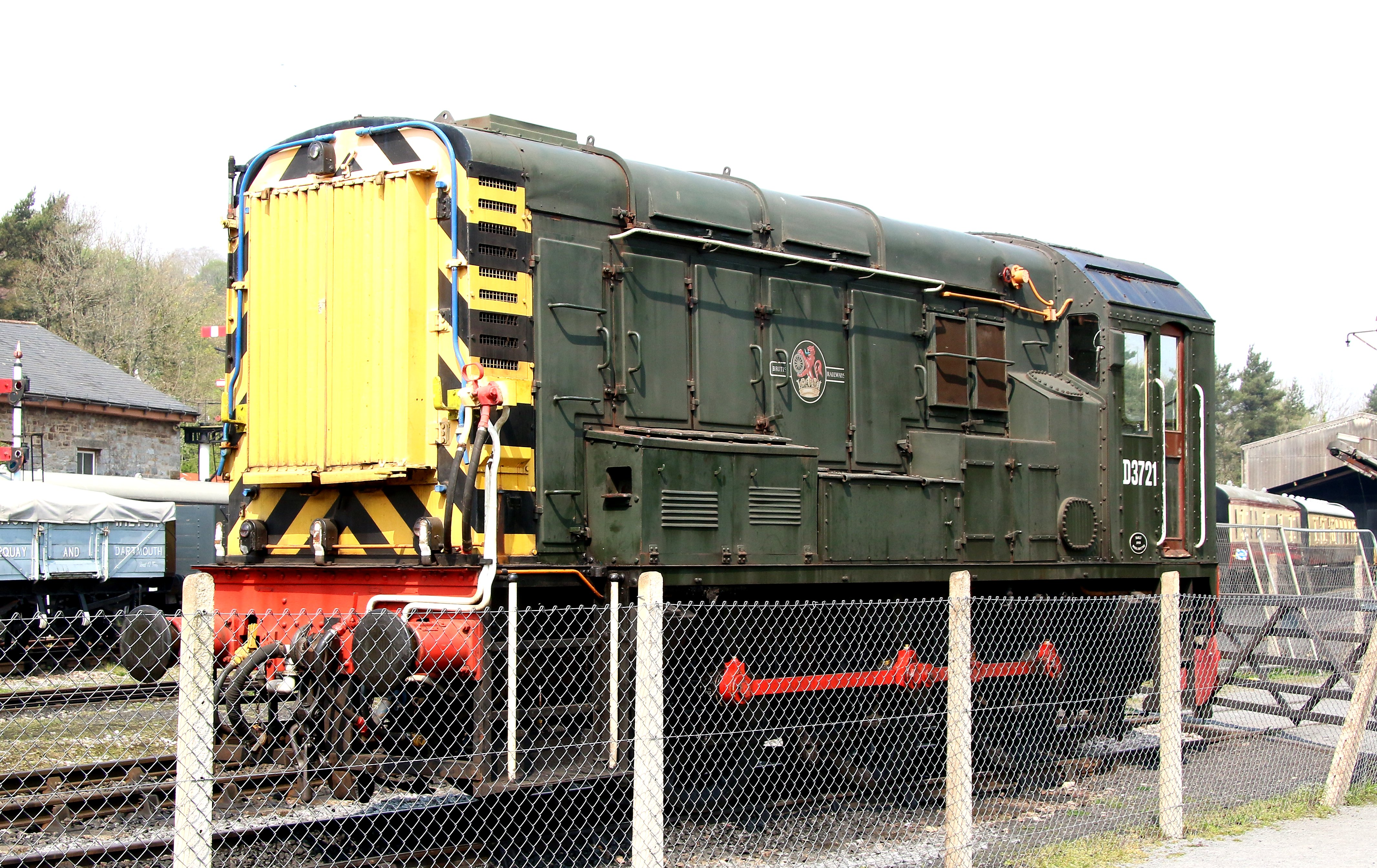
BR Class 08-Rangierer, das Vorbild für viele Diesellokomotiven aus Thomas

- BR Class 08-Rangierer, das Vorbild für viele Diesellokomotiven aus ThomasDiesel (Farbe: schwarz, Achsen: 3), eine unfreundliche Diesellok, die behauptet, dass die Diesellokomotiven bald die Dampflokomotiven ablösen werden und die häufig gegen die Dampfloks intrigiert. Er wurde immer wieder von Sodor weggeschickt, gehört aber in der TV-Serie seit der achten Staffel der NWR. Seine drei gleich großen Treibräder sind durch eine Kuppelstange miteinander verbunden (Achsfolge C). Er ist komplett in Schwarz gehalten, nur sein Chassis vorne an den Puffern ist rot. Er basiert auf der erfolgreichen Klasse 08 von British Railways.
  - Diesel tauchte in den Staffeln 2, 3, 6 und 7 gelegentlich auf und ist seit Staffel 8 scheinbar Teil der NWR und hat mehr und größere Rollen in jeder Staffel.
- BoCo (in der Railway Series Nummer NWR D2, vorher BR D5702) ist eine große und freundlich gesinnte Diesellok. Durch seine Stärke verdient er sogar den tiefen Respekt von Gordon, der insgeheim hofft, dass er nicht stärker ist. Er basiert auf der Klasse 28 von British Railways.
  - BoCo war in den Staffeln 2, 3 und 5.
- Daisy (in der Railway Series Nummer D1) ist ein mittelgroßer Dieseltriebwagen zur Personenbeförderung mit starkem Lidschatten, Schmollmund und Sommersprossen. Sie wurde zu Tobys Entlastung geholt. Anfänglich verhielt sich die Dame nicht sehr gut, zickte und meckerte nur. Durch ein Missgeschick mit Tieren, vor dem sie Toby eigentlich warnte, kam sie zur Vernunft. Seitdem arbeitet sie zuverlässig. Sie ist ein Einzelwagen der BR Class 101.
  - Daisy war zunächst nur in Staffel 2 und einer Episode der vierten Staffel. Dann hatte sie im Special Alle Loks im Einsatz! einen kleinen Auftritt. 2015 kam sie in Sodors Legende vom verlorenen Schatz in die CGI-Serie und bekam viele Hauptrollen in den Staffeln 20 und 21, kleinere Rollen in 22 und 24.
- Mavis (Farbe: schwarz, Achsen: 3, in der Railway Series Nummer FQC 1), ist eine junge weibliche Diesellok mit seitlichen Platten, die ihre Räder schützen. Sie gehört einer Bergbaugesellschaft. Seitlich ist „THE FFARQUHAR QUARRY CO. LTD“ aufgedruckt. Mavis ist eine der Dieselloks, die freundlich zu den Dampfloks sind. Ihr Gesicht ist, ähnlich wie bei Salty, von diagonalen gelb-schwarzen Warnstreifen umrahmt. Mavis basiert auf der BR Class 04, genauer auf der Variante mit Seitenschutz.
  - Mavis tauchte von Staffel 3 bis Staffel 21 oft in mehr oder weniger großen Rollen auf.
- ’Arry und Bert, zwei unfreundliche grün-gelbe Dieselloks, haben auf ihren Seiten die Aufschrift „Sodor Ironworks“. Sie denken, dass Dieselloks alles besser können als Dampfloks und basieren auf British Railways’ erfolgreicher Baureihe 08.
  - Die beiden wurden in Staffel 5 vorgestellt und hatten in den beiden folgenden Staffeln je einen Gastauftritt. Von Staffel 8 bis 12 bekamen sie größere Nebenrollen und tauchten von Staffel 14 bis 16 gelegentlich auf. Von Staffel 18 bis 23 waren sie primär im Hintergrund zu sehen, hatten aber zumindest Sprechrollen in je einer Episode in Staffel 20 und 21.

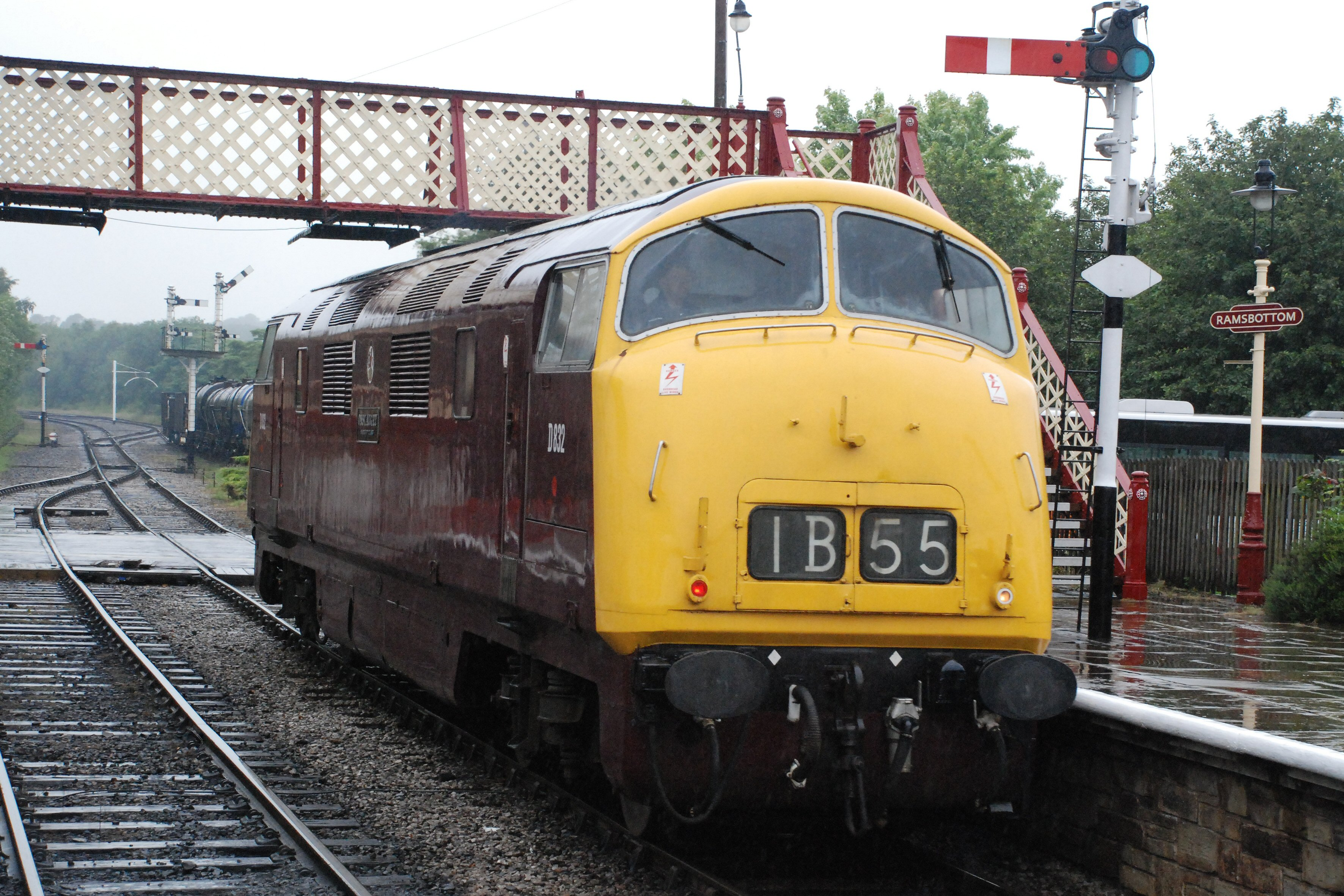
Eine Class 42, selbstverständlich ohne Zwickie

- Eine Class 42, selbstverständlich ohne ZwickieDiesel 10, (Farbe: beige, Achsen: 4 (D)) kann man als den durchtriebensten Charakter ansehen. Diese diabolisch dreinschauende ockergelbe Diesellok sabotiert offen das Wirken der Dampfloks. Außerdem verfügt sie auf ihrem Dach über einen Greifarm mit einer Klaue. Eine angezettelte Revolte kann unterbunden werden, nachdem Thomas und Lady Diesel 10 besiegen. Er basiert auf der BR Class 42, genannt Warship.
  - Diesel 10 tauchte ursprünglich nur in den Filmen Thomas, die fantastische Lokomotive und Alle Loks im Einsatz! auf. Sein Modell war kurz im Hintergrund von Die große Entdeckung zu sehen. Sein Debüt in der CGI-Serie fand in der Post-Credit-Szene von Rettungseinsatz Nebelinsel statt und im folgenden Film Dampfloks gegen Dieselloks spielte er wieder eine große Rolle. Einen letzten Auftritt hatte er in der Staffel 17er Episode Der verschwundene Weihnachtsschmuck.
- Salty (Farbe: rot-gelb, Achsen: 3, Nummer 2991) ist eine freundliche Diesellok mit ockerfarbenem Prallschutz, welche im Hafen von Brendam ihren Dienst schiebt. Er erzählt den anderen Loks gerne die eine oder andere Räuberpistole, wie etwa vom Piratenschatz oder von der Nebelinsel. Saltys Gesicht ist von diagonalen Warnstreifen in Gelb und Schwarz umrahmt.
  - Salty wurde in Staffel 6 eingeführt und tauchte bis auf Staffel 13 in allen Staffeln mindestens einmal auf.
- Dennis, eine faule Diesellok, die gerne andere für sich arbeiten lässt. Er lernte allerdings seine Lektion, nachdem er sich und Thomas dadurch in Schwierigkeiten gebracht hatte.
  - Dennis tauchte nur in der Episode Dennis ist faul in Staffel 9 auf und war im Hintergrund einer Szene von Die große Entdeckung. Dennis basiert auf die British Rail (BR) 11001, die als Prototyp 1949 bei Ashford Works gebaut und 1959 verschrottet wurde.
- Den, eine große hydraulische Diesellok, die die Dieselwerkstatt managt, ähnlich wie Victor in der Lokwerkstatt für Dampfloks.
  - Den wurde in Dampfloks gegen Dieselloks eingeführt und hatte Rollen in den Staffeln 15 bis 19, 21 und 23.
- Dart, ein kleiner Rangierer, der Den assistiert und ihm auf die Sprünge hilft, wenn dieser nicht weiß, was er sagen soll.
  - Auch Dart kam erstmals in Dampfloks gegen Dieselloks vor und tauchte von Staffel 15 bis 23 auf, mit der Ausnahme von Staffel 20.
- Norman, Dennis’ Zwilling in Orange. Er war eine der Loks, die die Lokwerkstatt stürmte.
  - Norman hatte in Dampfloks gegen Dieselloks, Staffel 15 und Staffel 16 nur Hintergrundauftritte, sprach erstmals in Staffel 18 und hatte weitere kleine Nebenrollen von Staffel 18 bis 21, war eine Staffel abwesend, sprach in Staffel 23 wieder ein paar Mal und tauchte ein letztes Mal in Staffel 24 kurz auf.
- Paxton, eine jüngere und etwas naive, aber dafür sehr freundliche grüne Diesellok, die sich gut mit Dampfloks versteht und Diesel auch nicht lange böse ist, wenn dieser gemein zu ihm ist.
  - Paxton wurde ebenfalls als Hintergrundlok für Dampfloks gegen Dieselloks und Staffel 15 und 16 eingeführt, bekam in Das Geheimnis um den Blauen Berg jedoch eine eigene Persönlichkeit und Rolle, die von Staffel 17 bis Staffel 24 öfter benutzt wurde.
- Sidney, eine sehr vergessliche blaue Diesellok. Er hing etwa zwei Jahre lang in der Dieselwerkstatt und wartete auf neue Räder, bis Percy ihm eines Tages welche zu Weihnachten schenkte. Um sich Dinge besser zu merken, singt Sidney manchmal Lieder.
  - In Dampfloks gegen Dieselloks war Sidney nur in einer Einstellung zu sehen, danach nur in je einer Episode in Staffel 17 und 18. Von Staffel 20 bis 23 bekam er hin und wieder Neben- und mal Hauptrollen.
- Phillip (Nummer 68), eine kompakte amerikanische Diesellok, die sehr gerne Wettrennen fährt. Er fuhr mal ein Rennen gegen Gordon, welches er auch gewann, aber nur weil Gordon nicht losgefahren ist. Trotzdem prahlt er sehr oft damit, die schnellste Lok von Sodor besiegt zu haben.
  - In Staffel 19 eingeführt hatte Phillip mehrere größere und kleinere Rollen bis zum Serienende in Staffel 24.

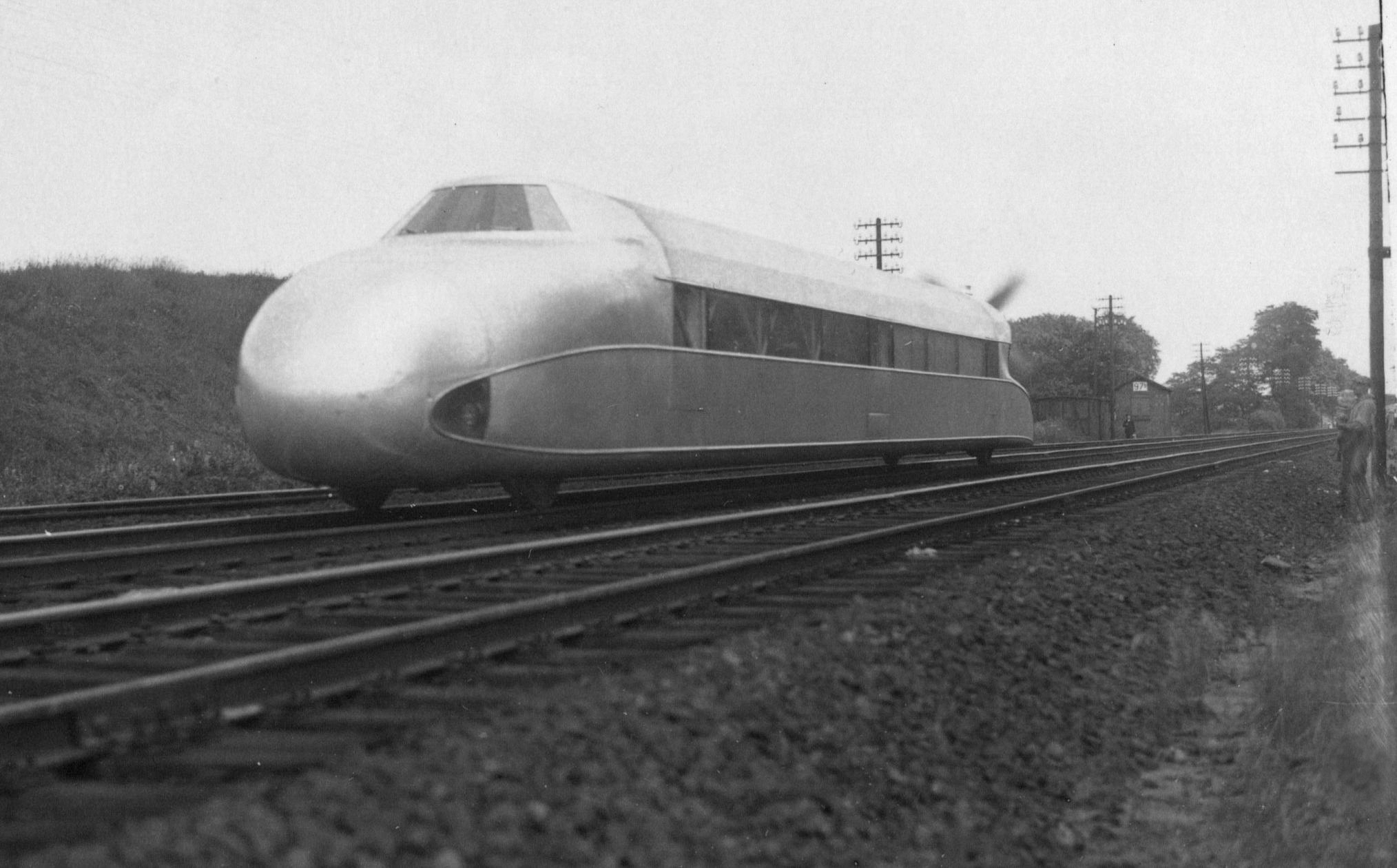
Der echte Schienenzeppelin

- Der echte SchienenzeppelinHugo, basierend auf dem Schienenzeppelin, besuchte Sodor einmal, als sein Lokführer ihm dem Herzog vorstellen wollte. Die anderen Loks hielten ihn für die Lok der Zukunft, aber so weit fortgeschritten war Hugo doch nicht, da er etwa keine Kupplungen besaß und sein Propeller auch ziemlich gefährlich sein kann.
  - Hugo war nur in zwei Episoden der zwanzigsten Staffel sowie einer Traum-Sequenz in Auf großer Reise.
- Frankie (Nummer MSC 4002), eine Diesellok, die im Stahlwerk arbeitet. Trotz ihres zunächst freundlichen Eindrucks scheut sie sich nicht davor, Lokomotiven gegen ihren Willen im Stahlwerk festzuhalten und zu gefährlicher Arbeit mit geschmolzenen Metallen und Schlacke zu zwingen.

#### Schmalspurlokomotiven
- Victor (Farbe: rot/schwarz) ist eine Dampflok und arbeitet in der riesigen Reparaturwerkstatt in Crovan’s Gate. Er hat einen spanischen Akzent und wird von Kevin, einem rollenden Lastkran, unterstützt. Er ist die einzige Schmalspurlok, die Sir Topham Hatt und damit der Nord-West-Eisenbahn gehört, während die anderen Schmalspurloks zur Skarloey Railway oder der Culdee Fell Railway gehören.

##### Skarloey Railway (SR)
- Skarloey (Loknummer SR 1) ist eine kleine rote Schmalspurlok und eine der ältesten Lokomotiven auf Sodor. Er kam 1865 an und basiert auf Talyllyn Railways Talyllyn, der in der Railway Series sein Zwilling ist.
- Rheneas (Loknummer SR 2) ist der Bruder von Skarloey und basiert auf seinem Zwilling Dolgoch von der Talyllyn Railway. Rheneas hat sich durch eine Heldentat den Namen „tapfere alte Lok“ eingetragen.
- Sir Handel (SR 3), eine blaue Schmalspur-Lok mit drei Achsen, hieß früher Falcon und arbeitete damals mit Duke und Peter Sam (damals Stuart) auf der Mid Sodor Railway. Ihr Vorbild ist die Lokomotive Sir Haydn der Talyllyn Railway (ursprünglich von der Corris Railway), die diese Lok aus Werbegründen manchmal als Sir Handel verkleidete.

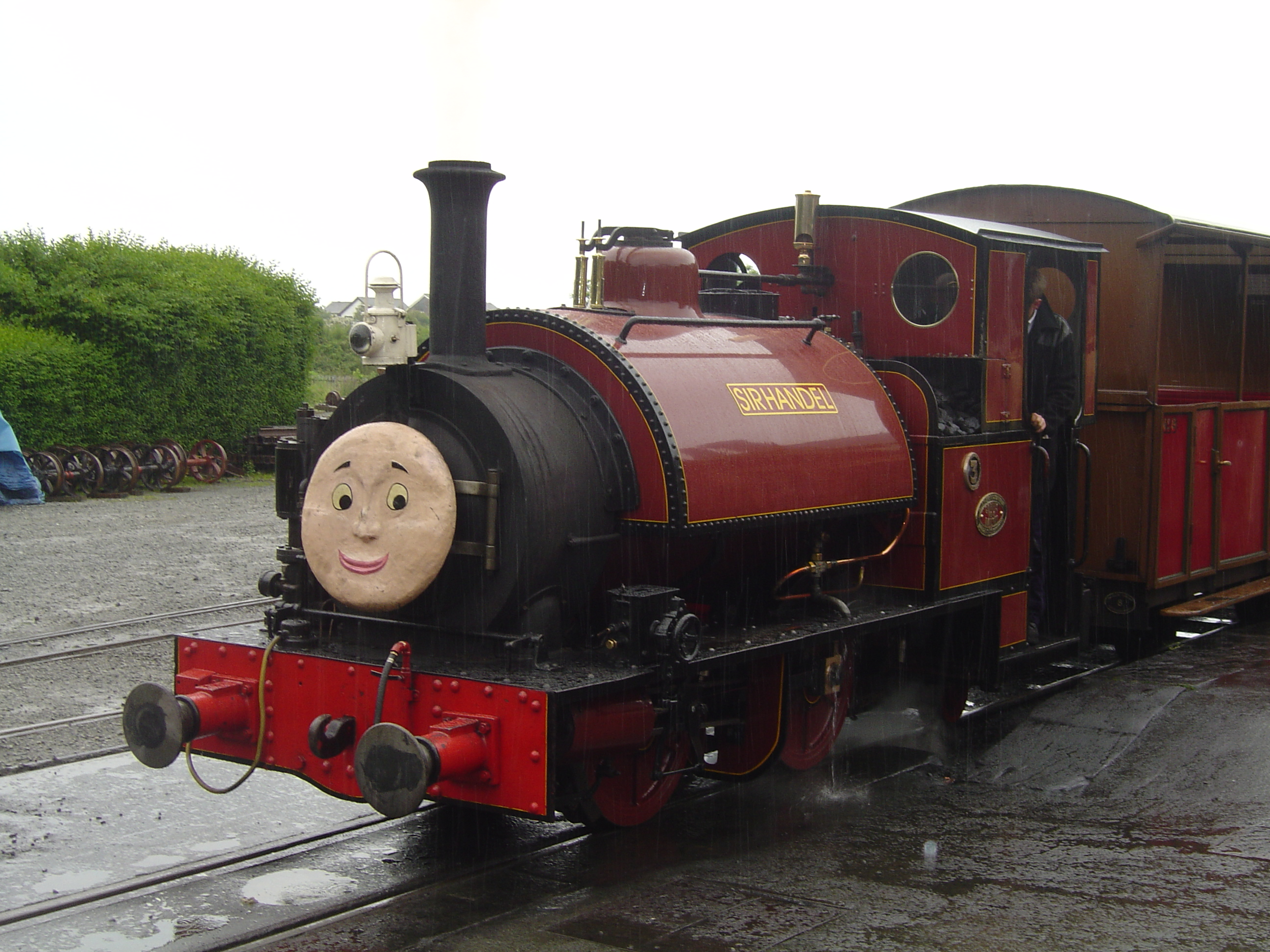
Sir Haydn der Talyllyn Railway, verkleidet als Sir Handel, 2008

- Peter Sam (SR 4), eine grüne Schmalspur-Lok mit drei Achsen, hieß früher Stuart. Ihr Vorbild ist die Lok Edward Thomas von der Talyllyn Railway.
- Rusty (Farbe: orange/rot, schwarz in der Railway Series; Nummer: SR 5) ist eine sehr kleine Schmalspur-Diesellok.
- Duncan (SR 6) ist eine vorwitzige und sehr freche Schmalspurdampflok im Schienennetz des „dünnen Kontrolleurs“. Vorbild ist die Lok Douglas der Talyllyn Railway. Duncan hat ein hohes Chassis, einen schmalen Kessel und ist eine eher kleinere Lok. Sie hat keinen Schlepptender.
- Freddy (englische Schreibweise Freddie; Nummer: SR 7, nur in der TV-Serie), eine weiße Schmalspurlok aus den Bergen, ist wirklich mutig und bekam deshalb den Beinamen „furchtloser Freddy“.
- Duke (Farbe: braun), auch bekannt als „Opamotive“, ist auf eine gewisse Weise die älteste Lok (seine Basis wurde 1863 gebaut, Duke selber erst 1880). Duke hat sehr viel Erfahrung, will jedoch den jüngeren Lokomotiven immer vorschreiben, wie sie etwas zu tun haben. Er wurde früher in höheren Kreisen eingesetzt und pflegt stets „Das würde seiner Gnaden bestimmt missfallen“ zu sagen, wenn ihm etwas missfällt.

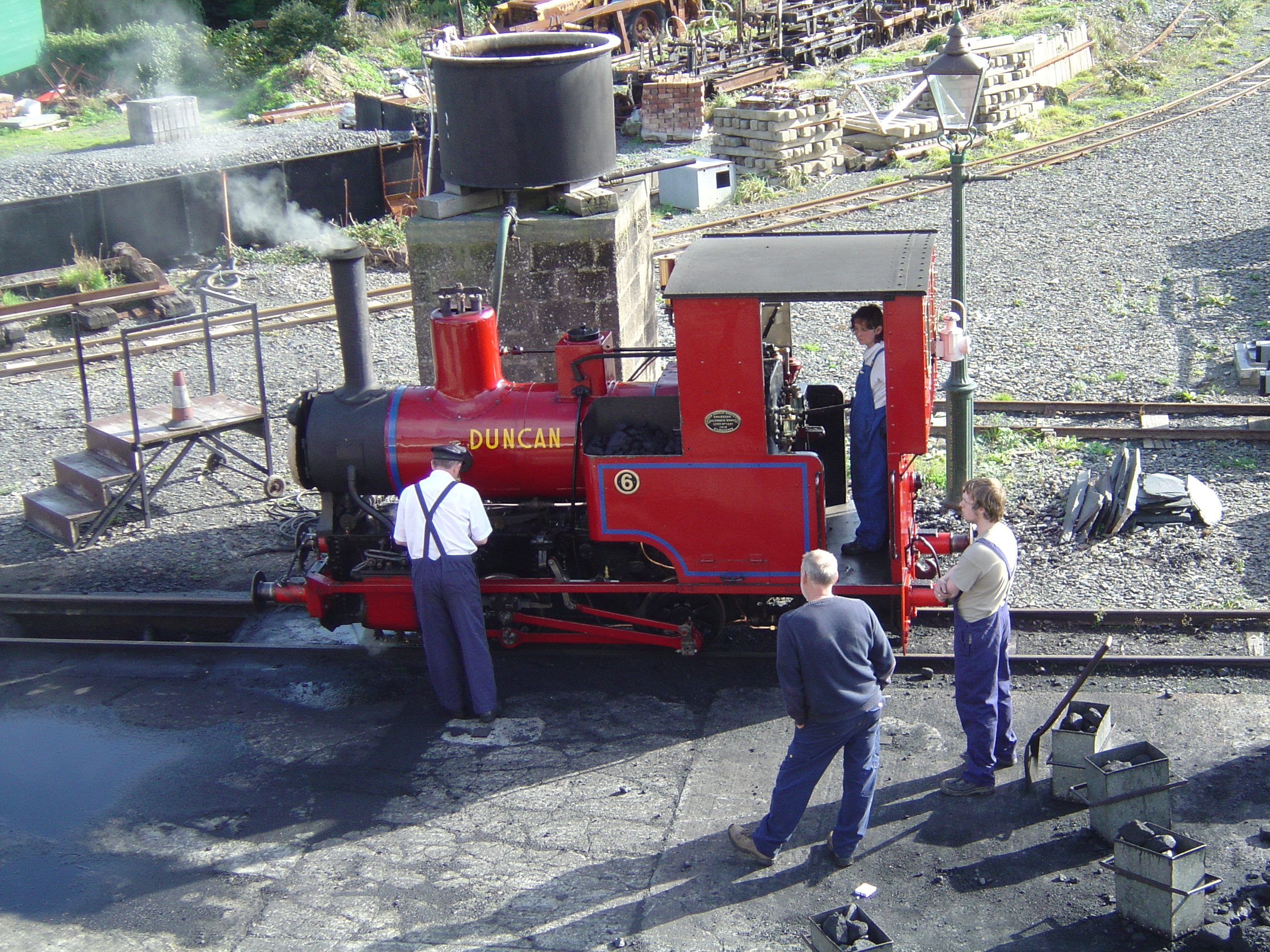
Nr. 6 Douglas, für den Kindertag als Duncan verkleidet

- Big Mac (in der deutschen Staffel 9 Mac Nic), eine violette Schmalspurlok, besitzt zwei Chassis (samt Kessel mit Dampfdom und Schornstein) mit Gesichtern in jeweils einer Fahrtrichtung. Sie ist also eigentlich zwei Loks in einer, hat aber nur ein einziges, vergrößertes Führerhaus (Fairlie-Bauweise). Von diesem aus ist kein Tender erreichbar. Die Reichweite ist also sehr eingeschränkt. Im englischen Original und auf Merchandiseprodukten findet man den englischen Namen Mighty Mac.
- Luke (SR 22), eine kleine Schmalspurlok aus Irland. Er wurde jahrelang im Blauen-Berg-Steinbruch versteckt, da er vermeintlich eine andere Lok ins Meer gestoßen hatte. Als sich das Missverständnis klärte, wurde er freundlich vom dünnen Kontrolleur aufgenommen. Er basiert auf Peter Pan von der Leighton Buzzard Light Railway.

##### Culdee Fell Railway (CFR)
Die Culdee Fell Railway tauchte nur in einem Railway Series Buch auf, ist aber Kanon in der TV-Serie. Sie basiert auf der Snowdon Mountain Railway.
- Godred (CFR 1) wurde benannt nach einem berühmten sudrianischen König. Er war sehr übermütig und stürzte nur einen Monat nach der Eröffnung der Eisenbahn vom Berg und wurde so stark beschädigt, dass er verschrottet werden musste und seine Teile wurden als Ersatzteile für die anderen Lokomotiven verwendet. Sein Schicksal basiert auf dem von L.A.D.A.S der Snowdon Mountain Railway.
- Ernest (CFR 2) hat wie seine Kollegen einen eigenen Passagierwaggon und ist mit zwei Gesichtern ausgestattet; eines vorne auf der Rauchkammer und eines hinten auf dem Führerstand.

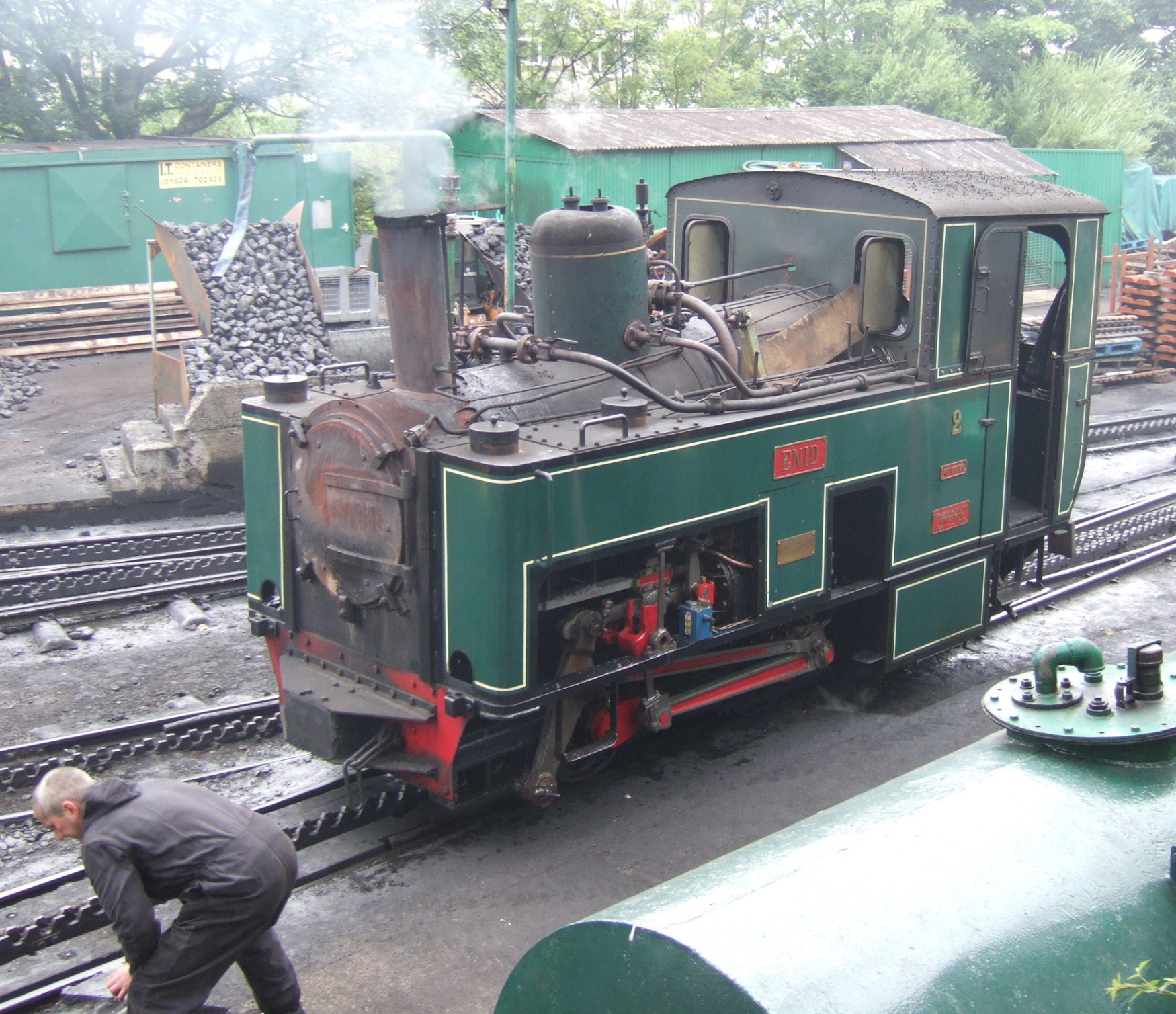
Nr. 2 Enid der Snowdon Mountain Railway, Vorbild für Ernest

- Wilfred (CFR 3), der mit Ernest Culdee von den Veränderungen auf der Eisenbahn erzählte, als dieser von seiner Überholung zurückkehrte.
- Culdee (CFR 4), benannt nach einem christlichen Kloster in Irland, Schottland und England des Mittelalters, dessen Mitglieder sich Culdees nannten. In der fiktiven alten sudrianischen Sprache bedeutet Culdee so viel wie „Begleiter Gottes“.
- Shane Dooiney (CFR 5), benannt nach einem Berg des Culdee-Fell-Gebirges.
- Patrick (CFR 6), früher Lord Harry, eine sehr neue Lokomotive auf der Culdee Fell. Er war zunächst recht hochmütig, bis Culdee ihm die Geschichte von Godred erzählte, woraufhin sich Patrick nun angemessener verhält.
- Alaric (CFR 7), wird von Ernest, Wilfred und Culdee als nett und ruhig beschrieben.
- Eric (CFR 8), eine sehr vorsichtige Lok, die sich der Gefahren auf der Bergstrecke bewusst ist.

#### Echte Lokomotiven
Nahezu alle vorkommenden Maschinen basieren auf welchen, die in der Realität existieren, aber ab und zu haben auch bestimmte berühmte einzelne Lokomotiven Gastauftritte.
- City of Truro von der Great Western Railway war die erste Lokomotive, die 100 Meilen in einer Stunde geschafft hat. Er besuchte Sodor einmal und die Loks waren begeistert von ihm, mit der Ausnahme von Gordon, den der Rekord nicht beeindruckte.
- Flying Scotsman (in der deutschen animierten Serie Der fliegende Schotte) ist eine große LNER A3 mit zwei Schlepptendern und der Bruder von Gordon.

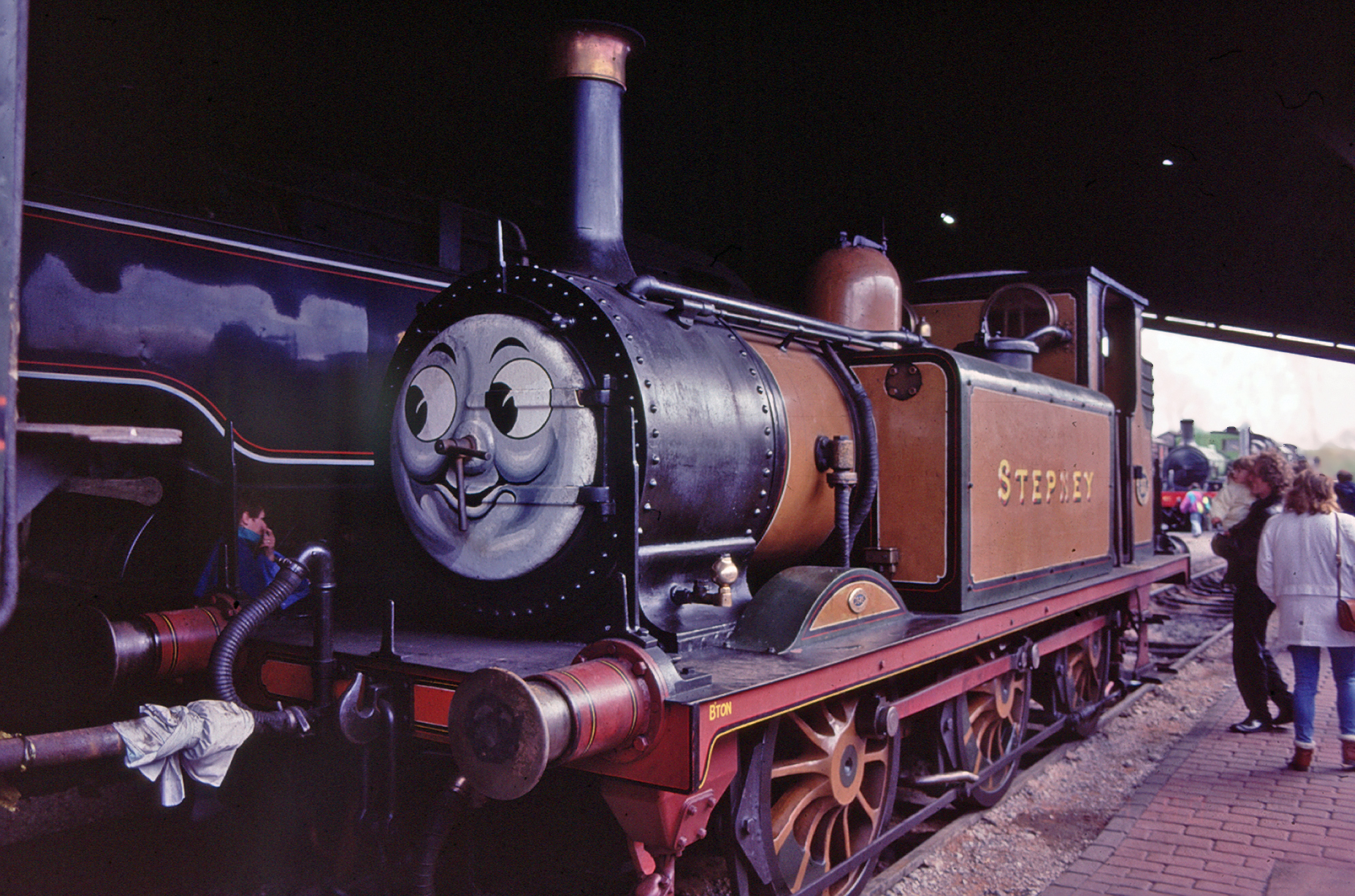
Der echte Stepney mit einem aufgemalten Gesicht

- Der echte Stepney mit einem aufgemalten GesichtStepney (Farbe: beige, Achsen: 3 (C)) ist eine Lokomotive der LB&SCR-Klasse A1 und wird meist nur Glockenblumenlokomotive genannt und befährt in der TV-Serie selbige Strecke. Wie Oliver sollte Stepney verschrottet werden und wurde von Rusty gerettet. Später versuchten ’Arry und Bert erneut, ihn zu verschrotten. In der TV-Serie ist seine Rolle etwas unstimmig, da er dort zur Nord-West-Eisenbahn zu gehören scheint, aber seine Geschichten, die auf den Büchern basieren, davon sprechen, dass er sie nur besucht.

#### Rollmaterial
- Annie und Clarabel, die Karamell-farbigen Personenwaggons von Thomas, sind älteren Baujahres und transportieren Arbeiter und Angestellte. Sie haben jeweils grau-silberne Dächer. Ihre Gesichter nehmen jeweils eine ganze Frontseite des Wagens ein. Annie kann nur Fahrgäste transportieren, Clarabel hat aber auch Abteile für Gepäck und den Schaffner.
- Hector (ein Akronym für Heavily Engineered Coal Truck On Rails), ein schwarzer und sehr großer Kohlewagen. Sein Name steht in großen Lettern auf der Fahrerseite. Seine imposante Erscheinung brachte ihm den Beinamen „der Schreckliche“ ein, da er von Bill und Ben kaum zu handhaben war. Aber er hat sich eigentlich nur gefürchtet und nachdem ihm Thomas deswegen geholfen hatte, freundete er sich mit ihm an.
- Henrietta, ein brauner Personenwaggon, wird von Toby auf der Nebenstrecke gezogen und ist wohl die einzige Darstellerin ohne Gesicht. Aus ihr sollte ein Hühnerstall gemacht werden, als die Nebenstrecke von Toby stillgelegt werden sollte. Doch als der dicke Kontrolleur Toby einen Job anbot, nahm er Henrietta einfach mit.
- Güterwagen, genannt die Widerspenstigen Waggons, sind eine Plage für Thomas, James und andere Loks, die es noch nicht gelernt haben, mit ihnen umzugehen. Sie haben ihren eigenen Willen, ein schlechtes Gedächtnis und sind teils böswillig und schadenfroh. Mehr als einmal bringen sie die Loks, die sie unterschätzen, samt ihnen selbst zum Entgleisen.
- Rocky, ein Schienenkran, besteht aus mehreren Einzelwaggons.

#### Straßenfahrzeuge
- Bertie ist ein roter Bus, der auch mal die Fahrgäste von liegengebliebenen Loks übernimmt oder Wettrennen mit vielen Loks bestreitet. Seit der dreiundzwanzigsten Staffel hat er das Kennzeichen CRD 54: CRD steht für C. Reginald Dalby, einen Illustrator der Railway Series, und 54 für das Jahr 1954, in dem das Buch Edward the Blue Engine erschien, in dem das gleiche Kennzeichen zum ersten Mal gezeigt wurde.
- Bulgy, auch bekannt als Pfau (in der deutschen Version von Staffel 3), ein roter Doppeldeckerbus, hat sich als Eisenbahnbus ausgegeben und wurde zu einem Hühnerstall umfunktioniert. Später wurde er ein Gemüsestand auf Rädern, ist inzwischen aber wieder im Personentransport tätig.
- Elizabeth ist ein bordeauxroter LKW mit offener Ladefläche. Sir Topham Hatt hatte sie früher gefahren und das nicht besonders gut. Elizabeth ist also eine der wenigen Maschinen, die es sich leisten können, informell mit dem dicken Kontrolleur zu sprechen.
- George ist eine uralte, sehr mürrische Dampfwalze, die alle Loks voll mault. Bei einem Wettrennen gegen Sir Handel konnte der Sieger nicht ermittelt werden, da die Teilnehmer sich gegenseitig rempelten. Das Vorderteil ist schwarz, der Rest samt Führerhaus grün. Die Dachoberseite ist weiß.
- Madge, ein weiblicher hellgrüner Lastwagen aus den Bergen von Sodor, ist eng mit den Schmalspurbahnen befreundet und kräftig genug, diese auch zu transportieren. Das Fahrerhaus ist auf drei Rädern gelagert. Vorbild ist der von 1934 bis 1968 gebaute, britische Lastwagen Mechanical Horse.
- Terence, ein orangefarbener Raupenschlepper, arbeitet im Wald, pflügt oder hilft bei Wintereinsätzen.
- Trevor, der dunkelgrüne Dampftraktor, sollte verschrottet werden und gehört nun dem Pfarrer.

#### Andere Maschinen
- Captain ist ein blaues Rettungsboot mit gelb-oranger Kajüte; unter der Wasserlinie ist er rot. Als Thomas einmal auf dem Meer verloren geht, fährt der dicke Kontrolleur mit ihm einen (vergeblichen) Such- und Rettungseinsatz.
- Cranky ist ein Obendreher-Ladekran am Hafen, der anfangs die Loks als unnütze Käfer ansah, bis Percy und Thomas ihn wieder aufrichten mussten, nachdem er bei einem Unfall zu Boden stürzte. Er besteht aus einer zweistöckigen Stahlrahmenkonstruktion.
- Carly, ein sehr moderner gelber Portalkran, der in den Hafen von Brendam gebaut wurde, als die Arbeit zu viel für Cranky wurde.
- Big Mickey, ein riesiger Hammerhead-Kran aus der Schwesterserie TUGS. Sein Modell wurde in Thomas verwendet und steht ebenfalls im Hafen von Brendam. In der einundzwanzigsten Staffel bekam er ein Gesicht und sprach Cranky zum allerersten Mal an.
- Harold, der Hubschrauber, ist weiß und hat drei Rotorflügel. Anstelle von Rädern hat er dicke Pontons, dank derer er auch auf dem Wasser landen kann.
- Tigermotte ist ein gelbes Flugzeug.
- Jeremy ist ein Jet des neuen Flughafens auf Sodor. Das moderne Flugzeug hat eine weiße Lackierung und ein blaues freundliches Gesicht. Auch Jeremy ist ein Freund der Loks.

#### Menschen
- Frau Kitty Kyndley, oder auch Mrs. Kyndley, ist eine ältere Dame, die in ihrer Hütte auf Thomas’ Nebenstrecke lebt. Sie warnte die Lokomotiven zu Weihnachten 1951 vor einem Erdrutsch und verhinderte so einen Unfall. Als Dankeschön (und als Weihnachtsgeschenk) besuchten sie die Mannschaften der Loks sowie der dicke Kontrolleur und schenkten ihr eine Reise nach Bournemouth. Sie hat eine Tochter, bei deren Hochzeit Percy ein Viel-Glück-Paket zusammenstellen sollte und beim großen Eisenbahn-Wettbewerb verkaufte sie Erfrischungen.
- Der Herzog und die Herzogin von Boxford besuchen Sodor gelegentlich mit ihrer Privatlok Spencer. Der Herzog trägt ein marineblaues Jackett, auf dem sein Wappen in Gold auf der linken Brusttasche aufgestickt ist. Dazu trägt er ein zitronengelbes Halstuch, eine milchblaue Hose sowie einen Panama-Hut, außerdem eine gestutzte Schifferkrause samt gestutztem Oberlippenbart. Die Herzogin trägt ein mittelblaues Kleid, auf dem große rötliche Rosenblüten aufgedruckt sind, samt großer, weißer Kragenbordüre sowie einen sehr großen Hut. Das alles erinnert stark an die englischen Adelshäuser. Zahlreiche Aufträge, die der dicke Kontrolleur den Loks gibt, stammen eigentlich vom Herzog. Seit Held der Schienen hat die Adelsfamilie eine Villa als separaten Wohnsitz auf Sodor.
- Jane, Lady Hatt (geboren Brown) ist die Ehefrau des dicken Kontrolleurs. Sie ist eine sanfte, freundliche Dame, die sich mit den Lokomotiven gut versteht. Sie trägt eine hellblaue Jacke mit vielen Knöpfen, einen knielangen blassgelben Rock (oder ein knielanges blassgelbes Kleid), mittelbraune Schuhe und hat ebenso mittelbraune, kaum nackenlange Haare.

#### Internationale Figuren
Im 2016er Special Das große Rennen tauchten einige Lokomotiven aus verschiedenen Ländern auf und im Große Welt! Große Abenteuer!-Reboot traf Thomas auf seiner Weltreise weiterhin neue internationale Figuren.
- Ashima, eine sehr bunte Lokomotive aus Indien, die bei dem großen Eisenbahn-Wettbewerb beim Rangier-Wettkampf mitmachte, und diesen zusammen mit Thomas gewann.
- Vinnie, eine große amerikanische Schlepptenderlok, die kleinere Lokomotiven gerne ärgert, dafür aber später bestraft wird. Er machte bei dem Eisenbahn-Wettbewerb beim Kräftemessen mit und gewann diesen höchstwahrscheinlich.
- Frieda, eine deutsche Schlepptenderlok, die ebenfalls beim Kräftemessen mitmachte und auf der Baureihe 10 der deutschen Bundesbahn basiert.
- Raul, eine kleine Rangierlokomotive aus Brasilien, die beim Rangierevent des Eisenbahn-Wettbewerbes teilnahm.
- Carlos, eine mexikanische Schlepptenderlok, die beim allerersten Eisenbahn-Wettbewerb das Kräftemessen gewann. Bei einem späteren nahm er an der Dekorier-Parade teil, da er aber nicht dekoriert war, verlor er.
- Yong Bao, eine große Schlepptenderlok aus China. Er war ursprünglich schlicht blau lackiert und wurde von den anderen Lokomotiven aufgezogen, aber nachdem er eine von ihnen gerettet hatte, wurde er in den chinesischen Glücksfarben bemalt und bekam einen Tiger auf den Tender bemalt. So trat er auch an der Dekorier-Parade teil, verlor diese aber. Er traf Thomas allerdings während seiner Weltreise wieder und brachte ihm einiges über die chinesische Kultur bei.
- Ace, ein australischer Rennwagen, der Thomas dazu ermutigte, als erste Dampflokomotive eine Weltreise anzutreten.

## Synchronisation
Die ersten vier Staffeln wurden im Hamburger Autorensynchron synchronisiert, auch wenn Übersetzer oder Regisseur bisher unbekannt sind.
Manfred Steffen war der Erzähler und die ersten Kassetten erschienen um 1996.
Die sechste und siebte Staffel wurden aus unbekannten Gründen nie übersetzt, allerdings erschienen in Deutschland Bücher, die auf diesen Geschichten basieren. Der Großteil der Staffeln 18 bis 20 sowie die kompletten Staffeln 21 und 24 wurden ebenfalls übersprungen.
Seit der fünften Staffel wird die Serie im Studio Hamburg übersetzt, zunächst unter Dialogbuch und Regie von Henning Stegelmann. Nachdem die sechste und siebte Staffel übersprungen wurde, bat Manfred Steffen aufgrund seines hohen Alters von 89 Jahren darum, für die achte Staffel umbesetzt zu werden. Daraufhin wollte Super RTL einen Prominenten engagieren. Der Schauspieler Harald Schmidt und der Fußballspieler Lukas Podolski wurden vorgeschlagen; letzten Endes ging die Rolle an den Schauspieler Sky du Mont.
In der zwölften Staffel wurden die Lippen der Lokomotiven animiert und Christian Stark sprach die Figuren, da Sky du Mont laut Henning Stegelmann keine Lust aufs Synchronisieren hatte.
Das Dialogbuch des 2013er Specials König der Schienen wurde von Sascha Draeger geschrieben, der kurze Zeit später auch die Sprechrollen von Bill und Ben übernahm. Dialogbuch und -regie für die Staffeln 17, 18 und 19 sowie das 2014er Special Die Geschichte der mutigen Loks führte Cindy Beier, die auch die Regie für den 2015er Film Sodors Legende vom verlorenen Schatz übernahm, dessen Skript allerdings von Tammo Kaulbarsch geschrieben wurde. Stegelmann kehrte mit Staffel 20 und dem 2016er Special Das große Rennen zurück und Kaulbarsch blieb als Übersetzer und Regisseur der Songs, bis er 2017 mit Theo auch eine Sprechrolle übernahm. Seit der zweiundzwanzigsten Staffel führt Regina Kette das Dialogbuch und Stegelmann weiter die Regie.
Es gab eine Anfrage an CSC Studio, die Synchronisation der vierundzwanzigsten Staffel zu übernehmen, aus der allerdings nie etwas wurde.
| Rolle      | Britischer Originalsprecher | Amerikanischer Originalsprecher | Deutscher Sprecher                                               |
| ---------- | --- | --- | ---------------------------------------------------------------- |
| Erzähler A | Ringo Starr (Staffel 1 bis 2) Michael Angelis (Staffel 3 bis 16) Pierce Brosnan (Die große Entdeckung) B C Mark Moraghan (Staffel 17 bis 21) | Ringo Starr (25 Episoden aus Staffel 1 und 16 aus Staffel 2) George Carlin (Staffel 1 bis 4) Alec Baldwin (Staffel 5 bis 6) Michael Angelis (vier Episoden aus Staffel 7) Michael Brandon (sechs Episoden aus Staffel 6, Staffel 7 bis 16) Pierce Brosnan (Die große Entdeckung) Mark Moraghan (ab Staffel 17 bis 21) | Manfred Steffen (Staffel 1 bis 5) Sky du Mont (Staffel 8 bis 20) |

### Dampflokomotiven
| Rolle                                  | Britischer Originalsprecher                                                                                                  | Amerikanischer Originalsprecher | Deutscher Sprecher                                                                                             |
| -------------------------------------- | --- | --- | --- |
| Thomas                                 | Ben Small (Staffel 13 bis 18) John Hasler (Staffel 19 bis 24)                                                                | Martin Sherman (Staffel 13 bis 18) Joseph May (Staffel 19 bis 24)                                                                             | Christian Stark                                                                                                |
| Edward                                 | Keith Wickham | William Hope | Christos Topoulos                                                                                              |
| Henry                                  | Keith Wickham | Kerry Shale | Michael Bideller                                                                                               |
| Gordon                                 | Keith Wickham | Kerry Shale | Tetje Mierendorf                                                                                               |
| James                                  | Keith Wickham (Staffel 13 bis 20) Rob Rackstraw (Staffel 21 bis 24) D                                                        | Kerry Shale (Staffel 13 bis 18) Rob Rackstraw (Staffel 19 bis 24)                                                                             | Tobias Schmidt                                                                                                 |
| Percy                                  | Keith Wickham (Staffel 13 bis 18) Nigel Pilkington (Staffel 19 bis 24) Christopher Ragland (Gesangsstimme; Das große Rennen) | Martin Sherman (Staffel 13 bis 18) Christopher Ragland (Staffel 19 bis 24)                                                                    | Robin Brosch                                                                                                   |
| Toby                                   | Ben Small (Staffel 13 bis 18) Rob Rackstraw (ab Staffel 19)                                                                  | William Hope | Volker Hanisch                                                                                                 |
| Duck                                   | Steven Kynman | Steven Kynman | Oliver Warsitz                                                                                                 |
| Donald                                 | Joe Mills (Sodors Legende vom verlorenen Schatz) Rob Rackstraw (ab Staffel 20)                                               | Joe Mills (Sodors Legende vom verlorenen Schatz) Rob Rackstraw (ab Staffel 20)                                                                | Carsten Krabbe                                                                                                 |
| Douglas                                | Joe Mills | Joe Mills | Ole Jacobsen                                                                                                   |
| Oliver                                 | Joe Mills | Joe Mills | Matthias Klimsa                                                                                                |
| Emily                                  | Teresa Gallagher Jules de Jongh (Gesangsstimme)                                                                              | Jules de Jongh | Kristina von Weltzien                                                                                          |
| Nia                                    | Yvonne Grundy Patricia Kihoro (Gesangsstimme; Große Welt! Große Abenteuer!)                                                  | Yvonne Grundy Patricia Kihoro (Gesangsstimme; Große Welt! Große Abenteuer!)                                                                   | Franziska Trunte                                                                                               |
| Rebecca                                | Rachael Miller | Rachael Miller | Manuela Eifrig                                                                                                 |
| Rosie                                  | Teresa Gallagher (Staffel 13 bis 16) Nicola Stapleton (ab Staffel 21)                                                        | Jules de Jongh (Staffel 13 bis 16) Nicola Stapleton (ab Staffel 21)                                                                           | Simona Pahl (Staffel 13 bis 16) Natascha Pavia (ab Auf großer Reise)                                           |
| Stanley                                | Matt Wilkinson (ab Staffel 15) Rob Rackstraw (Nur Staffel 19)                                                                | Ben Small (Staffel 15 und Staffel 18) David Menkin (Nur Staffel 18) Rob Rackstraw (Nur Staffel 19 und Staffel 20) John Schwab (ab Staffel 20) | Benjamin Morik                                                                                                 |
| Spencer                                | Matt Wilkinson | Glenn Wrage | Till Huster |
| Mief                                   | Keith Wickham | William Hope | Tetje Mierendorf (Rettungseinsatz Nebelinsel) Till Huster (Staffel 14 bis 17) Kailan Mahadevan (ab Staffel 22) |
| Bill                                   | Jonathan Broadbent (Staffel 17 bis 19) Rasmus Hardiker (ab Staffel 22)                                                       | Jonathan Broadbent (Staffel 17 bis 19) Rasmus Hardiker (ab Staffel 22)                                                                        | Sascha Draeger                                                                                                 |
| Ben                                    | Jonathan Broadbent (Staffel 17 bis 19) Matt Wilkinson (ab Staffel 22)                                                        | Jonathan Broadbent (Staffel 17 bis 19) Matt Wilkinson (ab Staffel 22)                                                                         | Sascha Draeger E                                                                                               |
| Harvey                                 | Keith Wickham | Keith Wickham | Martin Lohmann                                                                                                 |
| Charlie                                | Matt Wilkinson Steven Kynman (Gesangsstimme)                                                                                 | Glenn Wrage (Staffel 13 bis 15) Ben Small (Staffel 16 bis 18) Steven Kynman (ab Staffel 20)                                                   | Matthias Klimsa                                                                                                |
| Hiro                                   | Togo Igawa | Togo Igawa | Kai-Henrik Möller                                                                                              |
| Bash                                   | Matt Wilkinson | Kerry Shale | Robert Missler                                                                                                 |
| Dash                                   | Keith Wickham | William Hope | Michael Bideller                                                                                               |
| Ferdinand                              | Glenn Wrage | Ben Small | Robin Brosch                                                                                                   |
| Scruff                                 | Matt Wilkinson | Kerry Shale | Jesse Grimm |
| Belle                                  | Teresa Gallagher D | Teresa Gallagher D | Angela Quest                                                                                                   |
| Stephen                                | Bob Golding | Bob Golding | Rainer Schmitt (König der Schienen) Knud Riepen (ab Staffel 17)                                                |
| Connor                                 | Jonathan Forbes | Jonathan Forbes | Jan-David Rönfeldt                                                                                             |
| Caitlin                                | Rebecca O’Mara | Rebecca O’Mara | Merete Brettschneider                                                                                          |
| Porter                                 | Steven Kynman | David Menkin | Oliver Hörner (Staffel 17–18, 20) Patrick Bach (Staffel 23)                                                    |
| Gator                                  | Clive Mantle | Clive Mantle | Holger Mahlich                                                                                                 |
| Timothy                                | Tim Whitnall | Tim Whitnall | Johannes Semm                                                                                                  |
| Marion                                 | Olivia Colman | Olivia Colman | Dagmar Dreke                                                                                                   |
| Samson                                 | Robert Wilfort | Robert Wilfort | Jürgen Uter |
| Ryan                                   | Eddie Redmayne (Sodors Legende vom verlorenen Schatz) Steven Kynman (ab Staffel 20)                                          | Eddie Redmayne (Sodors Legende vom verlorenen Schatz) Steven Kynman (ab Staffel 20)                                                           | Oliver Böttcher (Sodors Legende vom verlorenen Schatz) Timo Kinzel (ab Staffel 20)                             |
| Der Fliegende Schotte/ Flying Scotsman | Rufus Jones | Rufus Jones | Andreas Birnbaum (Das große Rennen bis 22) Joshy Peters (Große Welt! Große Abenteuer!)                         |
| Ashima                                 | Tina Desai | Tina Desai | Manuela Eifrig (Das große Rennen) Franziska Lessing (ab Staffel 22)                                            |
| Vinnie                                 | John Schwab | John Schwab | Daniel Welbat                                                                                                  |
| Raul                                   | Rob Rackstraw (Das große Rennen) Federico Trujillo (ab Staffel 23)                                                           | Rob Rackstraw (Das große Rennen) Federico Trujillo (ab Staffel 23)                                                                            | Joachim Kretzer (Das große Rennen) Fabian Harloff (ab Staffel 23)                                              |
| Frieda                                 | Teresa Gallagher | Teresa Gallagher | Katja Brügger                                                                                                  |
| Axel                                   | Rob Rackstraw | Rob Rackstraw | Achim Buch |
| Gina                                   | Teresa Gallagher (Das große Rennen) Anna Francolini (ab Staffel 23)                                                          | Teresa Gallagher (Das große Rennen) Anna Francolini (ab Staffel 23)                                                                           | Jennifer Böttcher (Das große Rennen) Mica Mylo (ab Staffel 23)                                                 |
| Carlos                                 | David Bedella (Das große Rennen) Gabriel Porras (ab Große Welt! Große Abenteuer!)                                            | David Bedella (Das große Rennen) Gabriel Porras (ab Große Welt! Große Abenteuer!)                                                             | Joachim Kretzer (Das große Rennen) Jens Wendland (ab Große Welt! Große Abenteuer!)                             |
| Rajiv                                  | Nikhil Parmar | Nikhil Parmar | Mark Bremer |
| Merlin                                 | Hugh Bonneville | Hugh Bonneville | Martin Lohmann                                                                                                 |
| Hurricane                              | Jim Howick | Jim Howick | Achim Buch |
| Theo                                   | Darren Boyd | Darren Boyd | Tammo Kaulbarsch                                                                                               |
| Lexi                                   | Lucy Montgomery | Lucy Montgomery | Katharina von Keller                                                                                           |
| Gabriela                               | Monica Lopera | Monica Lopera | Ela Nitzsche                                                                                                   |
| Lorenzo                                | Vincenzo Nicoli | Vincenzo Nicoli | Markus Hanse                                                                                                   |
| Sonny                                  | Joe Swash | Joe Swash | |

### Diesellokomotiven
| Rolle     | Britischer Originalsprecher | Amerikanischer Originalsprecher                                                                                                 | Deutscher Sprecher                                                                     |
| --------- | --- | --- | -------------------------------------------------------------------------------------- |
| Diesel    | Kerry Shale | Michael Brandon (Staffel 13 bis 16) Martin Sherman (Staffel 17 bis 18) Kerry Shale (ab Staffel 19)                              | Martin May                                                                             |
| Daisy     | Teresa Gallagher (Staffel 19) Tracy-Ann Oberman (ab Staffel 20)                                                                 | Teresa Gallagher (Staffel 19) Tracy-Ann Oberman (ab Staffel 20)                                                                 | Nadine Schreier                                                                        |
| Mavis     | Teresa Gallagher | Jules de Jongh (Staffel 13 bis 16) Teresa Gallagher (ab Staffel 17)                                                             | Joey Cordevin                                                                          |
| Diesel 10 | Matt Wilkinson | Matt Wilkinson | Martin May (Rettungseinsatz Nebelinsel) Jürgen Holdorf (ab Dampfloks gegen Dieselloks) |
| ’Arry     | Kerry Shale | Kerry Shale | Jürgen Holdorf                                                                         |
| Bert      | Kerry Shale (Staffel 14 bis 15) William Hope (ab Staffel 16)                                                                    | Kerry Shale (Staffel 14 bis 15) William Hope (ab Staffel 16)                                                                    | Rainer Schmitt                                                                         |
| Paxton    | Keith Wickham (Staffel 15) Steven Kynman (ab Staffel 16)                                                                        | Keith Wickham (Staffel 15) Steven Kynman (ab Staffel 16)                                                                        | Martin Brücker (Das Geheimnis um den Blauen Berg) Tobias Diakow (ab Staffel 17)        |
| Norman    | Kerry Shale (Staffel 15) Keith Wickham (ab Staffel 17)                                                                          | Kerry Shale (Staffel 15) Keith Wickham (ab Staffel 17)                                                                          | Peter Weis                                                                             |
| Sidney    | Bob Golding | Bob Golding | Oliver Warsitz                                                                         |
| Den       | Rupert Degas (eine Episode aus Staffel 15) Keith Wickham (ab Staffel 15)                                                        | Rupert Degas (eine Episode aus Staffel 15) Keith Wickham (ab Staffel 15)                                                        | Burkhard Schmeer                                                                       |
| Dart      | Rupert Degas (Staffel 15 bis 16) Steven Kynman (ab Staffel 17)                                                                  | Rupert Degas (Staffel 15 bis 16) Steven Kynman (ab Staffel 17)                                                                  | Lennardt Krüger (Staffel 15 bis 16) Christian Rudolf (ab Staffel 17)                   |
| Phillip   | Rasmus Hardiker | Rasmus Hardiker | Tim Kreuer (Staffel 19–22)                                                             |
| Ivan      | Bob Golding | Bob Golding | Andreas Kleb                                                                           |
| Salty     | Keith Wickham | Keith Wickham | Walter Wigand                                                                          |
| Frankie   | Sophie Colquhoun | Sophie Colquhoun | Johanna Dost                                                                           |
| Flynn     | Rupert Degas (Staffel 15 bis 16) Ben Small (Staffel 17) Glenn Wrage (eine Episode aus Staffel 19) Rob Rackstraw (ab Staffel 19) | Rupert Degas (Staffel 15 bis 16) Ben Small (Staffel 17) Glenn Wrage (eine Episode aus Staffel 19) Rob Rackstraw (ab Staffel 19) | Rainer Schmitt                                                                         |
| Hugo      | Rob Rackstraw | Rob Rackstraw | Mark Bremer                                                                            |

### Elektrolokomotiven
| Rolle    | Britischer Originalsprecher | Amerikanischer Originalsprecher | Deutscher Sprecher |
| -------- | --------------------------- | ------------------------------- | ------------------ |
| Stafford | Keith Wickham               | Keith Wickham                   | Marios Gavrilis    |
| Étienne  | Rob Rackstraw               | Rob Rackstraw                   | Erik Schäffler     |
| Gustavo  | Francisco Labbe             | Francisco Labbe                 | Martin Lohmann     |

### Schmalspurlokomotiven
| Rolle      | Britischer Originalsprecher                                      | Amerikanischer Originalsprecher                           | Deutscher Sprecher                                                                           |
| ---------- | ---------------------------------------------------------------- | --------------------------------------------------------- | -------------------------------------------------------------------------------------------- |
| Skarloey   | Keith Wickham                                                    | Keith Wickham                                             | Jens Wendland                                                                                |
| Rheneas    | Ben Small (Staffel 16 bis 18) John Hasler (ab Staffel 20)        | Ben Small (Staffel 16 bis 18) John Hasler (ab Staffel 20) | Jesse Grimm                                                                                  |
| Sir Handel | Keith Wickham                                                    | Keith Wickham                                             | Daniel Montoya (Staffel 16) Marcus Just (ab Staffel 17)                                      |
| Peter Sam  | Steven Kynman                                                    | Steven Kynman                                             | Marios Gavrilis (Staffel 16) Kai-Henrik Möller (Staffel 17–18) Felix Strüven (ab Staffel 23) |
| Rusty      | Matt Wilkinson                                                   | Matt Wilkinson                                            | Arash Marandi (Staffel 16) Achim Buch (ab Staffel 17)                                        |
| Duncan     | Tom Stourton                                                     | Tom Stourton                                              | Martin May (Staffel 18)                                                                      |
| Luke       | Michael Legge                                                    | Michael Legge                                             | Henning Nöhren (Das Geheimnis um den Blauen Berg) Nils Rieke (ab Staffel 17)                 |
| Millie     | Miranda Raison                                                   | Miranda Raison                                            | Sonja Stein                                                                                  |
| Victor     | Matt Wilkinson (Staffel 13 bis 15) David Bedella (ab Staffel 16) | David Bedella                                             | Robert Missler (Staffel 13 bis 20) Kailas Mahadevan (ab Staffel 22)                          |

### Miniaturlokomotiven
| Rolle | Britischer Originalsprecher | Amerikanischer Originalsprecher | Deutscher Sprecher        |
| ----- | --------------------------- | ------------------------------- | ------------------------- |
| Mike  | Tim Withnall                | Tim Withnall                    | Constantin von Westphalen |
| Rex   | Tom Stourton                | Tom Stourton                    | Bernd Lambrecht           |
| Bert  | Keith Wickham               | Keith Wickham                   | Christian Rudolf          |

### Waggons
| Rolle                       | Britischer Originalsprecher | Amerikanischer Originalsprecher | Deutscher Sprecher |
| --------------------------- | --- | --- | --- |
| Annie                       | Teresa Gallagher | Teresa Gallagher | Julia Holmes |
| Clarabel                    | Teresa Gallagher | Teresa Gallagher | Margret Strassburger (Das Geheimnis um den blauen Berg) Monika Hein (König der Schienen) Marion von Stengel (ab Staffel 17) |
| Henrietta                   | Maggie Ollerenshaw | Maggie Ollerenshaw | Marion Schmitz (ab Staffel 22)                                                                                              |
| Rocky                       | Matt Wilkinson | William Hope | Gerhard Hinze (Staffel 13 bis Staffel 16) Jürgen Uter (ab Staffel 17)                                                       |
| Toad                        | Joe Mills | Joe Mills | Achim Schülke |
| Die Widerspenstigen Waggons | Ben Small (Staffel 16 bis 18) Christopher Ragland (ab Staffel 19) Rob Rackstraw (Auf großer Reise) William Hope (Auf großer Reise) Lucy Montgomery (Auf großer Reise) Kerry Shale (ab Auf großer Reise) Rasmus Hardiker (Staffel 21) | Ben Small (Staffel 16 bis 18) Christopher Ragland (ab Staffel 19) Rob Rackstraw (Auf großer Reise) William Hope (Auf großer Reise) Lucy Montgomery (Auf großer Reise) Kerry Shale (ab Auf großer Reise) Rasmus Hardiker (Staffel 21) | Johannes Semm Marcus Just Andreas Birnbaum (Auf großer Reise) Liza Ohm (Auf großer Reise) Flemming Stein (Auf großer Reise) |
| An An                       | Siu-see Hung | Siu-see Hung | Franciska Friede |
| Yin-Long                    | Windson Liong | Windson Liong | Oliver Hermann |
| Lei                         | Windson Liong | Windson Liong | Stefan Weißenburger |
| Aubrey                      | Genevieve McCarthy | Genevieve McCarthy | Muriel Bielenberg |
| Aiden                       | Tim Bain | Tim Bain | Flemming Stein |
| Beppe                       | Vincenzo Nicoli | Vincenzo Nicoli | Felix Strüven |

### Andere Maschinen
| Rolle  | Britischer Originalsprecher                                    | Amerikanischer Originalsprecher                                | Deutscher Sprecher |
| ------ | -------------------------------------------------------------- | -------------------------------------------------------------- | --- |
| Bertie | Rupert Degas (Staffel 15 bis 16) Keith Wickham (ab Staffel 17) | Rupert Degas (Staffel 15 bis 16) Keith Wickham (ab Staffel 17) | Gerhard Hinze (Staffel 15 und 16) Rainer Schmitt (Staffel 17) Helgo Liebig (Staffel 18 und 19) Wolf Frass (ab Staffel 23) |
| Bulgy  | Colin McFarlane                                                | Colin McFarlane                                                | Constantin von Westphalen                                                                                                 |
| Trevor | Nigel Pilkington                                               | Christopher Ragland                                            | Robert Knorr |
| Butch  | Rupert Degas (Staffel 15) Matt Wilkinson (ab Staffel 16)       | Glenn Wrage (Staffel 15 bis 16) Steven Kynman (ab Staffel 17)  | Robert Missler (Staffel 17)                                                                                               |
| Cranky | Matt Wilkinson                                                 | Glen Wrage                                                     | Walter Wigand |
| Jack   | Steven Kynman                                                  | David Menkin                                                   | Tim Kreuer (König der Schienen) Daniel Schütter (Sodors Legende vom verlorenen Schatz) Joachim Kretzer (ab Staffel 23)    |
| Alfie  | Nathan Clarke (Staffel 20) Tom Stourton (ab Staffel 23)        | Nathan Clarke (Staffel 20) Tom Stourton (ab Staffel 23)        | Kai-Henrik Möller (Sodors Legende vom verlorenen Schatz) Alexander Merbeth (ab Staffel 23)                                |
| Oliver | Tim Whitnall                                                   | Tim Whitnall                                                   | Matthias Klimsa |
| Max    | Tim Whitnall                                                   | Kerry Shale                                                    | Roman Rossa |
| Monty  | Rasmus Hardiker                                                | Rob Rackstraw                                                  | Johannes Klaußner |
| Brenda | Teresa Gallagher                                               | Teresa Gallagher                                               | Elise Eikermann |
| Darcy  | Harriet Kershaw                                                | Harriet Kershaw                                                | Emma Luise Hermann |

### Menschen
| Rolle                                         | Britischer Originalsprecher                                                          | Amerikanischer Originalsprecher                               | Deutscher Sprecher                                                                                 |
| --------------------------------------------- | ------------------------------------------------------------------------------------ | ------------------------------------------------------------- | -------------------------------------------------------------------------------------------------- |
| Sir Bertram Topham Hatt/Der dicke Kontrolleur | Keith Wickham                                                                        | Kerry Shale (Staffel 13 bis 18) Keith Wickham (ab Staffel 19) | Eberhard Haar Jürgen Holdorf (Gesangsstimme)                                                       |
| Mr. Peregrine Percival/Der dünne Kontrolleur  | Keith Wickham                                                                        | Kerry Shale                                                   | Benjamin Morik (Staffel 16 bis 19) Jens Wendland (ab Große Welt! Große Abenteuer)                  |
| Sir Robert Norramby/Der Herzog von Sodor      | Mike Grady                                                                           | Mike Grady                                                    | Bernd Stephan                                                                                      |
| Der Herzog von Boxford                        | Matt Wilkinson                                                                       | William Hope                                                  | Volker Hanisch (Der Held der Schienen) Herbert Schöberl (Staffel 15) Bernd Stephan (ab Staffel 19) |
| Die Herzogin von Boxford                      | Teresa Gallagher                                                                     | Jules de Jongh Teresa Gallagher (Staffel 17)                  | Joey Cordevin                                                                                      |
| Die Witwe Hatt                                | Keith Wickham                                                                        | Keith Wickham                                                 | Margrit Straßburger                                                                                |
| Jane, Lady Hatt                               | Teresa Gallagher                                                                     | Jules de Jongh Teresa Gallagher (Staffel 17)                  | Margrit Straßburger                                                                                |
| Stephen Hatt                                  | Teresa Gallagher                                                                     | Teresa Gallagher                                              | Max Buckreus                                                                                       |
| Bridget Hatt                                  | Teresa Gallagher                                                                     | Teresa Gallagher                                              | Manuela Bäcker (Staffel 13) Florentine Stein (ab Staffel 20)                                       |
| Mr. Bubbles                                   | Michael Brandon (Staffel 13 bis 16) Keith Wickham (ab Staffel 19)                    | Keith Wickham                                                 | Fabian Harloff                                                                                     |
| Bauer McColl                                  | Matt Wilkinson                                                                       | William Hope                                                  | Joshy Peters                                                                                       |
| Bauer Trotter                                 | Matt Wilkinson                                                                       | Kerry Shale                                                   | Joshy Peters                                                                                       |
| Der Hafenmeister                              | Matt Wilkinson (ab Staffel 14) Steven Kynman (Staffel 18) Keith Wickham (Staffel 19) | William Hope (ab Staffel 14) Keith Wickham (Staffel 19)       | Gerhart Hinze (Staffel 14) Carsten Krabbe (ab Staffel 17)                                          |
| Der große Komponist                           | Keith Wickham                                                                        | Keith Wickham                                                 | Jens Wendland                                                                                      |
| Der Ansager des großen Eisenbahnwettbewerbes  | Rob Rackstraw                                                                        | Rob Rackstraw                                                 | Marek Erhardt                                                                                      |
| Der Richter des großen Eisenbahnwettbewerbes  | Robert Wilfort                                                                       | Robert Wilfort                                                | Peter Weis                                                                                         |
| Seemann John                                  | John Hurt                                                                            | John Hurt                                                     | Peter Weis                                                                                         |
| Miss Jenny Packard                            | Harriet Kershaw                                                                      | Harriet Kershaw                                               | Katrin Decker                                                                                      |
| Alicia Botti                                  | Jules de Jongh                                                                       | Jules de Jongh                                                | Anne Moll                                                                                          |

### Übersetzungsfehler und Inkonsistenzen
Der „dicke Kontrolleur“ ist mitnichten ein (Fahrkarten-)Kontrolleur, vielmehr überwacht er das gesamte Bahnwesen der Insel. Die irreführende Bezeichnung „dicker Kontrolleur“ resultiert aus der falschen Übersetzung der englischen Originalbezeichnung „fat controller“. Eine passende deutsche Bezeichnung ist „Eisenbahn-Direktor“. In den älteren deutschen Buchausgaben aus den 1980er Jahren ist auch noch korrekterweise vom „dicken Direktor“ die Rede.
Im Englischen ist das Wortspiel mit seinem Nachnamen Hatt eindeutig: Denn ähnlich klingen hat (Hut, aber auch Chapeau bzw. Zylinderhut: Er trägt immer einen solchen) und head (was Kopf bzw. (Abteilungs)-Leiter oder Chef bedeutet und auf seine Stellung hinweist).
Thomas ist im Original eine tank engine/tank locomotive. Die korrekte Übersetzung ist Tenderlokomotive. Als Tenderloks werden allerdings Gordon, James usw. bezeichnet, die eigentlich Schlepptenderlokomotiven sind. Dieser Fehler wurde mit der achten Staffel behoben, aber kommt seit der siebzehnten Staffel weiterhin hin und wieder vor.
Seit der vierten Staffel wird Toby fälschlicherweise als Triebwagen bezeichnet statt als Dampfstraßenbahn. Nur in der neunten Staffel wurde er Dampfgrubenbahn genannt.
Nach der achten Staffel wurden auch einige Sprüche anders übersetzt: So nennen die Lokomotiven den dicken Kontrolleur nun wie im englischen Sir statt Chef und Thomas’ Spruch hat sich von „Schlacke und Asche!“ zu „Zunder und Asche!“ geändert. Henry zieht nun den „Fliegenden Hering“ statt den „Fliegenden Bückling“ und der Spruch des Erzählers „And then there was trouble“ lautet nicht länger „Und dann gab es Ärger“, sondern „Und dann passierte es“.
Weiterhin wurden besonders in der Brenner-Ära viele Anspielungen an klassische Episoden gemacht, indem etwa aus diesen zitiert wurde. Aber auch viele dieser Zitate wurden falsch übersetzt, sodass die Anspielung im Deutschen nicht eingehalten wurde.
In der dreiundzwanzigsten Staffel wurde „Really Useful“ mit „richtig nützlich“ statt wie zuvor mit „wirklich nützlich“ übersetzt, während in der deutschen Ausgabe der Railway Series (Thomas die Tenderlok und andere Eisenbahngeschichten) „richtig tüchtig“ gesagt wurde.
Laut Henning Stegelmann sind zumindest einige dieser Veränderungen von Übersetzungen auf Anweisungen der Redaktion von Super RTL zurückzuführen.

## Unterschiede zur Buchvorlage
In jeder einzelnen adaptierten Geschichte gibt es kleinere Abweichungen vom Original, aber es gibt auch große Änderungen, die sich in der TV-Serie komplett von der Railway Series unterscheiden:
- In der Railway Series ist Tidmouth der größte Bahnhof, in der TV-Serie war es immer Knapford. In der Railway Series war Knapford eher klein und diente nur als Knotenpunkt und Abzweigung auf Thomas’ Nebenstrecke. In den ersten vier Staffeln der TV-Serie war Elsbridge der Knotenpunkt zur Nebenstrecke.
- Tidmouth hatte außerdem den größten Hafen in der Railway Series, in der TV-Serie ist es spätestens seit der fünften Staffel der Hafen von Brendam.
- Die Dampfloks der Skarloey Railway waren in der Railway Series alle rot mit blauen Streifen. In der TV-Serie haben sie alle verschiedene Bemalungen, um sie leichter auseinanderzuhalten.
- Henry wurde in der Railway Series temporär blau bemalt, wurde aber deswegen zu oft mit Gordon verwechselt, weshalb er wieder grün wurde. Um diese Verwirrung zu vermeiden, bleib der in der TV-Serie immer grün.
- Donald und Douglas wurden in der Railway Series blau bemalt, nachdem sie auf die NWR aufgenommen wurden, in der TV-Serie blieben sie schwarz.
- Duck und Oliver bekamen in der TV-Serie die Nummern 8 und 11, während sie in der Railway Series ihre alten GWR/BR-Nummern behielten. Außerdem haben sie in der Railway Series eigene benannte Personenwagen, die in der TV-Serie fehlen (obwohl Duck seit der achtzehnten Staffel Slip Coaches zieht).
- Stepneys Geschichte in der Railway Series basiert auf der Geschichte der echten Lok, die von der Bluebell Railway gerettet wurde. In der TV-Serie wurde Stepney von Rusty gerettet und arbeitet auf der Glockenblumen-Nebenstrecke, die sich vermeintlich auf Sodor befinden, obwohl in den adaptierten Geschichten gesagt wird, dass er die NWR nur besucht.
- Die Gesichter von BoCo, Daisy und George waren in der Railway Series grün und in ihre Körper eingebaut, wie bei Harold, Annie und Clarabel. In der TV-Serie bekamen sie graue Tongesichter.
- In der Railway Series war James ursprünglich schwarz und wurde erst nach seinem Unfall in Der Unfallzug rot gestrichen, während er in Staffel 1 von Anfang an rot war. Als die ersten Geschichten 2015 mit The Adventure Begins neu verfilmt wurden, wurde jedoch darauf geachtet, James zunächst schwarz zu haben. Nichtsdestotrotz hat James in der Railway Series blaue Streifen und ein rotes Dach, in der TV-Serie goldene und schwarze Streifen und auch ein schwarzes Dach.

## Die Züge
Die Züge verbinden Städte und Dörfer Sodors miteinander. Die Normalspur-Eisenbahn heißt Nord-West-Eisenbahn (North Western Railway; kurz NWR) und die einzelnen Züge haben meist sehr genaue Aufgaben. Die Express-Züge (in der Railway Series der Wild Nor’ Wester) mit den größten Personenwaggons und großen Loks wie Gordon, James oder Henry (in der Railway Series seit 2011 durch Pip und Emma abgelöst) scheinen die wichtigste Funktion auszufüllen: Sie bewegen die Fahrgäste auf der Hauptstrecke von Barrow in England bis nach Knapford im Westen der Insel (Tidmouth in der Railway Series). Auf den Nebenstrecken sind kleinere Loks wie Thomas oder Toby mit kleineren oder älteren Waggons unterwegs. Es gibt etwa Thomas’ Nebenstrecke von Knapford nach Ffarquhar, Edwards Nebenstrecke von Wellsworth zum Hafen von Brendam und Ducks Nebenstrecke von Tidmouth nach Arlesburgh. Gelegentlich gibt es einen Nachtzug. Nicht so beliebt sind die Güterzüge. Einer davon, der fliegende Bückling (in der CGI-Serie mit fliegender Hering übersetzt), gezogen von Henry, transportiert bei Morgengrauen mit hoher Geschwindigkeit Kisten mit frisch gefangenen Fischen vom Hafen über die ganze Insel.

## Veröffentlichung im deutschsprachigen Raum
1996 wurden die ersten VHS-Kassetten der Serie durch das Label Funky von Concorde Video auf den deutschen Markt gebracht. Diese enthielten jeweils fünf Episoden von der ersten bis zur vierten Staffel in chronologischer Reihenfolge. Bis 1998 erschienen 21 Kassetten. Die letzten fünf Episoden der vierten Staffel wurden aus unbekannten Gründen ausgelassen. Ab dem 11. November 1996 wurde die Serie bei RTL II gezeigt. Die Ausstrahlung endete mit der sechzehnten Episode der ersten Staffel Ärger im Depot am 30. Dezember 1998.
Ab dem 3. April 2000 begann Super RTL die Serie in ihrem Toggolino-Programm zu zeigen. Hier wurden ebenfalls einige Episoden gezeigt, die bei RTL II aus unbekannten Gründen übersprungen wurden. Die ersten vier Staffeln wurden in Doppelfolgen wiederholt, bis am 25. Mai 2000 mit der Erstausstrahlung der fünften Staffel begonnen wurde.
Ab Oktober 2000 wurden neue VHS-Kassetten von Universal herausgebracht, welche jeweils zehn Episoden von der ersten bis zur fünften Staffel enthielten, wobei die letzten 18 Episoden der dritten Staffel und die letzten 22 Episoden der fünften Staffel ausgelassen wurden. Die ersten beiden dieser Kassetten wurden später zusammen als DVD verkauft.
Von November 2000 bis Juni 2001 wurde die Serie sowohl im Morgenprogramm als auch im Nachmittagsprogramm von Super RTL gezeigt.
2001 veröffentlichte Universal drei Hörspiele auf MC-Kassette und CD, welche auf Staffel 3 Episoden basierten.
Ab dem 2. Juli 2001 strahlte ORF 1 die Serie ebenfalls im Morgen- und Mittagsprogramm aus.
Von 2001 bis 2005 wurden die ersten fünf Staffeln regelmäßig auf Super RTL wiederholt. ORF 1 zeigte ausschließlich die ersten beiden Staffeln.
Der Kinofilm Thomas, die fantastische Lokomotive wurde in dieser Zeit einige Male auf ORF 1 und RTL II gezeigt.
Ab März 2004 begann Europa Mini mit der Veröffentlichung von DVDs und VHS zur Serie. Diese enthielten bei DVDs/VHS der klassischen Serie (Staffel 1–7) neun Episoden und bei DVDs/VHS der neuen Serie (Staffel 8–12) vier bis sechs Episoden, aufgrund der unterschiedlichen Länge der jeweiligen Episoden. Die ersten acht dieser Volumes kamen sowohl als DVD als auch als VHS-Kassette auf dem Markt, ab DVD 9 Aller Anfang ist schwer blieb das Format exklusiv auf DVD. Die Reihenfolge der Episoden auf diesen DVDs hielt sich meist nicht an die offizielle Anreihung der Staffeln.
Ebenfalls um 2004 wurde die deutsche Website eröffnet, auf der sich Spiele, Videos, Beschreibungen und weiteres zur Serie befinden.
2005 startete Europa Mini eine neue Hörspielreihe, die auf Episoden der TV-Serie basierte, welche jedoch zum Teil stark umschrieben wurden. Die Loks bekamen außerdem eigene Sprecher im Gegensatz zu den Universal-Hörspielen, wo Manfred Steffen die alleinige Besetzung war. Die ersten zwölf dieser CDs/MCs wurden sowohl als CD als auch als MC-Kassette auf den Markt gebracht. Ab CD 13 Thomas hat eine gute Idee blieb die Reihe exklusiv auf CD.
Ab dem 5. September 2005 begann die Erstausstrahlung der achten Staffel bei Super RTL, in der nun Sky du Mont als Erzähler fungierte, die neunte Staffel folgte kurz darauf ab dem 18. Dezember 2005. Zwischen dem 5. September 2005 und dem 18. Juni 2006 wurden ausschließlich die achte und neunte Staffel bei Super RTL gezeigt. Die Wiederholungen der ersten beiden Staffeln auf ORF 1 wurden am 15. Juni 2006 mit der dreiundzwanzigsten Episode der zweiten Staffel Edwards Heldentat eingestellt. Vom 19. Juni 2006 bis zum 20. August 2006 wurden die ersten vier Staffeln, mit Ausnahme der letzten vier Episoden der vierten Staffel, ein letztes Mal auf Super RTL wiederholt. Die Episoden Die Weihnachtsfeier aus Staffel 1 und Ein tolles Weihnachtsabenteuer aus Staffel 3 liefen jedoch noch einmal jeweils im Dezember 2006 und Dezember 2007. Im Zeitraum von 2006 bis 2007 startete Europa Mini eine weitere kurzlebige Reihe an DVDs, welche jeweils vier Episoden aus den ersten fünf Staffeln enthielten. Es erschienen insgesamt sechs dieser DVDs, als Cover wurden hier lediglich 2D-Promo Bilder der Maschinen auf einem einfarbigen Hintergrund benutzt. Dieselbe Art von DVDs erhielten auch Serien wie Bob der Baumeister oder Wickie und die starken Männer.
Das Hörspiel Nummer 6 Nützliche Lokomotiven erschien 2006 und war die letzte Thomas-Produktion, in der Manfred Steffen als Erzähler zu hören war.
Im September 2006 wurde das 60-Minuten Special Alle Loks im Einsatz in ausgewählten Kinos gezeigt, welches am 7. Mai 2007 auf Super RTL lief.
Kurz darauf folgte die Erstausstrahlung der zehnten Staffel vom 10. Mai 2007 bis zum 21. Juni 2007.
Die ersten fünf Staffeln wurden in den späten 2000ern auf dem Sender JimJam wiederholt, jedoch wurde hier das britische Intro mit unübersetzten Titelkarten gezeigt.
Tele 5 wiederholte den Kinofilm mehrere Male zwischen 2006 und 2009.
Am 19. Oktober 2007 erschien das Spin-Off Jack and the Sodor Construction Company in Deutschland auf DVD. Diese trug den Namen Thomas und seine treuen Freunde, da so die britische DVD hieß auf der die Episoden, mit Ausnahme von zwei, veröffentlicht wurden. Die Episoden liefen nie im deutschen Fernsehen.
Die elfte Staffel premierte vom 31. März 2008 bis zum 16. April 2008.
Die zwölfte Staffel, welche die erste Staffel war, in der die Gesichter der Maschinen, die Menschen und die Tiere animiert waren, lief vom 21. April 2009 bis zum 21. Mai 2009.
Im August 2009 kam der zweite 60-minütige Film Die große Entdeckung in ausgewählte Kinos, Super RTL zeigte ihn am 7. Oktober 2009.
Zwischen dem 21. April 2009 und dem 26. März 2010 wurde ausschließlich die zwölfte Staffel gezeigt, die einzigen Ausnahmen waren Staffel 11, welche zwischen dem 27. Oktober 2009 und dem 2. Dezember 2009 ein letztes Mal wiederholt wurde und „Die große Entdeckung“.
Die Premiere der dreizehnten Staffel und damit der CGI-Serie als Ganzes war vom 12. April 2010 bis zum 7. Mai 2010.
Der erste 60-Minuten Film der CGI-Serie Der Held der Schienen, welcher eigentlich vor Staffel 13 spielt, wurde am 3. Juni 2010 ausgestrahlt.
Im September 2010 kam das Special Rettungseinsatz Nebelinsel kurzzeitig in deutsche Kinos. Es lief am 1. November 2010 auf Super RTL.
Im Rahmen des Weihnachtsprogramms wurden drei Staffeln 14 Episoden, die im Winter spielen, bereits im Dezember 2010 gezeigt.
Daraufhin wurde die Serie bis zum 10. Januar 2011 pausiert und es wurden ein letztes Mal Episoden aus der Modellära gezeigt. Die achte, neunte und zwölfte Staffel wurden vom 10. Januar 2011 bis zum 15. April 2011 wiederholt, mit Ausnahme der letzten zwei Staffel 9 Episoden.
Die 14. Staffel wurde vom 2. Mai 2011 bis zum 24. Mai 2011 erstausgestrahlt.
Im September 2011 kam der nächste 60-Minuten Film Dampfloks gegen Dieselloks kurzzeitig in Kinos. Dieser lief auf Super RTL am 1. November 2011.
In der nächsten Woche startete am 7. November 2011 die Erstausstrahlung von Staffel 15, die bis zum 2. Dezember dauerte.
An Weihnachten 2011 zeigte ATV2 Thomas, die fantastische Lokomotive.
Aus unbekannten Gründen wurde 2012 der Lokomotiven-Appell, der am Ende von jeder Folge gespielt wurde bei Fernsehausstrahlungen weggeschnitten.
Die 16. Staffel lief zusammengepaart mit Staffel-14-Episoden vom 2. Oktober 2012 bis zum 30. November 2012.
Das letzte von Nitrogen Studios animierte 60-Minuten Special Das Geheimnis um den blauen Berg kam im Herbst 2012 in die Kinos und wurde von Super RTL am 6. Dezember 2012 gezeigt.
Das letzte von Europa herausgebrachte Hörspiel Das Plitsch-Platsch-Nass-Spiel erschien 2013.
Im Herbst 2013 lief die erste von Arc Produktions animierte Thomas-Produktion in deutschen Kinos, das 60-Minuten Special König der Schienen, dieses würde am 18. April 2014 auf Super RTL gezeigt werden.
Vom 3. November bis zum 28. November 2014 zeigte Super RTL die 17. Staffel zu einem Großteil. Am 23. November 2014 kam das Special Die Geschichte der mutigen Loks in ausgewählte Kinos. Am 31. Dezember 2014 lief es auf Super RTL.
Vom 3. November 2014 bis zum 13. Mai 2015 lief ausschließlich die 17. Staffel auf Super RTL, mit Ausnahme der zwei Specials König der Schienen und Die Geschichte der mutigen Loks. Die verbliebenen sechs Staffeln mit 17 Episoden liefen vom 23. April bis 30. April 2015.
Die Staffeln 15, 16 und 17 liefen abwechselnd vom 18. Mai 2015 bis zum 16. Oktober 2015.
Die sechs übersetzten Episoden der 18. Staffel liefen vom 2. November 2015 bis zum 9. November 2015 auf Super RTL.
Das 2015er Special Sodors Legende vom verlorenen Schatz kam im November 2015 in deutsche Kinos und am 26. Dezember 2015 auf Super RTL.
Das Kinder-Streaming Programm kividoo hatte eine Zeit lang die Staffeln 8–17 im Sortiment, später wurden die Staffeln 8–16 entfernt und die neueren hinzugefügt.
Mit der Einführung von Toggo plus lief Thomas ab dem 6. Juni 2016 ebenfalls zweimal am Tag, immer um eine Stunde versetzt.
Die sechs übersetzten Episoden der 19. Staffel liefen vom 4. Oktober 2016 bis zum 25. Oktober 2016. Das 2016er Special Das große Rennen lief am 1. November 2016.
Die 16. Staffel und somit die gesamte Nitrogen-CGI-Serie lief das letzte Mal vom 16. Februar 2017 bis zum 15. März 2017. Die Specials wurden weiterhin bis 2018 sporadisch wiederholt.
Die sechs übersetzten Episoden der 20. Staffel liefen vom 9. Oktober 2017 bis zum 16. Oktober 2017.
Das 2017er Special Auf großer Reise sollte ursprünglich am 26. Dezember 2017 gezeigt werden, wurde jedoch aus unbekannten Gründen durch Rettungseinsatz Nebelinsel ersetzt. Das Special lief letztendlich am 30. März 2018.
Die 44. DVD die unter dem Europa Mini Label veröffentlicht wird, namens Thomas‘ Abkürzung, die fünf Episoden aus der 17. Staffel enthält, erschien am 16. Februar 2018 und war die letzte DVD, die von Europa herausgebracht wurde.
Die erste Staffel des Große Welt! Große Abenteuer! Reboots (Staffel 22) lief vom 19. November bis zum 25. Dezember 2018 und war die erste Staffel seit Staffel 17, in der alle Episoden auf Deutsch übersetzt wurden.
Die erste DVD seit Februar 2018 Thomas und seine Freunde – Große Welt! Große Abenteuer! China erschien am 6. September 2019 und enthält sechs Episoden aus Staffel 22, die DVD kommt ebenfalls als Hörspiel-CD heraus und ist somit das erste Hörspiel seit 2013. Der Herausgeber war justbridge entertainment unter dem Label FM Kids, welche seit Staffel 22 auch die Auftraggeber für die deutsche Synchronisation sind.
Der Kinofilm, Große Welt! Große Abenteuer! Der Film, sollte am 3. Oktober 2019 in deutsche Kinos kommen, wurde allerdings auf den 2. Januar 2020 verschoben. Es war die erste Produktion seit Sodors Legende vom verlorenen Schatz, die in deutschen Kinos gezeigt wurde.
Vom 2. Juli bis zum 5. Juli 2019 wurden die übersetzten Episoden von Staffel 20 und damit alles, was vor Große Welt! Große Abenteuer! spielt, ein letztes Mal wiederholt.
Die 23. Staffel wurde zu einem großen Teil vom 18. November bis zum 6. Dezember 2019 bei Super RTL gezeigt, ausgelassen wurden jedoch die Episoden, die zusammen das Special Ausgrabungen und Abenteuer bilden und das Schnelle Hilfe vom Dampflok-Team Special. Die Ausgrabungen und Abenteuer Episoden wurden 2020 unangekündigt in der Toggolino-App veröffentlicht und das Schnelle Hilfe vom Dampflok-Team Special wurde im Dezember 2020 auf Netflix verfügbar gemacht, zusammen mit Staffel 22 und 23, dazu lief es zusammen mit Ausgrabungen und Abenteuer im Dezember 2020 auf Super RTL.
Henning Stegelmann bestätigte im April 2021, dass die Aufnahmen von Alle Maschinen los! begonnen haben. Aus der Anfrage an CSC Studio, die vierundzwanzigste Staffel zu übernehmen, ergab sich nichts und diese Staffel wurde wieder ausgelassen.

## Sonstiges
Es erschienen von 2005 bis 2013 Hörspiele der Firma Europa, in denen Thomas von dem Schauspieler Dirk Bach gesprochen wurde.
Bei der deutschen Übersetzung wurden die sechste, die siebte, die einundzwanzigste und die vierundzwanzigste Staffel komplett ausgelassen und bei der achtzehnten bis zur zwanzigsten Staffel wurden je 20 Episoden (22 in Staffel 20) übersprungen.
In der sechsten Staffel wurde die Person der Jenny Packard eingeführt, die alle Miss Jenny nennen. Sie leitet die Sodor Baugesellschaft. Parallel zur siebten US-Staffel wurde versucht, einen Ableger von Thomas einzuführen. 13 Episoden wurden realisiert, die erst 2003 als DVD-Exklusive veröffentlicht wurden (zwei Episoden wurden in Deutschland nicht veröffentlicht, da diese auf einer anderen DVD als der Thomas und seine treuen Freunde-DVD waren). Im Mittelpunkt stehen dabei die Baumaschinen aus Miss Jennys Fuhrpark, die dann verschiedene Bauvorhaben realisieren. Thomas und Percy tauchen nur noch als Nebenfiguren auf.
Zum Fuhrpark gehören:
- Jack, der freundliche Frontlader (rot, Nr. 11).
- Alfie, ein sehr kleiner Bagger (grün, Nr. 12).
- Oliver, ein alter Löffelbagger, der meist bei Abrissarbeiten zum Einsatz kommt (beige, Nr. 14).
- Maximilian und Montgomery, besser bekannt als Max und Monty,[199] zwei Baulaster mit großem Temperament und großem Hang zum Unsinn (rotes Fahrerhaus, Nr. 15 & 16).
- Kelly, der Baukran und der älteste im Trupp (dunkelblau, Nr. 17).
- Byron, ein Bulldozer (schwarz-gelb, Nr. 18).
- Ned, ein etwas tollpatschiger Dampfbagger (braun-orange, Nr. 19).
- Isabella, die freundliche quietschgelbe, aber eitle Lady im Team (gelb, Nr. 22).
- Nelson, ein riesiger Sattelschlepper, der auch Loks wie Thomas ziehen und befördern kann (schwarz, Nr. 10).
- Patrick, ist ein Zementmischer (lila, Nr. 23).
- Buster, eine weitere Dampfwalze Sodors, die gerne Rennen fährt (rot).
- Brenda, ein weiterer Bulldozer, hat Byrons Platz in der animierten Serie eingenommen (türkis, Nr. 24).
- Darcy, eine Tunnelbohrmaschine (gelb).

Nach Thomas, die fantastische Lokomotive war ein weiterer Kinofilm geplant, der außerhalb des Serienuniversums spielen sollte. The Adventures of Thomas sollte 2010 erscheinen und eine vergleichsweise düstere Geschichte erzählen, die im Zweiten Weltkrieg spielte. Das Skript wurde fertiggestellt, das Veröffentlichungsdatum aber immer wieder aufgeschoben, bis es irgendwann keine weiteren Meldungen mehr gab und das Projekt scheint abgebrochen zu sein.
Daisy war die erste weibliche Lokomotive. Um sie in der TV-Serie noch femininer zu gestalten, gab man ihr Make-up und, wie der Komponist Mike O’Donnell in einem Interview bestätigte, sollte Daisy ursprünglich rosafarbene Puffer haben, die sie wie eine Prostituierte aussehen lassen sollten. Im selben Interview bestätigte O’Donnell ebenfalls die Theorie, dass Daisys Theme-Musik an Stripper-Musik angelehnt war. Diese Darstellung wurde von Rick Sigglekow, Co-Produzent von Shining Time Station, als nunnötig sexistisch eingestuft, weshalb er sich dafür einsetze, dass Daisys Episoden nicht auf Shining Time Station gezeigt wurden und Daisy in der dritten Staffel überhaupt nicht auftauchte und ihre Rolle von Diesel übernommen wurde.
Im Juli 2022 veröffentlichten ThomasTankMerch die Rohaufnahmen der fünften Staffel, nachdem sie an die Kassetten gekommen waren und die Lizenzen abbezahlt hatten.

## Insel Sodor

### Übersicht
Der Großteil der Geschichten spielt auf der fiktiven Insel Sodor, einem Inselstaat, der Teil des Vereinigten Königreichs ist. Die Hauptstadt ist Suddery nahe der Südküste und die größte Stadt Tidmouth im Westen mit einer Einwohnerzahl von 35.000 (Stand 1951). Es gibt regelmäßigen Schiffsverkehr zum nahen, jedoch erst seit der computeranimierten Serie dargestellten Festland. Seit 2016 sieht man außerdem beispielsweise die Fährenfunktion der Schiffe für Loks.
Sodor liegt zwischen Barrow-in-Furness in Cumbria im Norden Englands und der Isle of Man in der irischen See. Sodor misst nach Veröffentlichungen des Panini-Verlags etwa 60 Meilen von West nach Ost und etwa 50 Meilen von Nord nach Süd. Die offizielle Webseite dagegen nennt die Maße 40 auf 30 Meilen.
Im Winter gibt es auf den Gleisen teilweise meterhohe Schneeverwehungen, welche von den Loks beseitigt werden müssen. Dies legt ein nördliches, kühl-gemäßigtes Klima nahe.
In den Serien wird Sodor als hügeliges Land dargestellt, von denen die meisten recht sanft sind. Eine der lang gezogenen Steigungen heißt Gordons Berg. Historische Windmühlen, wie man sie auch aus Holland oder Norddeutschland kennt, scheinen noch aktiv zu sein. Dies lässt Rückschlüsse auf die Windverhältnisse zu. Gelegentlich führen die Strecken an Burgruinen vorbei, die bekannteste unter ihnen ist das schottische Schloss im Norden, welches Henry mit einem neuen Fahnenmast ausstattete.
Im Inneren der Insel gibt es Mittelgebirge und die Culdee Fell Railway erklimmt diese Berge, darunter den höchsten Berg Culdee Fell, dessen Gipfel 2.048 Fuß (ca. 624 m) über dem Meeresspiegel liegt. Es gibt außerdem mehrere Steinbrüche, unter anderem in eine Bleierz-Mine auf Thomas’ Nebenstrecke sowie den Steinbruch von Ffarquhar, wo Toby und Mavis arbeiten, das Kaolinwerk im Süden, wo Bill und Ben arbeiten, mehrere Schiefersteinbrüche und auch etwa den Blauen-Berg-Steinbruch für die Schmalspurloks.
Von Staffel 14 bis 16 gab es südlich von Sodor die sagenumwobene Nebelinsel. Diese ist wegen des ständigen Nebels nur an wenigen Tagen im Jahr von Sodor aus sichtbar. Zu ihr führt ein alter baufälliger eingleisiger Eisenbahntunnel, den Thomas von der Nebelinsel aus und Mief von Sodor aus wiederentdecken. Geografie bzw. Morphologie, Klima und Flora der Nebelinsel erinnern stark an die gemäßigten Regenwälder in British Columbia. Der Tunnel zur Insel wurde in Staffel 17 wieder zugemauert (siehe Die Thomas-Methode und Zu viele Feuerwehrloks) und in 23 sogar komplett entfernt (siehe Schnelle Hilfe vom Dampflok-Team). Die Insel wurde in The Way She Does It aus Staffel 20 noch einmal erwähnt und in Große Welt! Große Abenteuer! Der Film wurde noch einmal an sie angespielt. Abgesehen davon wurde sie nach Staffel 16 aus der Serie entfernt, da das Konzept zu unrealistisch für den neuen Ton war.

### Karten
Wilbert Awdry verfasste gemeinsam mit seinem Bruder George eine detaillierte fiktive Geschichte der Insel Sodor und veröffentlichte diese in dem Buch The Island of Sodor: Its People, History and Railways. Als die Herausgeber später eine neue Auflage ablehnten, schrieb Christopher Awdry 2005 ein neues Buch: Sodor: Reading Between the Lines. Wilbert und George erstellten darüber hinaus mehrere Karten von Sodor und später wurden diese bearbeitet und an die TV-Serie angepasst. Im Jahr 2014 erstellte Eisenbahnberater Sam Wilkinson eine weitere Karte der TV-Serie, die auch in der Serie zwischen Staffel 17 und Staffel 24 verwendet wurde. Diese, sowie andere kürzlich veröffentlichte Karten, wurden unter anderem dafür kritisiert, dass sie alle die Karte von Awdry benutzten und lediglich Orte aus der TV-Serie hinzufügten, ohne viel zu verändern oder zu entfernen und dabei gleichzeitig sämtliche verschiedene Ären in denselben Kanon setzten.
im Juni 2022 wurden die Karten veröffentlicht, an denen sich bei der Produktion der ersten drei Staffeln orientiert wurde.

## Vermarktung
Rund um die Serie ist bereits ein großer Merchandise-Markt entstanden. So gibt es neben Tellern, Tassen, Trinkflaschen, Taschen, Besteck, T-Shirts und Kissen alle erdenklichen Formen der Lokomotiven als Modelle. Eine ganze Serie dieser Lokomotiven ist passend zu herkömmlichen Holzeisenbahnen erhältlich. Sogar Lego hat acht Lokomotiven (Thomas, Gordon, James, Percy, Spencer, Toby, Stanley und Salty) sowie den Kran Cranky aus der Serie im Duplo-Programm. Von Märklin gab es in der Spur H0 eine Startpackung „Thomas & seine Freunde“ mit der Lokomotive Thomas und drei Waggons sowie Percy. Dafür wurden die Hornby-Modelle auf Märklins Dreileitersystem umgebaut. Die Lok „Thomas“ der Größe H0 von Märklin sowie das Thomas-Starterset mit Annie, Clarabel und einem Kesselwagen sind nicht mehr in Produktion. Untereinander sind die H0-Systeme meist nicht kompatibel.
In England verfügt der Modelleisenbahn-Hersteller Hornby sowie die amerikanische Firma Bachmann über ein recht großes Angebot an Modellen. In Deutschland gab es Geschäfte, die ausschließlich Thomas-Produkte verkauften.
Daneben gibt es auch im deutschen Sprachraum Kinderbücher, DVDs, Videokassetten, Hörspiel-CDs von Europa, einem Label von Sony Music Family Entertainment und Puzzles der Firma Schmidt Spiele. Ravensburger hat das in England mehrfach ausgezeichnete Produkt „Aquadoodle“, eine Malmatte, im Angebot. Beim Panini-Verlag erscheint die Kinderzeitschrift „Thomas und seine Freunde“. Diese richtet sich an Kinder ab zwei Jahren. Hauptsächlich werden dort die bekannten Filmabenteuer von Thomas und seinen Freunden nacherzählt.
Die US-Freizeitparkgruppe Six Flags hat in vier ihrer Themenparks den Kinderbereich als „Thomas Town“ thematisiert. Diese Attraktionen findet man in Six Flags „Discovery Kingdom“, „New England“, „Magic Mountain“ und „Six Flags Over Georgia“.

### Thomas the Tank Engine Events
Die Popularität der Serie veranlasste vor allem auf den britischen Inseln zahlreiche Touristik- und Museumsbahnen „Thomas the Tank Engine Events“ als Attraktion für Familien mit Kindern zu veranstalten. Dabei werden zu den Lokomotiven der Serie passende Maschinen mit Gesichtern versehen und Laiendarsteller fungieren als die menschlichen Figuren, insbesondere der „Fat Controller“ gehört zu den unvermeidbaren Auftritten bei solchen Veranstaltungen.
Ab Sommer 2007 führten immer schwerer erfüllbare Auflagen seitens des Lizenzgebers HiT Entertainment zu Verstimmungen mit den Bahnbetreibern. Neben besonderen Anforderungen an die Laiendarsteller gehörte nun die Verpflichtung zur Abgabe eines polizeilichen Führungszeugnisses (Criminal Records Bureau check) für alle teilnehmenden Mitarbeiter zu den Lizenzbedingungen. Da die Bahnbetriebe diese Prozedur, die dem Schutz der Kinder vor sexuellen Übergriffen dienen soll, ihren mehrheitlich ehrenamtlich tätigen Mitarbeitern nicht zumuten wollen, haben zahlreiche Bahnen ihre Verträge mit HiT Entertainment nicht verlängert und bieten nun alternative Angebote für das Familienpublikum an.
Seit 2021 findet auf der Talyllyn Railway jährlich die Awdry Extravaganza statt, wofür unter anderem die Lokomotiven als ihre Counterparts auf der fiktiven Skarloey Railway verkleidet werden und eine Menge von Awdrys nie veröffentlichten Notizen zum ersten Mal der Öffentlichkeit vorgestellt werden.

## Rezeption

### Kritische Reaktionen
Die NGO Common Sense Media bewertete die Serie mit vier von fünf Sternen und schrieb: „Eltern können sicher sein, dass diese Serie sowohl erzieherische als auch verhaltensbildende Aspekte hat. Die Geschichten von Thomas, der Lokomotive […] wurden von einem jungen Briten erdacht, der den Zügen zuhörte, wenn sie durch die Landschaft fuhren. Die Geschichten, die er seinem Sohn erzählte – der sie daraufhin an seinen eigenen Sohn weitergab – wurden in Büchern und Modelleisenbahnen dokumentiert. Seit die Serie in den 1980er Jahren den Fernsehzuschauern vorgestellt wurde, hat Thomas & Friends eine weltweite Fangemeinde aufgebaut.“
Jessica Roake schrieb in Slate, die Serie „verherrlicht den britischen Imperialismus im reinen Stil des White Man's Burden“. In Bezug auf den dicken Kontrolleur schrieb sie weiter: „Man vermutet, dass Sir Topham Hatt einige Zeit im kolonialen Indien verbracht hat.“ Roake räumte allerdings ein, dass die Serie seit 2003 vielfältigere Charaktere habe. US-Journalistin Jia Tolentino resümierte im New Yorker, dass sie als Mädchen „nichts von dem mitbekam, was tatsächlich geschah“. Nachdem sie aber als Erwachsene die Serie und Internetbeiträge bewusst angesehen hatte, kritisierte sie die „repressive, autoritäre Seele der Serie“.
Shauna Wilton, Professorin an der University of Alberta, verfasste die Studie „A Very Useful Engine: The Politics of Thomas and Friends“. Wilton, die ihre Studie damit begründete, dass die Sozialisierung von Kindern ein wichtiger Aspekt sei, beschrieb „eine Kombination aus Empörung, Unglauben und herablassender Ablehnung“ für die Ankündigung, die Politisierung der Serie zu untersuchen, wobei sie auch Dank wahrnahm. Sie erklärte, dass die Serie trotz der Einführung weiblicher Charaktere in den 2000er Jahren „weitgehend unverändert“ zu ihrer Entstehungszeit sei, die von „einem Kontext starrer sozialer Hierarchien, männlicher Dominanz im öffentlichen Raum und einer starken sozialen Kultur des guten Benehmens, des Respekts vor Autorität und der Befolgung der Regeln“ geprägt gewesen sei.

### Popularität im Internet und kulturelle Referenzen
In den 2010er Jahren und danach wurde „Thomas & seine Freunde“ zum Gegenstand mehrerer Internet-Memes wie „Thomas' O-Face“, „It was time for Thomas to leave. He had seen everything“, „Thomas the Dank Engine“, und „The Fat Controller laughed“ und war Mittelpunkt eines Beitrags im New Yorker, der sich mit den vermeintlich autoritären Subtexten befasst, die in der Serie vorkommen.
Der Entertainer John Oliver adaptierte 2023 die Erzählstruktur und Bildsprache von „Thomas & seine Freunde“ für eine Episode der Sendung Last Week Tonight. Für die Folge, die sich kritisch mit der mangelnden Eisenbahn-Sicherheit in den USA auseinandersetzt, wurden eigens mehrere Modellbahnszenen im Stil der Original-Serie gedreht, die von blockierten Bahnübergängen und explodierenden Kesselwagen handeln.

## Nominierungen
In den Jahren 1985 und 1987 wurde Thomas, die kleine Lokomotive & seine Freunde nominiert für den British Academy Film Award als Bester animierter Kurzfilm.